# Biserica Armenească din Iași
Biserica armenească din Iași este un lăcaș de cult armenesc situat în centrul orașului Iași, pe str. Armeană nr. 22, gard în gard cu Biserica „Sf. Sava”. În interiorul său se află o placă de piatră cu o inscripție în care se afirmă că biserica a fost construită în anul 1395. Unii istorici contestă autenticitatea acestei inscripții fără a exclude însă posibilitatea ca biserica să fi fost construită în 1395. Acest lăcaș de cult a fost reparat radical în anul 1803. Biserica armenească din Iași are hramul Sfânta Maria (15 august).
Biserica „Sf. Născătoare” din Iași a fost inclusă pe Lista monumentelor istorice din județul Iași din anul 2015, având codul de clasificare  IS-II-m-B-03713. Pe această listă este trecut anul 1803 ca perioadă de datare a construcției.
De asemenea, Ateneul armenesc, azi Casa parohială a bisericii armenești, clădire construită în 1932 în curtea bisericii (având adresa pe str. Armeană nr. 20), este inclus pe aceeași listă a monumentelor istorice, la numărul 852, cu codul de clasificare IS-II-m-B-03712.

## Istoric

### Imigrarea armenilor în Moldova

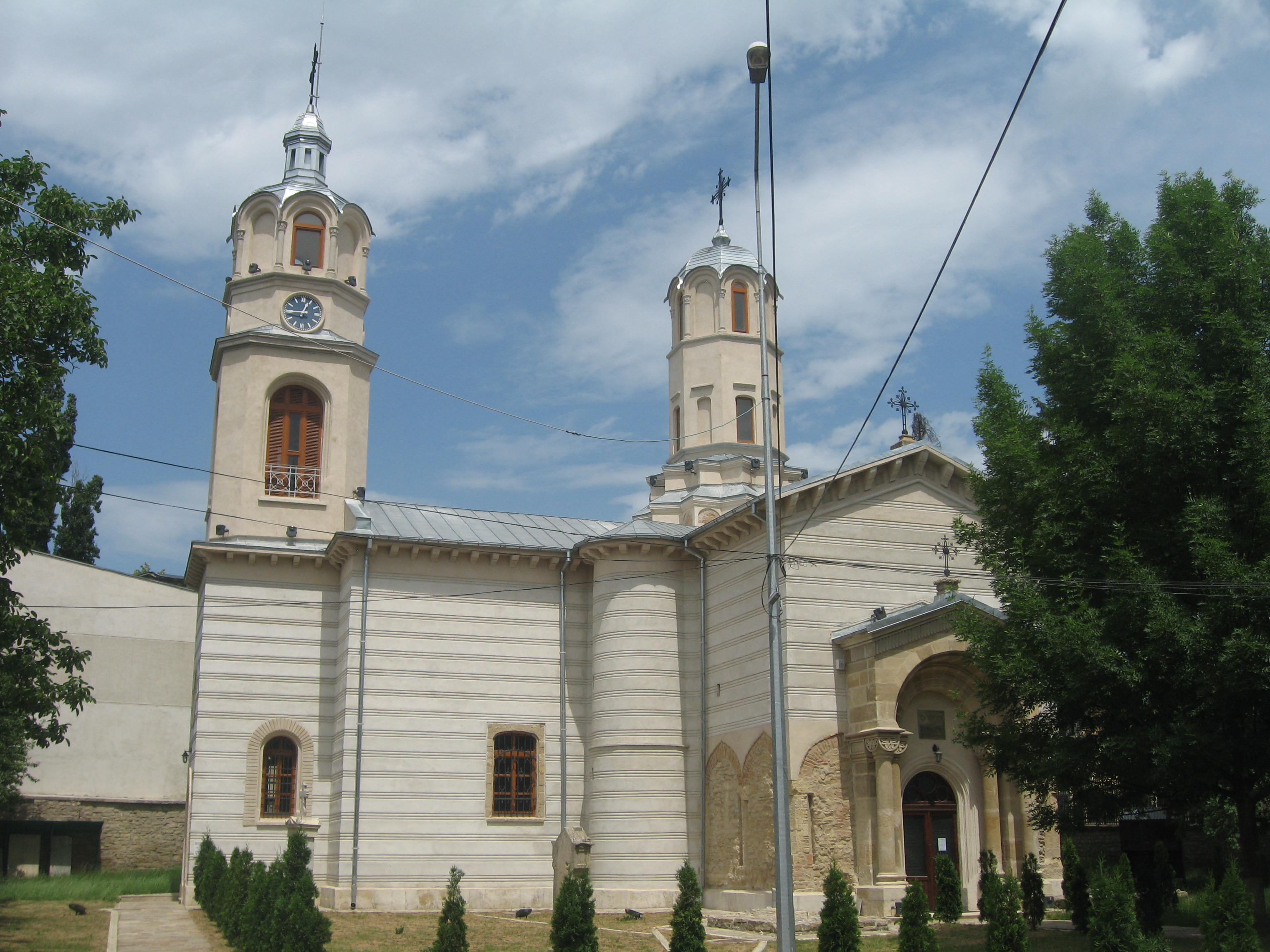
Biserica armenească din Iași - latura sudică

Armenii au fost primul popor care a trecut la credința creștină, în anul 301, cu 12 ani înainte de Edictul de la Milan (313), prin care creștinismul nu mai este o religie prigonită în Imperiul Roman. Originile armenilor în țările române, după consemnările din multiple izvoare istorice, sunt foarte vechi. Prezența armenilor în Transilvania este mai veche decât cea din Moldova. Cronicarii maghiari menționează existența unei colonii de armeni în Ardeal în timpul marelui principe Géza (972-997) și al regelui Ștefan cel Sfânt (997-1038), care s-au alăturat hazarilor și ungurilor la cucerirea regatului.
Imigrarea armenilor în Moldova a avut loc în mai multe etape : în 1045 (când împăratul bizantin Constantin al IX-lea Monomahul a invadat Armenia), în 1064 (când turcii selgiucizi din Persia au cucerit capitala armeană Ani), în 1239 (când tătarii au invadat Armenia și au distrus multe localități), în 1313 (când a avut loc un cutremur devastator care a dărâmat multe orașe și a ruinat capitala Ani)  și în 1342 (când cetatea Ani este ocupată de perși).
Armenii au fugit din calea năvălirilor tătare și persane, prin Crimeea, o parte dintre ei așezându-se în mai multe localități din nordul Moldovei, cum ar fi Botoșani, Iași sau Suceava. Armenii imigrați în Moldova și-au construit propriile lăcașuri de închinare, primind în unele locuri biserici mai vechi care aparțineau românilor. Inițial, bisericile armenești din Moldova se aflau sub jurisdicția Episcopiei armene din Liov (Polonia), înființată în 1365 în timpul domniei regelui Cazimir cel Mare (1333-1370).
Printr-un hrisov din 30 iulie 1401, domnitorul Alexandru cel Bun (1400-1432) a înființat un scaun episcopal armenesc la Suceava, conferindu-i episcopului Hovhannes drept de jurisdicție asupra bisericilor armenești și a preoților armeni din Moldova.
În lucrarea sa monografică, Descriptio Moldaviae, scrisă în perioada 1714-1716 în limba latină, cărturarul Dimitrie Cantemir afirmă că armenii din Principatul Moldovei aveau deplină libertate de credință, iar bisericile lor erau la fel de mari și de împodobite ca și bisericile ortodocșilor. Armenii se socotesc supuși, la fel ca și târgoveții și neguțătorii din alte cetăți și târguri ale Moldovei și plătesc domnului aceeași dajdie. Ca și papistașii, ei au biserici tot atât de mari și la fel de împodobite ca și bisericile dreptcredincioșilor și își urmează slobozi legea lor.

### Vechimea bisericii armenești din Iași

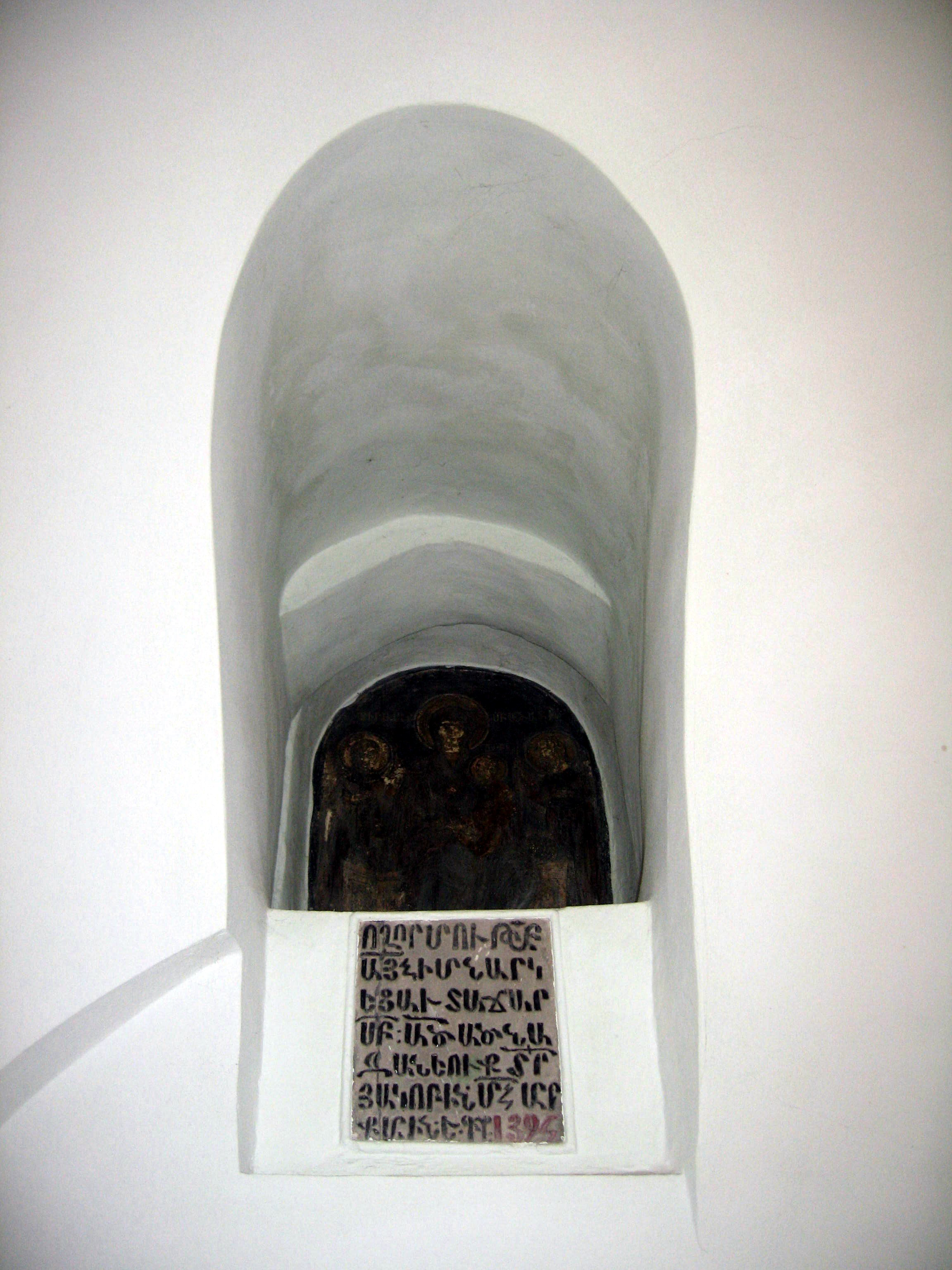
Nișa din transeptul bisericii în care se păstrează piatra mobilă cu inscripția veche

Una dintre cele mai puternice comunități de armeni din țară s-a conturat la Iași. Fiind un popor religios, oriunde exista o mică comunitatea armeană, aceasta ridica o biserică, după modelul celor din țara lor. Mărturiile istorice consemnează o activitatea bisericească armeană în Moldova abia din a doua jumătate a secolului al XIV-lea.
Istoricul ieșean N.A. Bogdan menționează o tradiție potrivit căreia Biserica „Sf. Sava” din Iași ar fi fost mai întâi o capiște (templu) armenească. Cum armenii ar fi monopolizat aproape tot comerțul orașului și s-au stabilit pe ulița Podul Vechi (azi strada Costache Negri), ea ar fi fost preluată de ortodocși prin secolul al XVI-lea probabil după o învoială bănească. Ortodocșii le-ar fi dat armenilor în compensație un teren în dosul bisericii unde să-și construiască un alt lăcaș de cult. Această legendă este menționată și de prințul Nicolae Suțu în Notions statistiques, care precizează că domnitorii Moldovei ar fi luat cu sila Biserica „Sf. Sava” de la armeni, iar acest locaș de închinăciune ar fi fost transformat apoi în biserică greco-ortodoxă pentru trebuința moldovenilor, armenilor dându-li-se în schimb alt loc și despăgubiri, ca să-și facă ei o nouă biserică. Arhimandritul armean Zareh Baronian presupunea că acest lucru s-ar fi putut petrece în timpul domniei de scurtă durată a lui Ștefan Rareș (1551-1552), în timpul căruia s-a înregistrat o prigoană la adresa armenilor.
Documentele atestă însă că Biserica „Sf. Sava” a fost construită în anul 1583 de călugări greci veniți de la Mănăstirea „Sf. Sava” din Ierusalim, pe un loc dăruit de domnitorul Petru Șchiopul (1574-1577, 1578-1579, 1583-1591). În actul de danie se precizează că pe acel loc nu se afla nicio biserică mai veche (ortodoxă sau armenească), ci câteva case construite de domnitor.
În prezent, într-o nișă din transeptul bisericii armenești din Iași se află o placă de piatră cu următoarea inscripție în limba armeană: Cu mila lui Dumnezeu s-a pus temelia Bisericii Sfânta Născătoare de Dumnezeu, prin stăruința părintelui Iacob și a lui Hagi Marcar și Grigor. 1395. Această placă este mobilă, fiind păstrată într-o ocniță din interiorul bisericii, dar pare să fi fost odată așezată stabil în zidul bisericii. După cum atestă pisaniile din această biserică, ctitorii lăcașului de cult sunt epitropul Hacik, preotul Hagop (Iacob) din Sis (azi orașul Kozan din sud-estul Turciei), Hagi Markar din Djugha (azi orașul Djulfa din regiunea Nahicevan din Azerbaidjan) și Hagi Krikor (Grigorie).
La începutul secolului al XX-lea, N.A. Bogdan considera că datarea acestui edificiu în anul 1395 este certă. Istoricii Dan Bădărău și Ioan Caproșu au afirmat că această inscripție este un „fals grosolan”. Elementul care a determinat această concluzie este menționarea anului 1395 de la sfârșitul inscripției; acesta este considerat un an stabilit după calendarul care folosea numerotația după Anno Domini. Armenii folosesc propria numerotație a anilor, calendarul armean începând din anul 552 (A.D.), considerat anul 1 al erei armene. În plus, pe atunci, în Moldova se exprimau anii conform erei bizantine, care calcula anii de la facerea (zidirea) lumii; data creației (Annus Mundi) era fixată cu 5508 de ani înainte de întruparea lui Iisus Hristos.

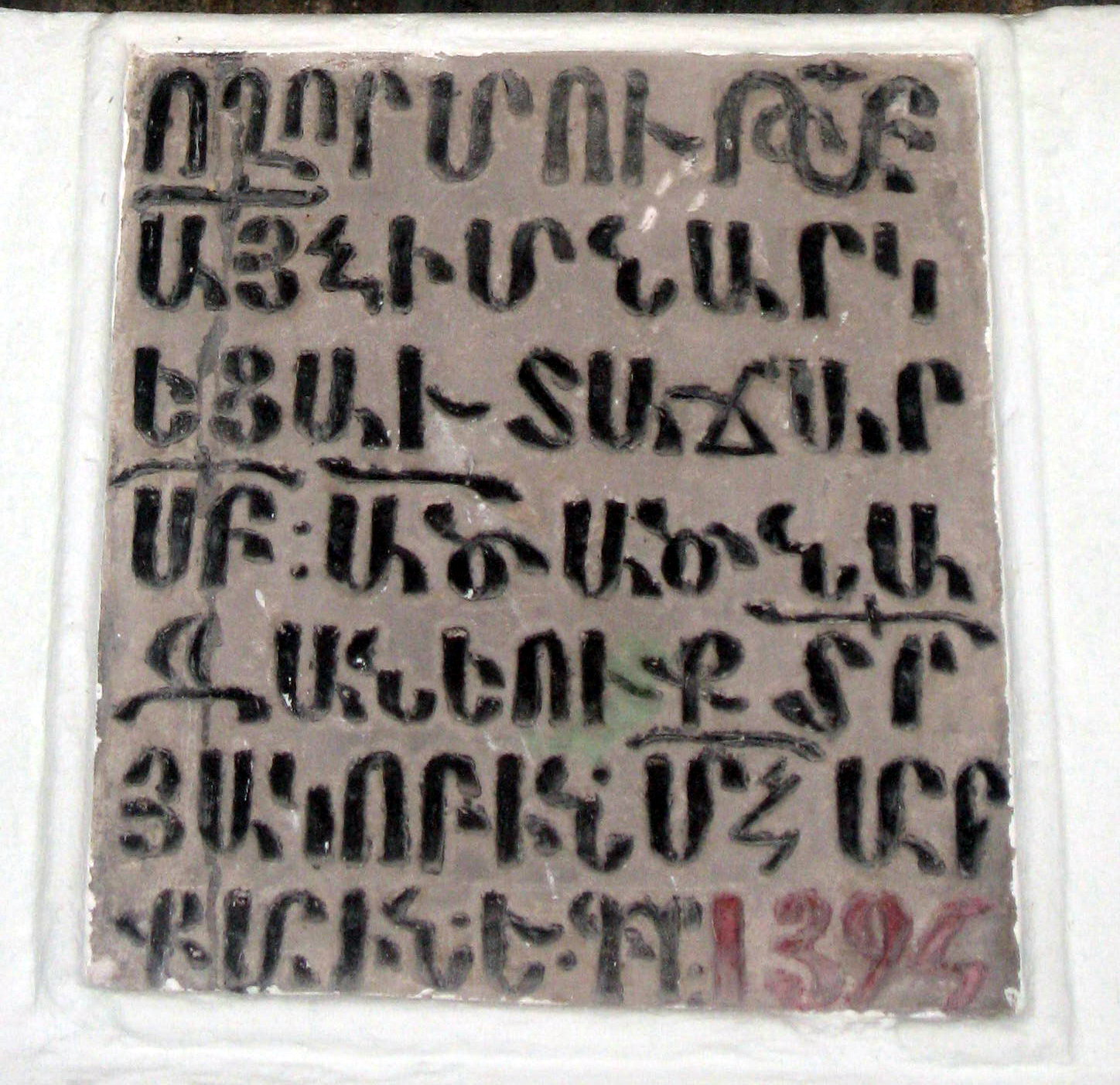
Piatra mobilă cu inscripția veche

Într-o conferință ținută la 23 ianuarie 1929 la Uniunea armeană din Paris, istoricul Nicolae Iorga afirma că anul a fost scris mai târziu, dar nu contesta că a existat o biserică armenească la Iași la sfârșitul secolului al XIV-lea.
Totuși, chiar și istoricii Dan Bădărău și Ioan Caproșu care contestă autenticitatea pisaniei sus-menționate nu exclud posibilitatea ca această biserică să fi fost construită în anul 1395, falsul din inscripție putând fi făcut în scopul de a întări un adevăr și nu de a acredita o minciună. Ei afirmă că respectiva placă de piatră ar fi fost scoasă din zidul bisericii cu prilejul reparației din 1803, când s-a amplasat o placă cu o inscripție nouă deasupra intrării de pe latura sudică.
Ca argumente în favoarea vechimii acestei biserici sunt următoarele:
- existența unei puternice colonii armenești la Iași la mijlocul secolului al XIV-lea [20]
- prezența o lungă perioadă în patrimoniul lăcașului de cult a unei evanghelii scrisă pe hârtie, în anul 1351, la Caffa (Crimeea), care a fost donată bisericii armenești din Iași în 1451.[21] La sfârșitul acestei cărți se află o adnotare cu următorul cuprins: Amintiți-vă de ultimii cari au primit sfânta evanghelie, de Agopșa, de fratele său Ariudz și de părinții lor, cari au primit-o din avutul lor propriu și au dăruit-o ca pomenire Bisericei Maicei Domnului din Iași. Scris în anul 900 (=1451).[22]

Vorbind despre donarea Evangheliei în anul 1451 Bisericii armenești din Iași, prof. Dan Simonescu, specialist în literatură veche, sublinia următoarele: Frații armeni Agopșa și Ariuț (Leul) nu puteau lua hotărârea de a dărui bisericii Evanghelia în 1451, dacă la această dată instituția nu avea o faimă, o reputație demnă de încrederea și stima lor. Această reputație n-o putea avea, dacă am admite întemeierea ei chiar în preajma anului 1451; trebuie deci să fi avut o vechime, o tradiție culturală și religioasă de câteva decenii, pentru a se asigura de buna folosire și păstrare a darului lor. Un interval de 50 ani (la 1395 se pusese numai temelia) a fost de ajuns pentru consolidarea acestei situații de faimă în ochii credincioșilor armeni, încât să poată oferi darul lor bisericii.

### Istoricul bisericii până în secolul al XIX-lea

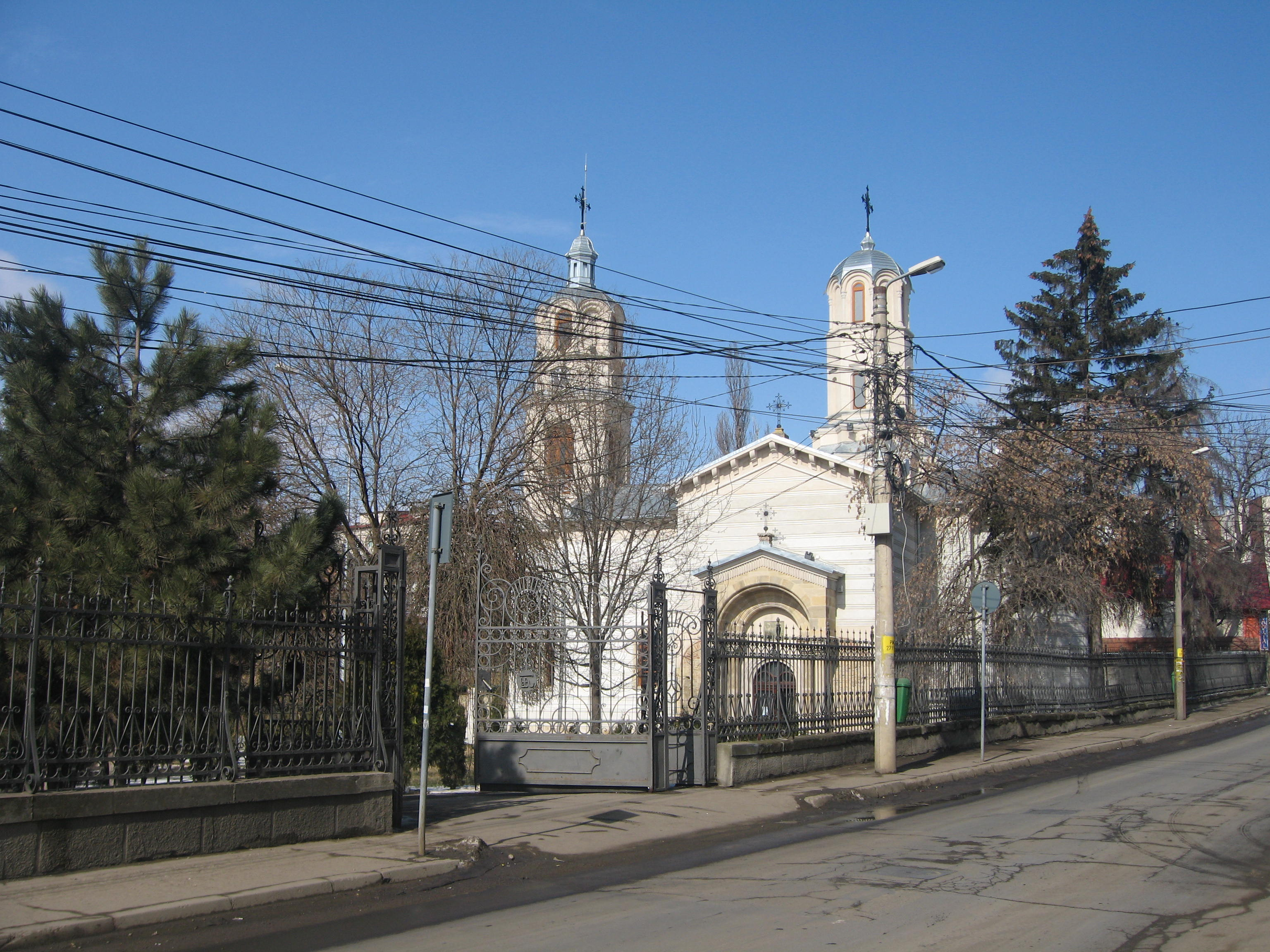
Biserica armenească din Iași văzută de pe Strada Armenească

Biserica a fost reparată de mai multe ori în decursul timpului în urma cutremurelor și distrugerilor provocate de tătari, fiind poate chiar și rezidită în unele perioade. Din cauza deselor reconstrucții, edificiul și-a pierdut stilul propriu armenesc.
În perioada domniei lui Ștefan Rareș (1551-1552) s-a manifestat un spirit de intoleranță la adresa armenilor. Vrând să facă uitat numele fratelui său, fostul domnitor Iliaș Rareș (1546-1551), care trecuse la mahomedanism, Ștefan Rareș a încercat să impună credința ortodoxă locuitorilor de altă religie din Moldova, cei care au refuzat fiind persecutați ca eretici. După cum consemnează cronicarul Grigore Ureche, (...) biséricilor s-au arătat cu dumnezeire mare, ca să poată stinge numele cel rău al frăține-său. Și ca să nu să vază ceva că este răsărit de la pravoslavie, toți eriticii din țara sa vrea, au să-l întoarcă, să fie la o lége, au să iasă din țară. Pre arméni, pre unii din bună voie, cu făgăduințe umplându-i, pre alții cu sila i-au botezatu și i-au întorsu spre pravoslavie, mulți din țară au ieșitu la turci și la léși și printr-alte țări, vrându să-și ție légea sa. Cu aceasta vrându Ștefan vodă să astupe faptele frăține-său, de lucruri ce făciia, cu nevoință siliia. În ziua Adormirii Maicii Domnului, domnitorul a poruncit ca toate bisericile armenești din Suceava, Botoșani, Roman, Hotin, Siret, Vaslui și Iași să fie dărâmate sau închise, să fie confiscate vasele și veșmintele liturgice, să fie arse cărțile bisericești și să fie prinși episcopul armean, cu reședința la Suceava, împreună cu preoții.
Poemul „Cânt de jălire asupra armenilor din Țara Vlahilor” al diaconului Minas din Tokat (secretarul episcopului armean din Liov) spune că din porunca voievodului sus-menționat bisericile armenești din Moldova au fost dărâmate. Acest eveniment tragic este redat în formă literară astfel:

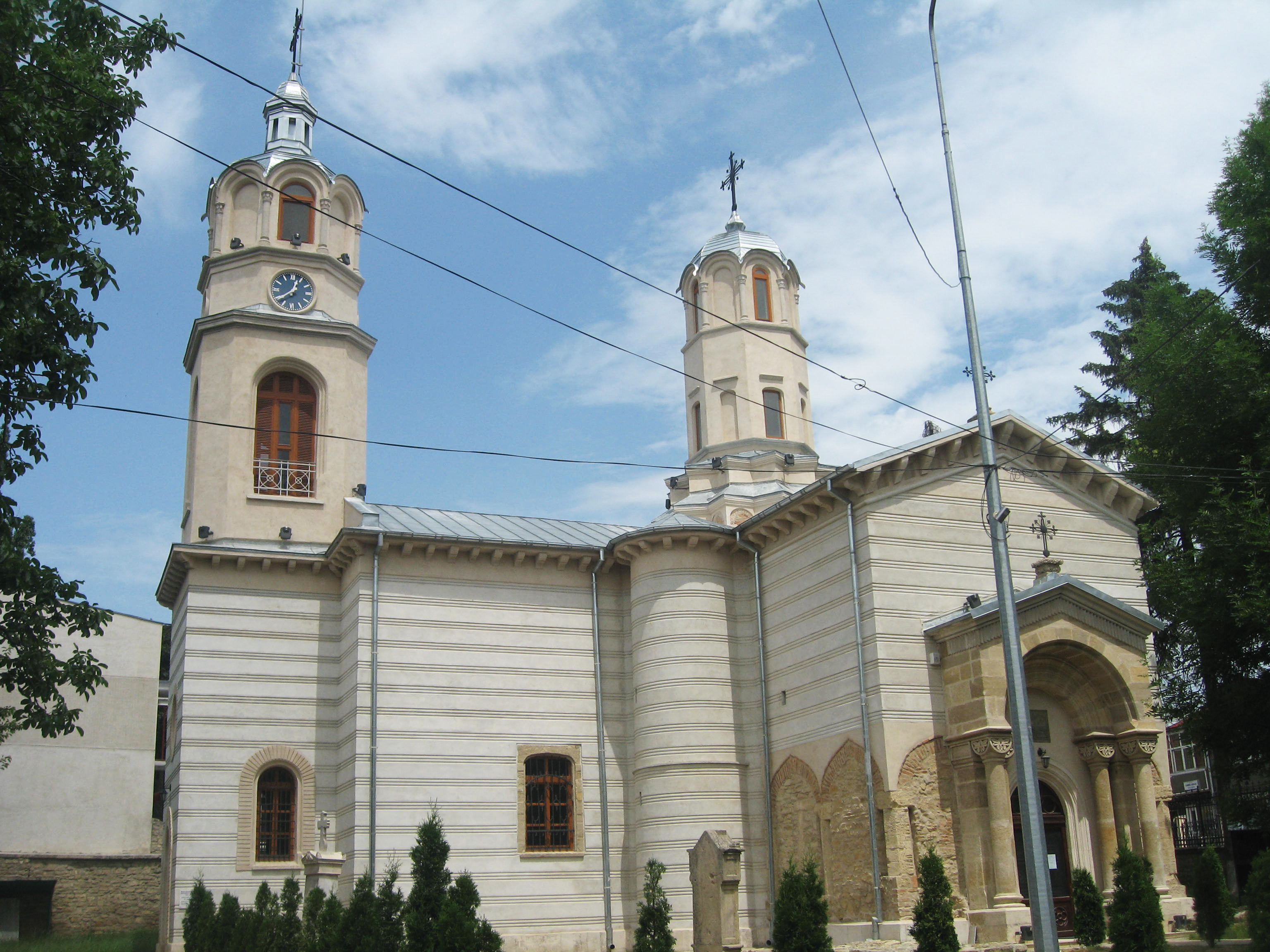
Biserica armenească din Iași

"Iarăși a scos altă poruncă,

În toate orașele armași a trimis,

Pe fruntașii armenilor pe toți i-au prins

Și bisericile le-au sigilat,

Au chemat pe preoți și șoltuzi

Și cu silă i-au botezat,

I-au scos din credința Luminătorului

Și aspru a poruncit

Ca orice armean să se boteze,

Femei și fete toate împreună,

Să nu mai fie armeni în țara mea,

Toți de credință greacă să fie,

Bisericile armene din Hotin, Siret

Și târgul Iași,

Vaslui, Botoșani și Roman,

Toate din temelie să se surpe.

Poruncă aspră a scos iară

Și biserile le-au ruinat,

Toate vasele aflate le-au prădat,

Iar cărțile armenilor în foc le-au ars."
Biserica armenească din Iași a fost refăcută ulterior. Prezența ei în oraș este atestată de unele note de călătorie ale unor călători străini prin Țările Române. Un preot catolic străin care a călătorit în Moldova prin anii 1583-1586 a vizitat la Iași o biserică armenească cu hramul Sfânta Maria.
Cazacii conduși de atamanul Grigore Lobodă au prădat și incendiat Iașul la 26 octombrie 1594, jefuind Biserica armenească „Sf. Maria” și luând printre altele și mirul sfințit adus de la Ecimiadzin. Aflat pe atunci la Iași, episcopul armean Hovhannes, originar din Caffa, a fost batjocorit de cazaci, după cum relatează într-un poem tragic preotul armean Hagop din Tokat.

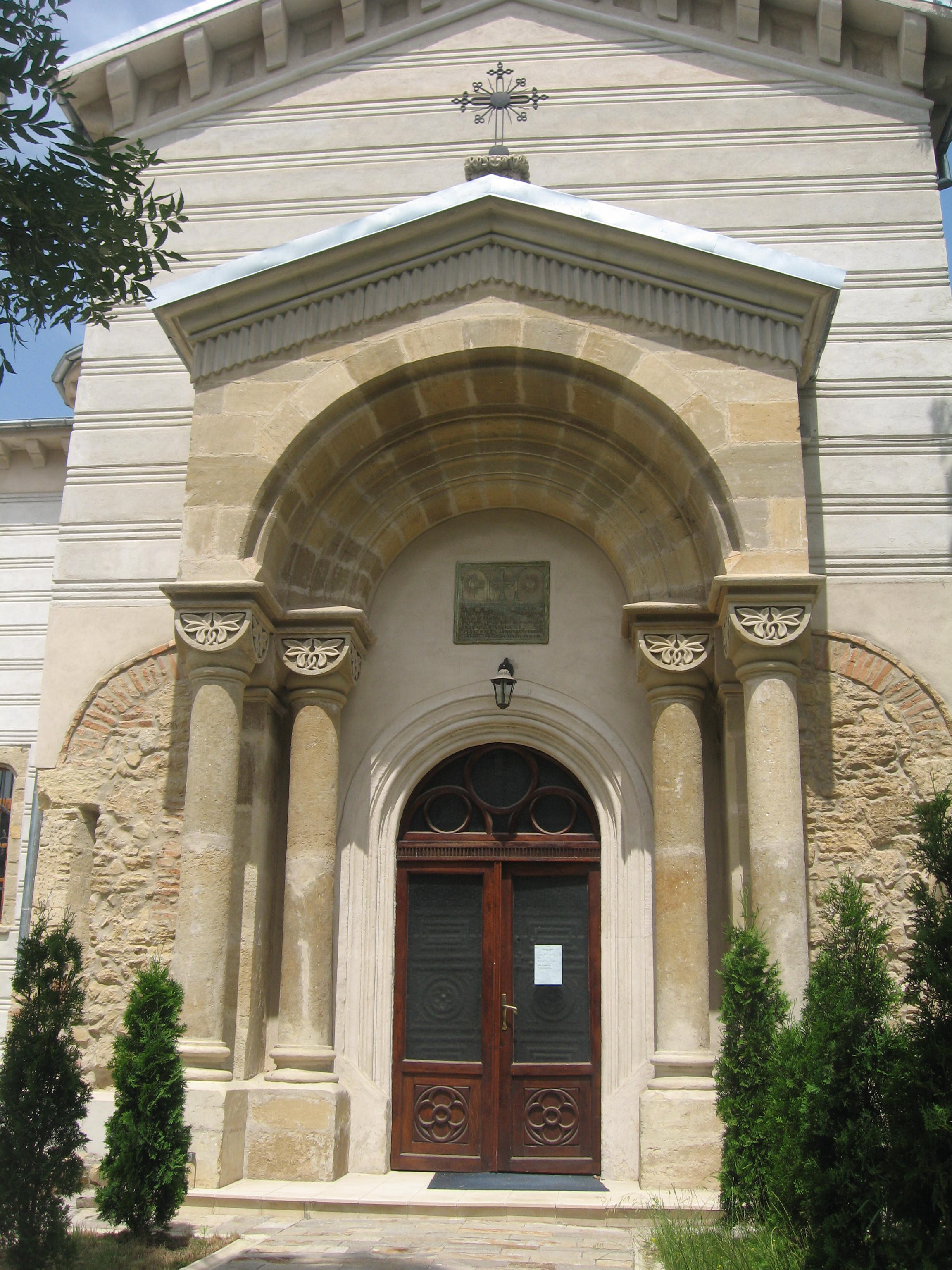
Portalul de intrare de pe latura sudică

Prin anul 1605 a fost construită la Iași o a doua biserică armenească cu hramul Sf. Grigore Luminătorul, cu cheltuiala și osteneala șiscanetianului Arabgherean. Ea se afla pe strada Cizmăriei, lângă Podul Vechi, în „Armenime”. Comunitatea armenească dispunea în secolele XVII-XVIII de două lăcașuri de cult.
În secolul al XVII-lea unii episcopi armeni ai Moldovei au locuit la Iași în anumite perioade. Într-o însemnare de pe manuscrisul „Interpretarea calendarului armean”, redactat la Iași în 1607 de către arhimandritul Mesrob din Caffa și păstrat la Biblioteca Mechitariștilor din Veneția, este menționat episcopul Hovhannes Secvți ca „episcop al orașului Iași”. 
În biserica „Sf. Maria” din Iași, episcopul Anton Serepkoienț a hirotonit la 9 august 1646 pe clericul Bedros din Cozlav ca preot și la 20 decembrie 1646 pe Simeon (fiul lui Selfiyar) ca preot și pe Hagop ca dascăl.
După cum relatează N.A. Bogdan, domnitorii Moldovei au dat comunității și bisericii armenești din Iași diferite privilegii, unele hrisoave de danie aflându-se în biblioteca Academiei Române. Domnitorul Antioh Cantemir (1695-1700, 1705-1707) scutea de dări la 8 iunie 1705 (7213) doi preoți și doi diiaconi ce sînt la doă besérici armenești aici, în tîrgu în Iași. Prin contribuția enoriașilor, Bisericii „Sf. Grigore Luminătorul” i s-a adăugat în 1782 un pridvor. S-au găsit în arhive și alte documente prin care domnitorii Mihai Racoviță (1703-1705, 1707-1709, 1716-1726), Nicolae Mavrocordat (1709-1710, 1711-1716) și Dimitrie Cantemir (1693, 1710-1711) acordau clerului armean de la cele două biserici confirmări pentru scutirile de dări.
Existența la Iași a două lăcașuri de cult armenești este atestată de mărturiile unor călători străini aflați în trecere prin Moldova. Misionarul catolic Vlas Koičević a efectuat o vizitație apostolică în Moldova în anul 1661, constatând că la Iași armenii au două biserici de piatră.
În perioada 1763-1764, lordul englez Frederick Calvert, al șaselea Baron de Baltimore (1731-1771) a călătorit în Moldova de la Galați la Hotin, făcând o descriere a Iașului în scrierea sa A tour to the East, in the Years 1763 and 1764. La cererea sa, un călugăr catolic pe nume Luca Massalit i-a dat o notiță scrisă despre numărul mănăstirilor și bisericilor din Iași. Lista avea următorul cuprins:
- 1. Catedrala sau Mitropolia.
- 2. Mănăstiri ortodoxe bărbătești 13, femeiască 1.
- 3. Mănăstire catolică 1.
- 4. Biserici ortodoxe 15.
- 5. Mănăstiri sau biserici armenești 2.
- 6. Sinagogă evreiască 1.

Biserica a suferit unele lucrări de reparații în anul 1782, după cum atestă o piatră cu o inscripție în limba armeană aflată în pridvorul de pe latura vestică.
Dan Bădărău și Ioan Caproșu presupun că Biserica „Sf. Maria” a rămas o vreme părăsită după construirea celei de-a doua biserici armenești, ea ajungând la sfârșitul secolului al XVIII-lea într-o stare destul de rea, ceea ce a necesitat efectuarea unei reparații radicale în 1803.

### Restaurări ale bisericii în secolele XIX-XX

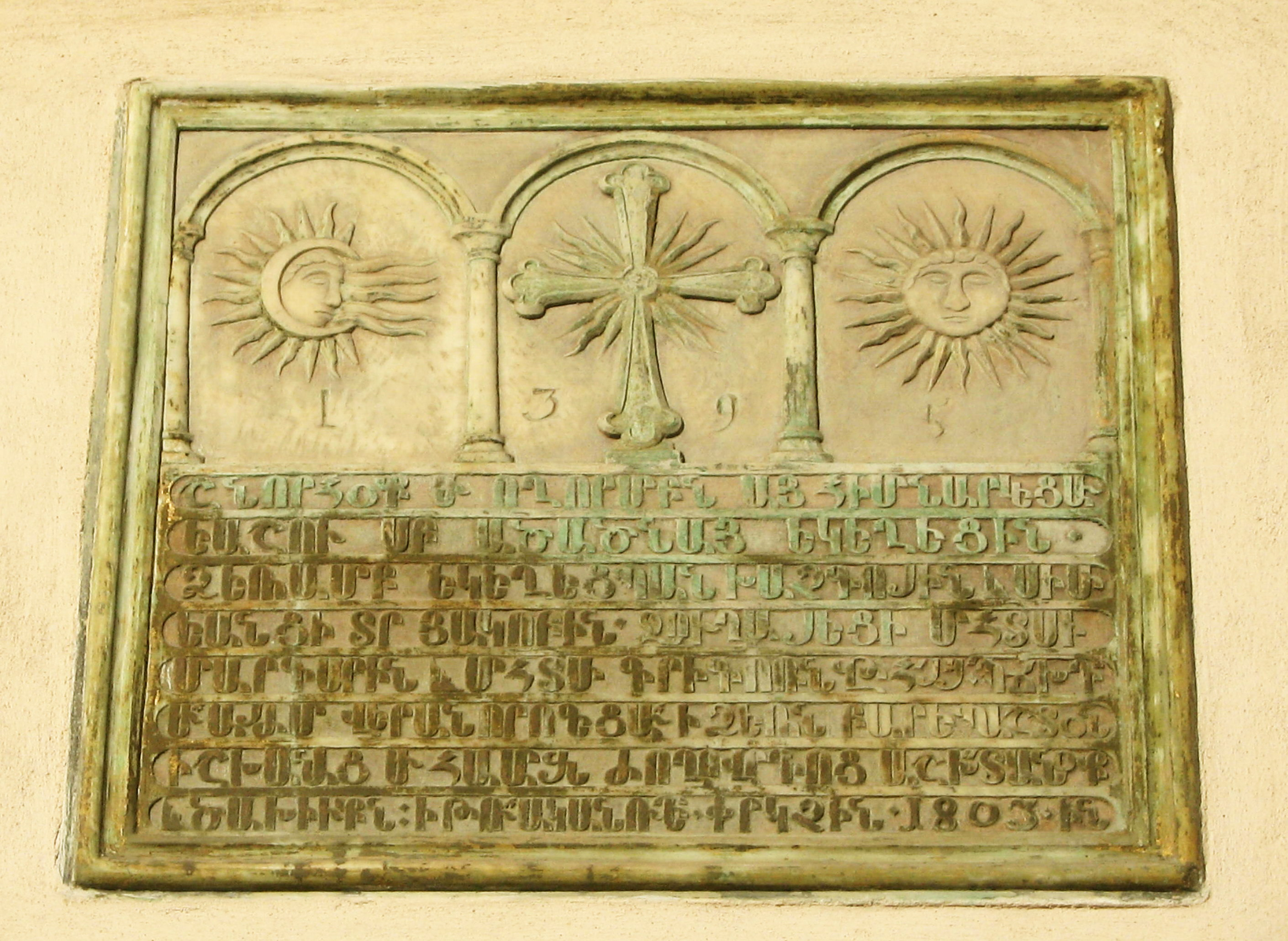
Inscripția din 1803

În urma cutremurelor și devastărilor pricinuite de invadatorii Moldovei, biserica a fost deteriorată și a trebuit să fie reparată de mai multe ori. Grație eforturilor membrilor comunității armene din Iași, extrem de numeroasă și înstărită, lăcașul de cult a fost bine întreținut, renovat și consolidat în permanență, de-a lungul a peste șase secole de existență.
Biserica armenească „Sf. Maria” a fost refăcută din temelie în anul 1803, cu osteneala și cheltuiala întregii comunități. Cu acest prilej s-a amplasat în zid, deasupra ușii de intrare de pe latura sudică, o placă cu o inscripție în limba armeană. La rugămintea episcopului Melchisedec Ștefănescu, profesorul Sămărcaș a tradus astfel această inscripție: Cu grația și cu mila lui Dumnezeu s-a fondat biserica Sfintei Născătoare de Dumnezeu din Iași prin epitropul Haceico și părintele Iacob din Sis, Hagi Marcarie din Ciuha și Hagi Grigorie. Data armenilor 844 și a Mântuitorului 1395. Și acum s-a reparat prin mâna pioșilor notabili, cu osteneala și cu cheltuiala poporului întreg, la anul 1252 și al Mântuitorului 1803.
Pe o altă placă încastrată într-un perete din pridvorul de pe latura vestică se află următoarea inscripție: Această sfântă biserică a fost reparată cu marele efort al lui [...] Hagi (Mahtesi) Hovhannes. În 1803.
Biserica „Sf. Maria” a rămas singurul lăcaș de cult armenesc din Iași după ce Biserica „Sf. Grigore Luminătorul” a ars în incendiul din 19 iulie 1827. După cum relatează o însemnare de pe un Triod din patrimoniul Bisericii Talpalari, publicată de Nicolae Iorga în Inscripții, vol. II, p. 188, un foc mare început la casele spătarului Ilie Zmău și arzând Ulița mare toată, Mitropolia, Trisfetitele, Curtea gospod, Podul vechi, Târgul de jos, Heresteaua și Sfântul Constantin până peste Bahlui, au ars și biserica Tălpălari, distrugându-o până la goliciunea zidurilor. Zidurile Bisericii „Sf. Grigore” au fost dărâmate în 1860 și s-a început rezidirea edificiului, dar lucrarea a fost întreruptă din lipsa banilor, clădirea rămânând zidită numai din cărămidă și acoperită, după cum relatează N.A. Bogdan. Amenințată de ruină, această clădire a fost demolată complet în 1899.
În secolul al XIX-lea, biserica se întreținea din venitul mai multor imobile pe care le avea în proprietate, precum și din donațiile credincioșilor. Prin 1860 aici slujeau doi preoți, pentru ca la sfârșitul secolului al XIX-lea să slujească un singur preot și doi cântăreți.

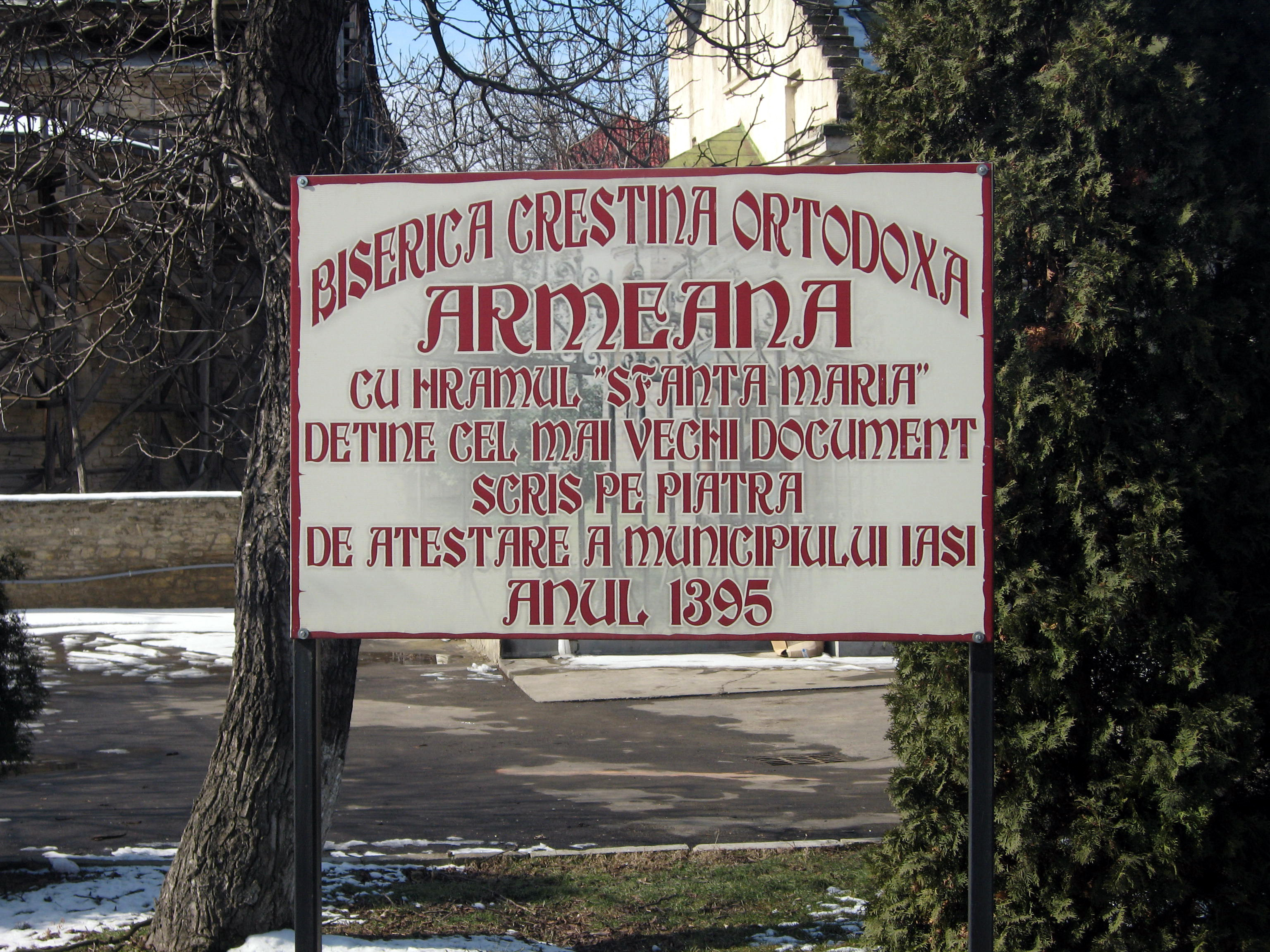
Placă de tablă pe care scrie că în Biserica armenească se află cea mai veche mărturie în piatră de atestare a orașului Iași

După Primul Război Mondial s-a pus în discuție înființarea unei Episcopii armenești în România, lucru realizat în 1931. În 1924, Epitropia Bisericii Armene din Iași a adresat o circulară către celelalte epitropii armenești din România în care se declara împotriva înființării acestei episcopii, preferând să se afle în continuare sub autoritatea Patriarhiei armene de la Constantinopol decât să se supună Catolicosatului de la Ecimiadzin care se afla pe teritoriul URSS-ului.
Biserica a fost consolidată și complet renovată în august 1929 prin osteneala epitropilor Mihai G. Manea, Ion Sava, căpitan Cristea Manea și adm. Arsag Măgărdician. În semn de amintire, în interiorul bisericii a fost amplasată o placă memorială de marmură cu următoarea inscripție în limba română: Biserica s-a renovat complet în anul 1929 luna august epitropi fiind: Mihai G. Manea, Ion Sava, capitan Cristea Manea, adm Arsag Măgărdician.
Bombardamentele din timpul celui de-al doilea război mondial au avariat biserica. Unele lucrări de reparații s-au efectuat în 1946. În perioada regimului comunist, a avut loc un exod al armenilor, numărul membrilor comunității a scăzut dramatic, iar cei care au rămas nu au mai avut puterea financiară de a repara și restaura lăcașul multisecular.
Cutremurul din 4 martie 1977 a deteriorat grav acest edificiu, în special cele două turle, existând riscul ca acestea să se prăbușească. Pentru a salva biserica de la prăbușire, prof.dr.ing. Anatolie Mihul (n. 1923) de la Facultatea de Construcții din cadrul Institutului Politehnic Iași, împreună cu asistentul său, Ionel Gosav, au apelat la o soluție provizorie, legând cele două turle între ele printr-un sistem care a rezistat mai mult de 25 ani.
Odată cu trecerea timpului, degradarea bisericii s-a accentuat. La începutul secolului al XXI-lea, comunitatea armeană din Iași număra circa 150 de persoane, aproape toate în vârstă, neexistând nicio posibilitate de a se strânge din donațiile credincioșilor suma de 300.000 de dolari americani estimată a fi necesară pentru restaurarea lăcașului de cult. S-a solicitat ajutorul Bisericii Ortodoxe Române, dar mitropolitul Daniel Ciobotea al Moldovei și Bucovinei a condiționat ajutorul solicitat de cedarea acestui lăcaș de cult Bisericii Ortodoxe Române, slujbele pentru armeni urmând să aibă loc aici doar o dată pe lună.

### Reparațiile din 2005-2008

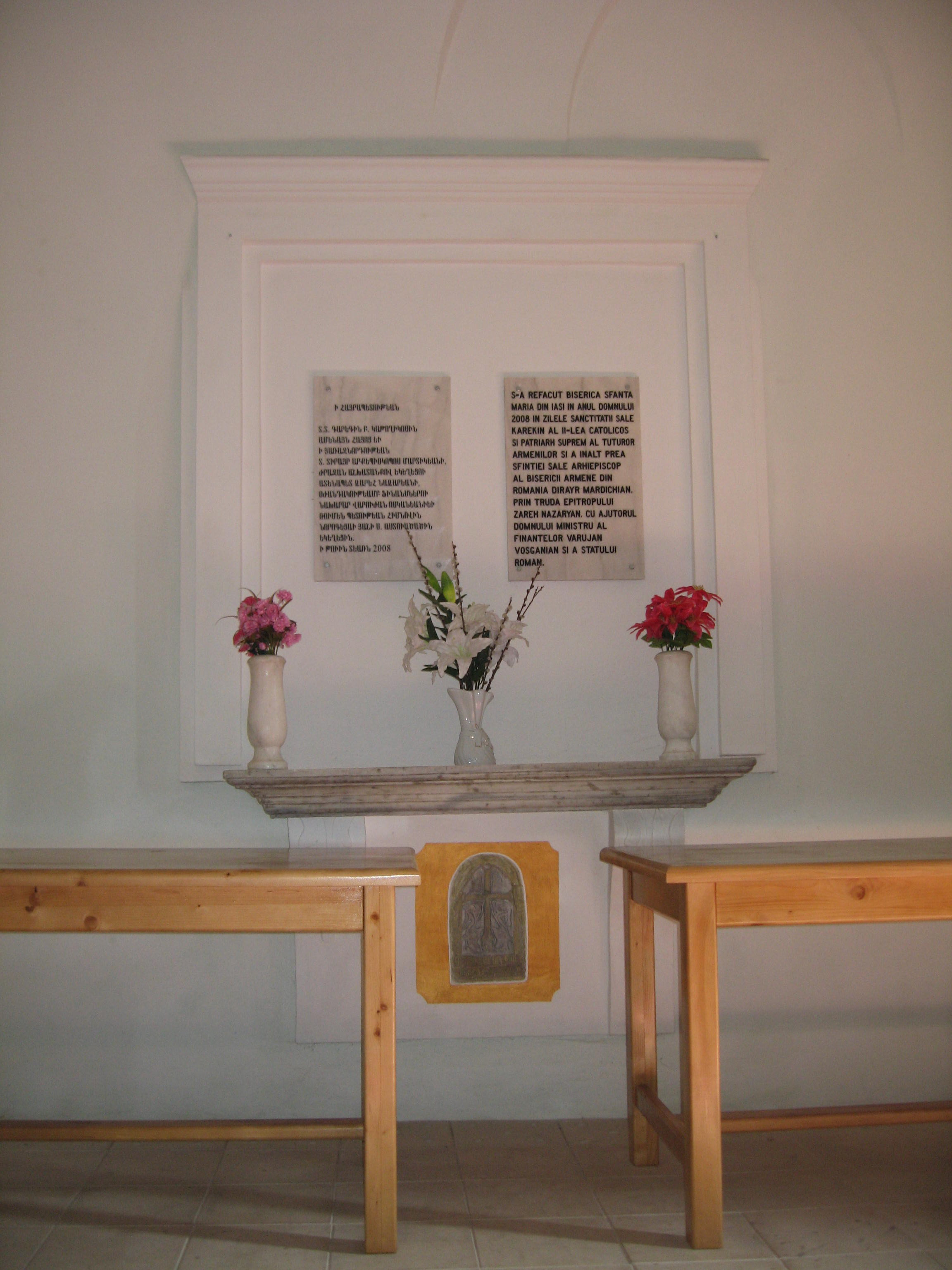
Plăcile memoriale amplasate cu ocazia resfințirii bisericii de către Catolicosul Karekin al II-lea (26 octombrie 2008)

După alegerea sa în funcția de președinte al Consiliului Parohial al Bisericii Armene din Iași în 2002, dr. Zareh Nazaryan (născut în 1958 în Siria, de profesie medic chirurg) a inițiat o serie de demersuri pentru repararea acestei biserici. El a fost ales membru în Consiliul Episcopal din România (în 2002) și membru în Consiliul Mondial al Tuturor Bisericilor Armene de la Ecimiadzin (în 2003). La început s-a obținut titlul de proprietate asupra terenului și s-a realizat o amplă acțiune de inventariere a patrimoniului bisericii. Timp de trei ani, dr. Nazaryan a făcut multe intervenții la instituțiile de resort din România, solicitând efectuarea unei inspecții tehnice și alocarea de fonduri pentru repararea Bisericii armenești din Iași. De asemenea, a călătorit în străinătate și a cerut ajutor din partea comunității armenești din diaspora.
Aceste demersuri au fost sprijinite de senatorul Varujan Vosganian (președintele Uniunii Armenilor din România), care a intervenit la instituțiile statului român pentru alocarea de fonduri. Biserica-monument istoric a fost inspectată în anul 2005 de către specialiști de la Institutul Monumentelor Istorice din București și de la Departamentul de Construcții din cadrul Ministerului Transporturilor și Turismului, constatându-se că exista un risc major de prăbușire chiar și la un cutremur de 4,5 grade pe scara Richter.
Biserica armenească din Iași a fost restaurată în perioada 2005-2008. Proiectul de restaurare a bisericii a fost realizat de SC EXproCONS Gosav & Co SRL, patronată de conf.dr.ing. Ionel Gosav (care participase alături de profesorul Mihul la realizarea soluției temporare de salvare a bisericii după cutremurul din 1977). Lucrările propriu-zise de restaurare au început la 5 decembrie 2006 și au fost realizate de antreprenorul SC Iasicon S.A. Costul lucrărilor a fost de 27 de miliarde de lei vechi (aproximativ 750.000 euro), din care 12 miliarde lei vechi au fost alocați de Ministerul Lucrărilor Publice, Transporturilor și Locuințelor și 15 miliarde lei vechi au venit din partea Ministerului Culturii și Cultelor.
Lucrările au fost finalizate în octombrie 2008.
Biserica armenească din Iași a fost resfințită la 26 octombrie 2008 de către Karekin al II-lea, Catolicos de Ecimiadzin și Patriarh Suprem al tuturor armenilor. La această ceremonie au asistat clerici ai Bisericii Armene din România (printre care și arhiepiscopul Dirayr Mardichian al armenilor din România și Bulgaria), reprezentanți ai administrației centrale (senatorul Varujan Vosganian, ministru al finanțelor), reprezentanți ai administrației locale (prefectul Marius Bodea și primarul Gheorghe Nichita), reprezentanți ai altor culte religioase (episcopul romano-catolic Petru Gherghel, reprezentanți ai Mitropoliei Moldovei și Bucovinei), precum și alte personalități ale lumii politice și culturale.
După slujba de resfințire, a fost citit cuvântul de binecuvântare al catolicosului Karekin al II-lea, iar arhiepiscopul Dirayr Mardichian a rostit un cuvânt de învățătură. La finalul programului, catolicosul a oferit câte o cruciuliță tuturor celor care au asistat la această ceremonie. Într-o declarație de presă, Karekin al II-lea a afirmat următoarele: 
„Cu voința lui Dumnezeu am venit astăzi aici pentru a împlini resfințirea bisericii „Sfânta Maria”, care, de 600 de ani, la sfântul său altar emană credința atât pentru fii poporului armean, cât și pentru fiii poporului român. Și noi dăm slavă lui Dumnezeu că fiii noștri, cu puterea credinței, au putut să păstreze atâtea secole această biserică deschisă și strălucitoare. Astfel, iată, acum, această biserică își continuă apostolatul, propovăduirea printre credincioși. În această zi, noi vrem să aducem cuvântul nostru de apreciere și de recunoștință pentru autoritățile statului român, pentru atitudinea lor ocrotitoare și ajutătoare față de fiii neamului nostru armenesc, care sunt, în același timp, nobili cetățeni. Dumnezeu să apere și să protejeze Armenia și România, popoarele armean și român, și să întărească relațiile seculare de dragoste și de credință.”
În interiorul bisericii au fost amplasate două plăci conținând inscripții în limba armeană și în limba română cu privire la aceste lucrări de restaurare a bisericii. Inscripția în limba română este următoarea: 
„S-a refăcut Biserica Sfânta Maria din Iași în Anul Domnului 2008 în zilele Sanctității Sale Karekin al II-lea catolicos și patriarh suprem al tuturor armenilor și a Înalt Prea Sfinției Sale Arhiepiscop al Bisericii Armene din România Dirayr Mardichian, prin truda epitropului Zareh Nazaryan, cu ajutorul domnului ministru al finanțelor Varujan Vosganian și a statului român.”
În exteriorul bisericii a fost amplasată o placă de marmură cu următoarea inscripție: Monumentul a fost restaurat intre anii 2005-2008 Antrepenor: S.C. IASICON S.A. Proiectant: EXproCONS Gosav & Co S.R.L. IASI.
În prezent, în această biserică se celebrează slujbe religioase doar în ultima duminică a fiecărei luni de către preotul-paroh din Suceava, Torkom Mandalian.

## Descrierea bisericii

### Arhitectură

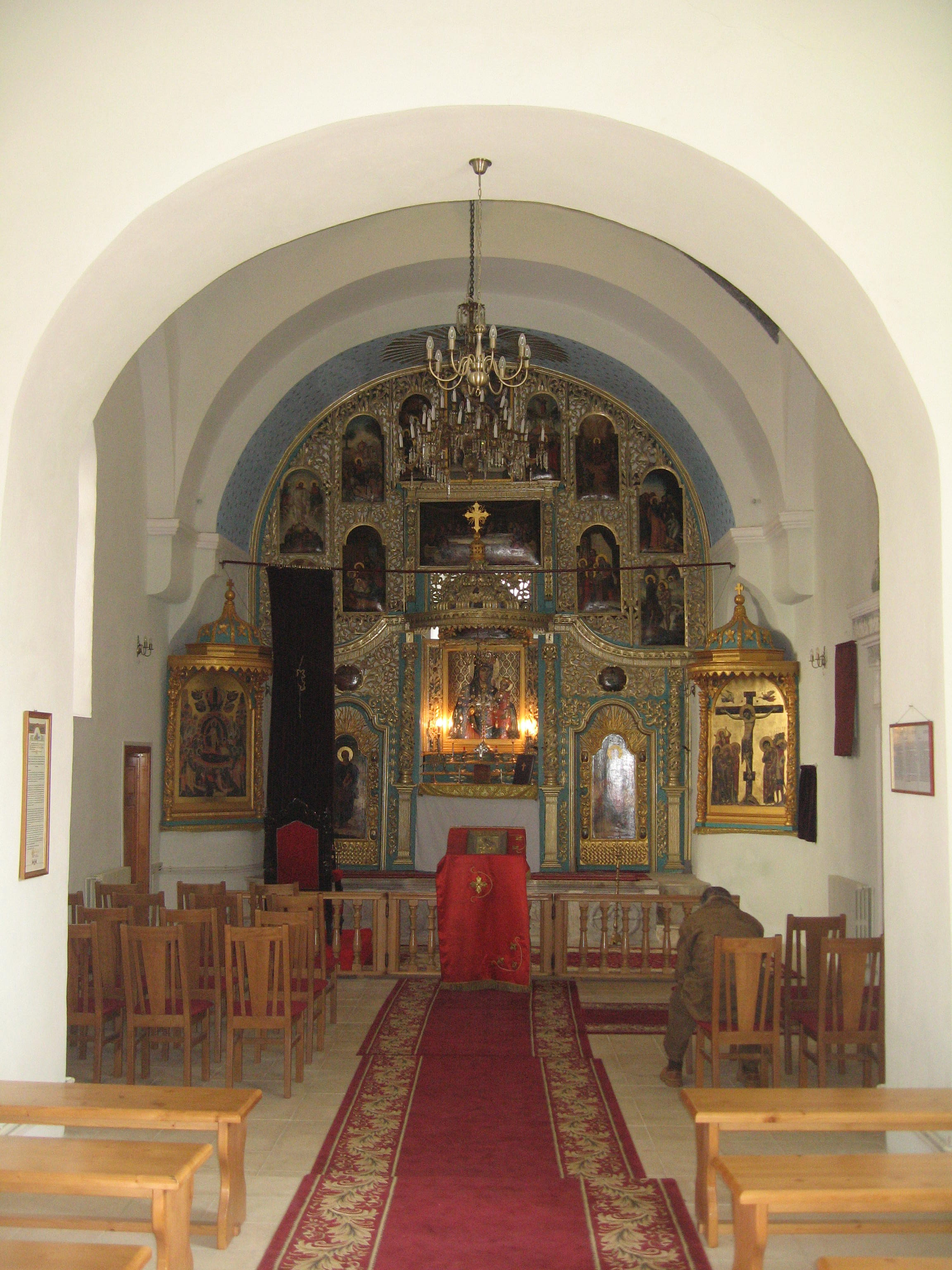
Interiorul bisericii văzut de la intrarea dinspre vest

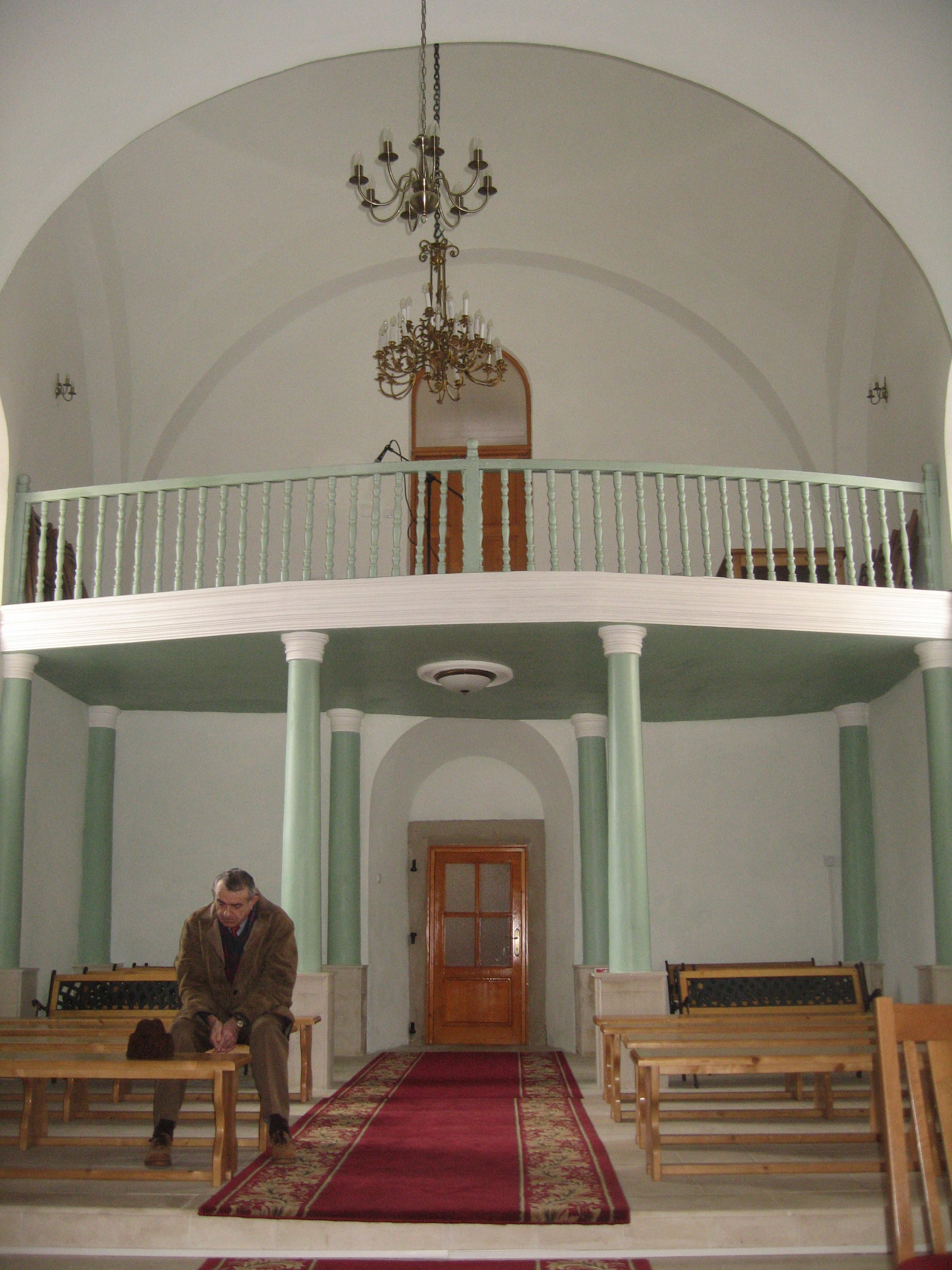
Interiorul bisericii văzut dinspre altar

Biserica armenească din Iași este construită din piatră și cărămidă confecționată manual. Planul bisericii este de forma unui trifoi, cu suprafața exterioară prevăzută cu asize pe orizontal. Ea are două turle zvelte (Pantocratorul și clopotnița) și două intrări separate (una pe latura vestică și alta pe cea sudică). Intrarea principală de pe latura sudică este monumentală, fiind încadrată de patru coloane cu capitelurile sculptate, iar cele două turle subțiri de piatră asigură eleganță și zveltețe întregului edificiu.
În interior se remarcă amplitudinea bolților, sprijinite pe arce piezișe, care întăresc impresia de monumentalitate a edificiului, balconul (cafasul) susținut de patru coloane, catapeteasma cu două uși împărătești și două altare laterale, lucrate din lemn cu încrustații și motive florale.
Ca și la celelalte biserici armenești, și altarul Bisericii armenești din Iași este situat la o înălțime de trei sferturi de metru față de restul navei, aici pătrunzându-se prin urcarea a trei trepte. El este separat de naos printr-o draperie simplă suspendată de o bârnă transversală. Catapeteasma nu desparte altarul de naos ca la bisericile ortodoxe, ci este așezată deasupra pristolului.
La baza altarului principal se găsește un frumos motiv floral sculptat în marmură albă, ce datează din anul 1817.

### Iconografie

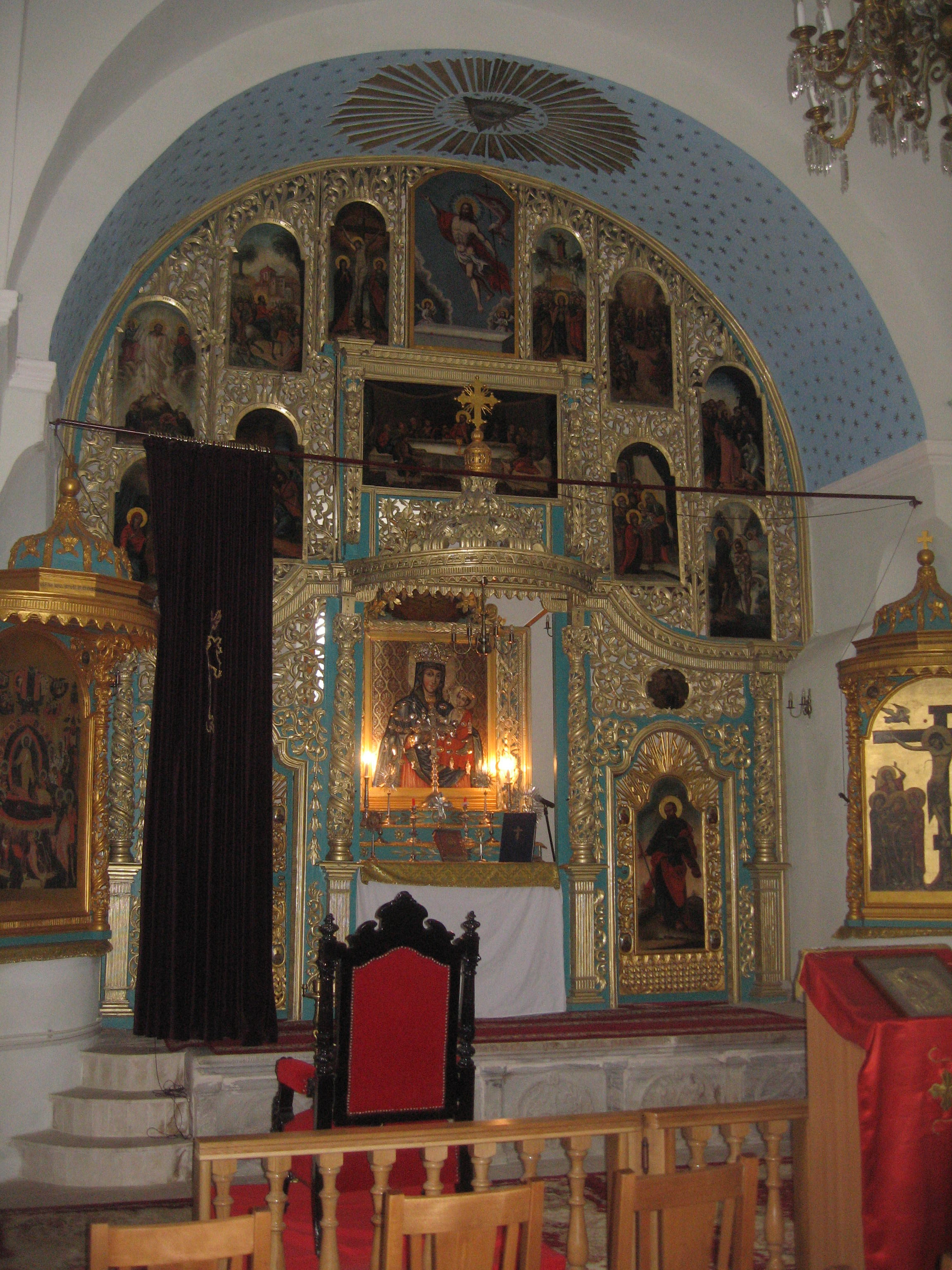
Catapeteasma

Ca și majoritatea bisericilor armenești, Biserica armenească din Iași nu are pictați decât pereții interiori ai cupolei, aflați în fața altarului. Pe pereții cupolei se află doar două picturi ale unor evangheliști.
Pe pereți sunt puse icoane, dar aceștia nu sunt pictați. Biserica a avut multe icoane, dar majoritatea acestora s-au pierdut datorită vitregiei timpurilor. În prezent, în patrimoniul acestui lăcaș de cult se mai află 13 icoane pictate pe lemn în 1812 și 11 în ulei pe pânză.
Catapeteasma este confecționată din lemn, fiind prevăzută cu două uși împărătești. Ea are 15 icoane, iar în centrul ei se află icoana „Maica Domnului cu pruncul”, ce are o compoziție frumoasă, într-un autentic stil armenesc. După stilul bisericilor armenești, și Biserica armenească din Iași are pe lângă altarul central și două altare laterale, în care se află câte o icoană.
La începutul secolului al XX-lea, istoricul N.A. Bogdan enumera următoarele icoane vechi aflate în această biserică:
- „Tăierea Capului Sf. Ioan”, dată de Hacic fiului său, Acsen, în anul armenesc 1226 (=1777)
- „Sf. Maria”, dată de același Hacic fiului său, Bedros, în anul armenesc 1226 (=1777)
- „Sf. Grigore Luminătorul”, dată de Ohanes fiului său, Alecsan din Silistra, în anul armenesc 1242 (=1793)
- „Sf. Mina”, având o inscripție lungă în limba armeană, a cărei traducere (după N.A. Bogdan) este următoarea: Această icoană în amintire dela Vatah Hagop și Vatah Nigoli și copiii lor. Dumnezeu bine cuvinteze! Ovanez Sirvanți a lucrat icoana la data 111 Oct. 10. Anul armenesc 111 corespune anului de la Hristos 662, ceea ce l-a făcut pe N.A. Bogdan să afirme că ori inscripția conține date eronate, ori icoana ar data din perioada premergătoare iconoclaștilor.
- „Sf. Grigore Luminătorul”, având o inscripție în limba latină: GREGORIVS ARMENORVM PATRIARCH
- „Sf. Maria cu Isus în brațe”

## Obiecte de patrimoniu

### Cărți
În patrimoniul bisericii s-a aflat, o lungă perioadă, o Evanghelie scrisă pe hârtie, în anul 1351, la Caffa (Crimeea) , de către preotul Garabet, primitorul fiind diaconul Grigore și ultimii primitori Agopșa și Ariudz. Această evanghelie are 578 pagini, în mărimea 24x17x8; ea are coperțile legate în argint, ornamente marginale la începutul capitolelor, iar rândurile noi încep cu roșu.
Pe paginile ei se află următoarea adnotare: Scrisă în anul 800 (=1351) în Caffa sub oblăduirea Sfintei Treimi în timpul catolicosului Măchitar și episcopului Stepanos, în timpul domniei lui Doda Păcătosul și nemernicul preot Garabet, am scris această evanghelie cu mâna mea pentru Diaconul Grigore și în memoria părinților lui. Amin. Este menționat aici numele catolicosului Mekhitar I al Ciliciei care a condus Biserica Apostolică Armeană în perioada 1341–1355. La sfârșitul acestei cărți se află și o a doua adnotare cu următorul cuprins: Amintiți-vă de ultimii cari au primit sfânta evanghelie, de Agopșa, de fratele său Ariudz și de părinții lor, cari au primit-o din avutul lor propriu și au dăruit-o ca pomenire Bisericei Maicei Domnului din Iași. Scris în anul 900 (=1451). Din cea de-a doua adnotare rezultă că această evanghelie a fost cumpărată în Crimeea de către frații Agopșa și Ariudz (Leul), care au donat-o Bisericii armenești din Iași în 1451, la o sută de ani după ce a fost scrisă.
Prezența acestei cărți în patrimoniul bisericii este menționată de N.A. Bogdan în lucrarea Orașul Iași (monografie istorică și socială) și de H.Dj. Siruni în manuscrisul Darea de seamă a Expoziției de artă armeană din 1930, precum și în Cronica armenilor din Țările Române, Partea I (sec. X-XIII). Siruni preciza că manuscriptul era rău păstrat. În prezent, această evanghelie se află la Muzeul Episcopal din București.
În afară de această evanghelie, Biserica armenească din Iași mai avea la începutul secolului al XX-lea și alte cărți vechi, dintre care N.A. Bogdan citează următoarele:
- Viața Sfinților (Aismavurc), tipărită la Constantinopol în anul 1155 (=1606) [48]
- o Evanghelie armeană din 1290 (=1841), care fusese dăruită de Manisali Malhasian fiului preotului Ohanes Giuvaergiu [49]
- un comentariu asupra vieții sfinților, manuscris in-folio fără titlu sau copertă, legat în piele. Pe această carte se află o adnotare a cărei traducere este următoarea: Eu Temir de la Caffa, în timpul copilăriei m-am dus în orașul Eric, pentru negustorie, și venind apoi în orașul care se numește Iași, m-am îmbolnăvit grabnic și, simțind că am să mor, am făcut o scrisoare fratelui meu la Caffa, rugându-l să scrie un Aismavurc și să-l dăruiască Bisericii Sf. Grigore Luminătorul din Iași. S-a scris această mare carte în vremea P.S.S. Catolicosul Pilibos și în vremea când era mitropolit al provinciei P.S.S. Haciadur. S-a legat cartea cu multă luare aminte de către cantorul Nigohos. Domnul nostru Isus Hristos să le dea viață lungă, Amin! Și această mică amintire nimeni n-are dreptul să o vândă, iar cine ar îndrăzni osândit să fie de Dumnezeu și de toți Sfinții lui. Din inscripție lipsește o bucată care a fost ruptă, dar perioada în care s-a scris manuscrisul poate fi dedusă pornind de la faptul că catolicosul Pilibos (Filip) a condus Biserica Apostolică Armeană între anii 1633-1655.[29]

Pe o altă filă, care a fost inițial albă, se află alte două adnotări: Eu Mantig, fiul Sf. Sale Preotului Agop din Silistra, am scris aceste rânduri în amintire, fiind la Biserica Sf. Grigore Luminătorul din capitala Iași. Data armenilor 1226 Ian. 20 (=1778) și Eu, cantorul Agopian, am scris aceasta ca amintire la Biserica Sf. Grigore Luminătorul din Iași, 1195 Iunie 5 (=1747).

### Clopote
Biserica armenească din Iași are trei clopote de mărimi diferite. Două din ele sunt inscripționate: clopotul mai mic datează din 1607 și are o inscripție în limba latină, iar cel mare datează din anul 1881 și are o inscripție în limba slavonă.

## Cimitirul parohial

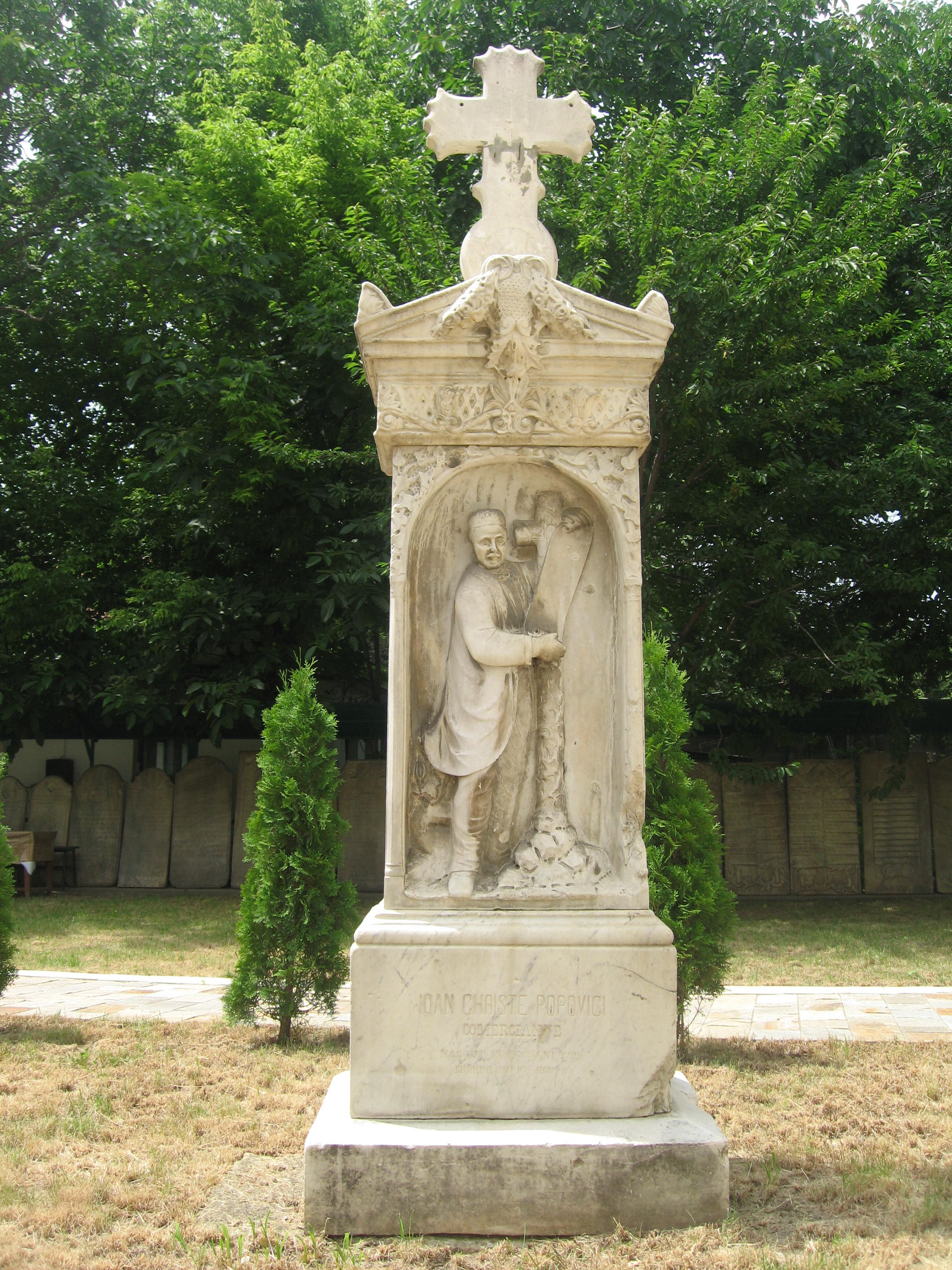
Monumentul funerar al negustorului Ioan Christe Popovici (1795-1875) din curtea bisericii

Ca și la alte biserici din Iași, și în jurul Bisericii armenești a ființat până prin anii '70 ai secolului al XIX-lea un cimitir parohial. După cum menționează N.A. Bogdan, până pe la 1830-1832 a mai existat un cimitir armenesc și în spatele Bisericii Vulpe, pe dealul Țicăului, înspre Biserica „Sf. Ștefan”, aici fiind îngropați cei care muriseră în urma epidemiilor din oraș. În anii '70 ai secolului al XIX-lea s-a înființat un cimitir armenesc în zona Spitalului Pașcanu, unde s-a înălțat pe la 1876 și o capelă cu rol de paraclis.
Pietrele funerare au fost luate de pe mormintele din jurul bisericii armenești și depozitate sub o copertină aflată la vest de lăcașul de cult. În prezent, pe amplasamentul fostului cimitir mai sunt în picioare doar câteva monumente funerare și anume:
- monumentul funerar din piatră, cu cruce din fontă și basorelief, al lui Ghiumiusi Caramliu (1796-1854) și al fiului său, Horiton Caramliu (1825-1873). Pe spatele monumentului se află următoarea inscripție în limba română: Aice reposează GHIUMIUSI CARAMLIU incetat in anul 1854. în etate de 58. anĭ, precum și fiul seŭ HORITON G. CARAMLIU, incetat din viața in 8. Martie 1873 in etate 48. de ani. Pe partea opusă se află un basorelief cu un înger sprijinit cu fruntea de o cruce de bronz, sub care este o altă inscripție în limba română: Trista socie neconsolabilă mumă au redicat acest monument pentru eterna suvenire..
- monumentul funerar din marmură albă, cu cruce din marmură și basorelief, al negustorului Ioan Christe Popovici (1795-1875). Pe parte din față a monumentului este un basorelief cu imaginea sculptată a negustorului, sprijinit de o cruce. La baza monumentului se află următoarea inscripție în limba română: Ioan Christe Popovici comerciante nascut in Focsani 1795 decedat in Iassy 1875 august 13.
- un monument funerar din piatră, fără cruce, cu o inscripție în limba armeană
- un monument funerar din piatră, cu o cruce de fier, fără vreo inscripție

## Imagini

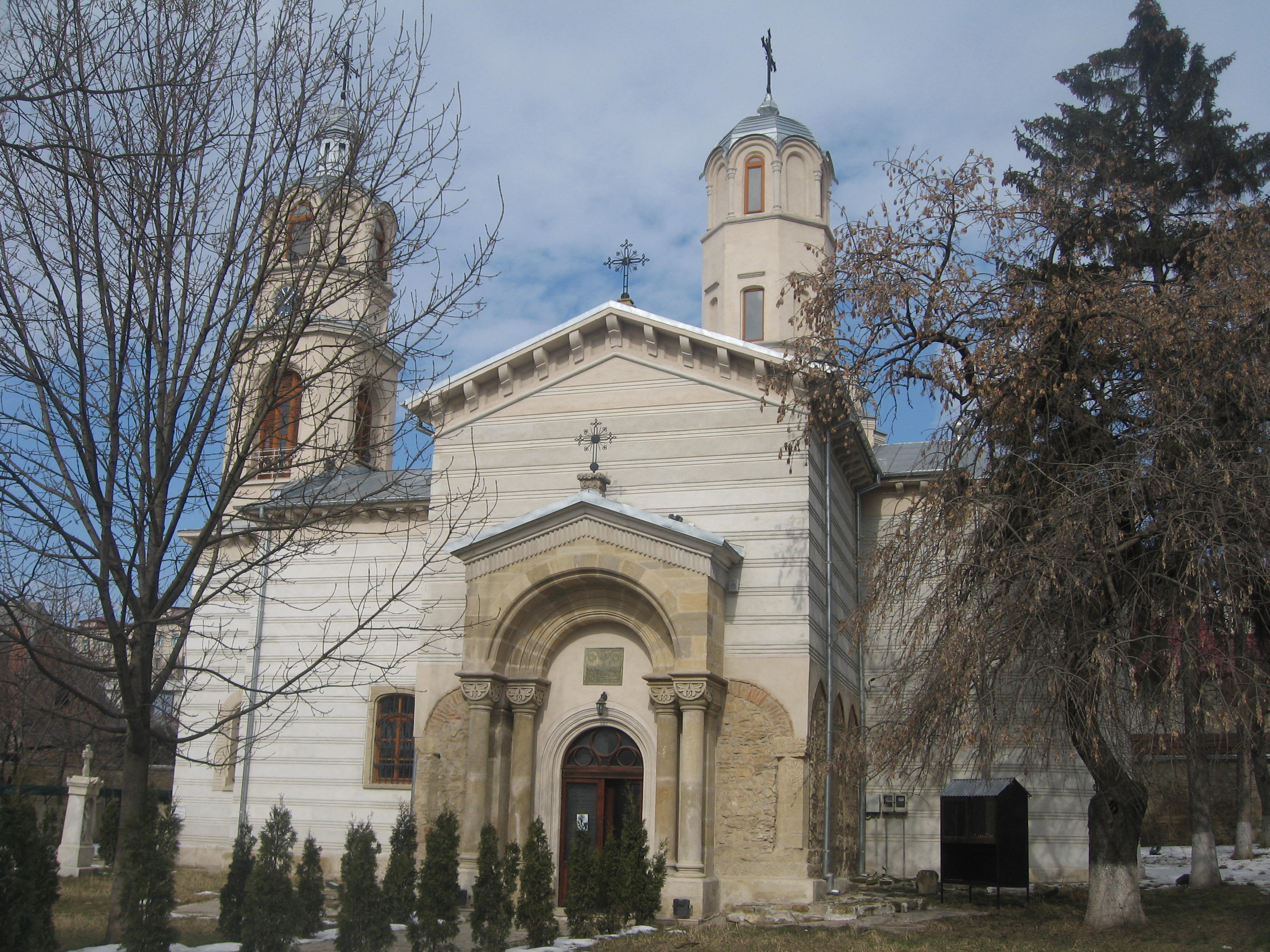
Biserica armenească din Iași
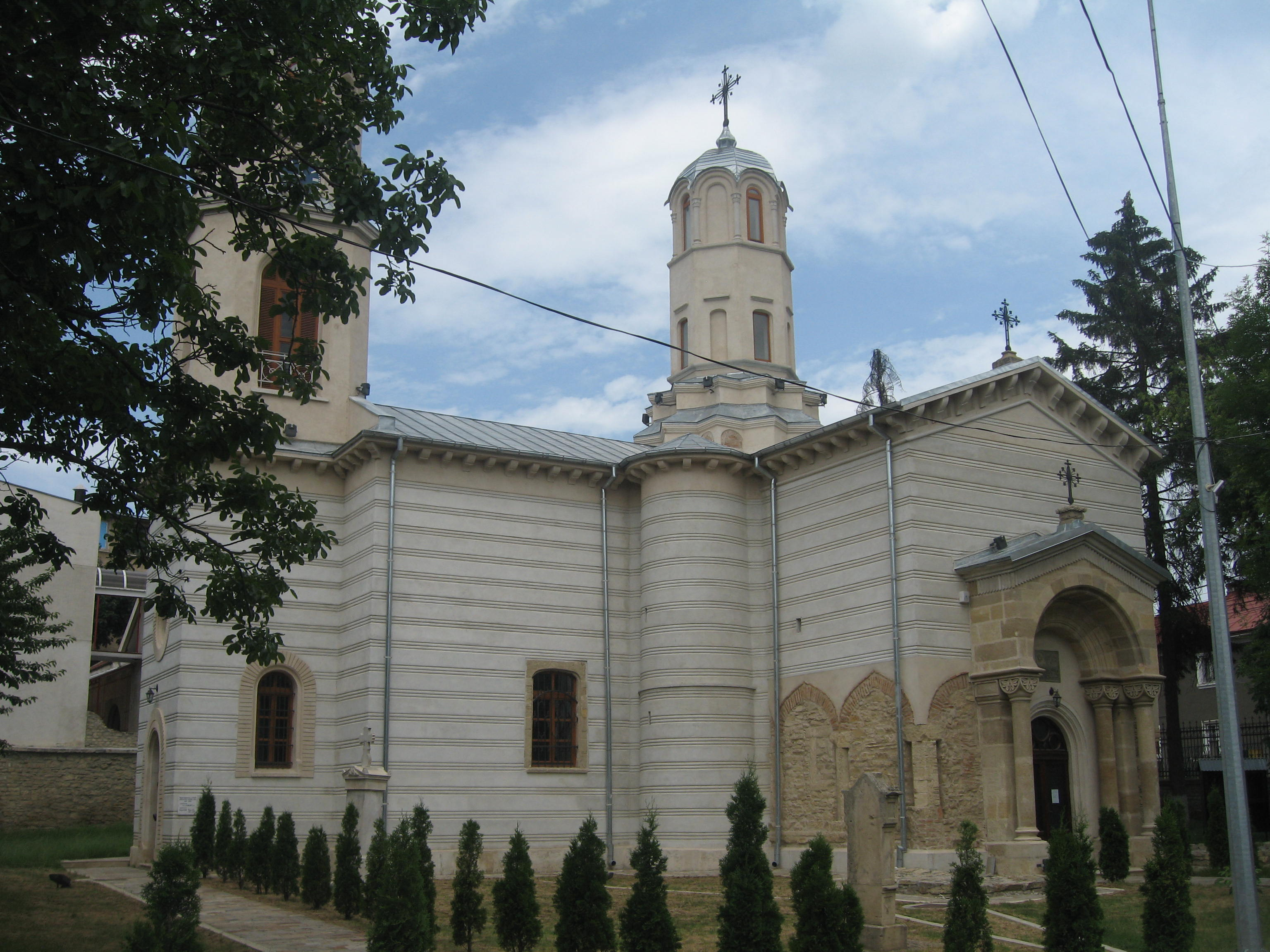
Biserica armenească din Iași
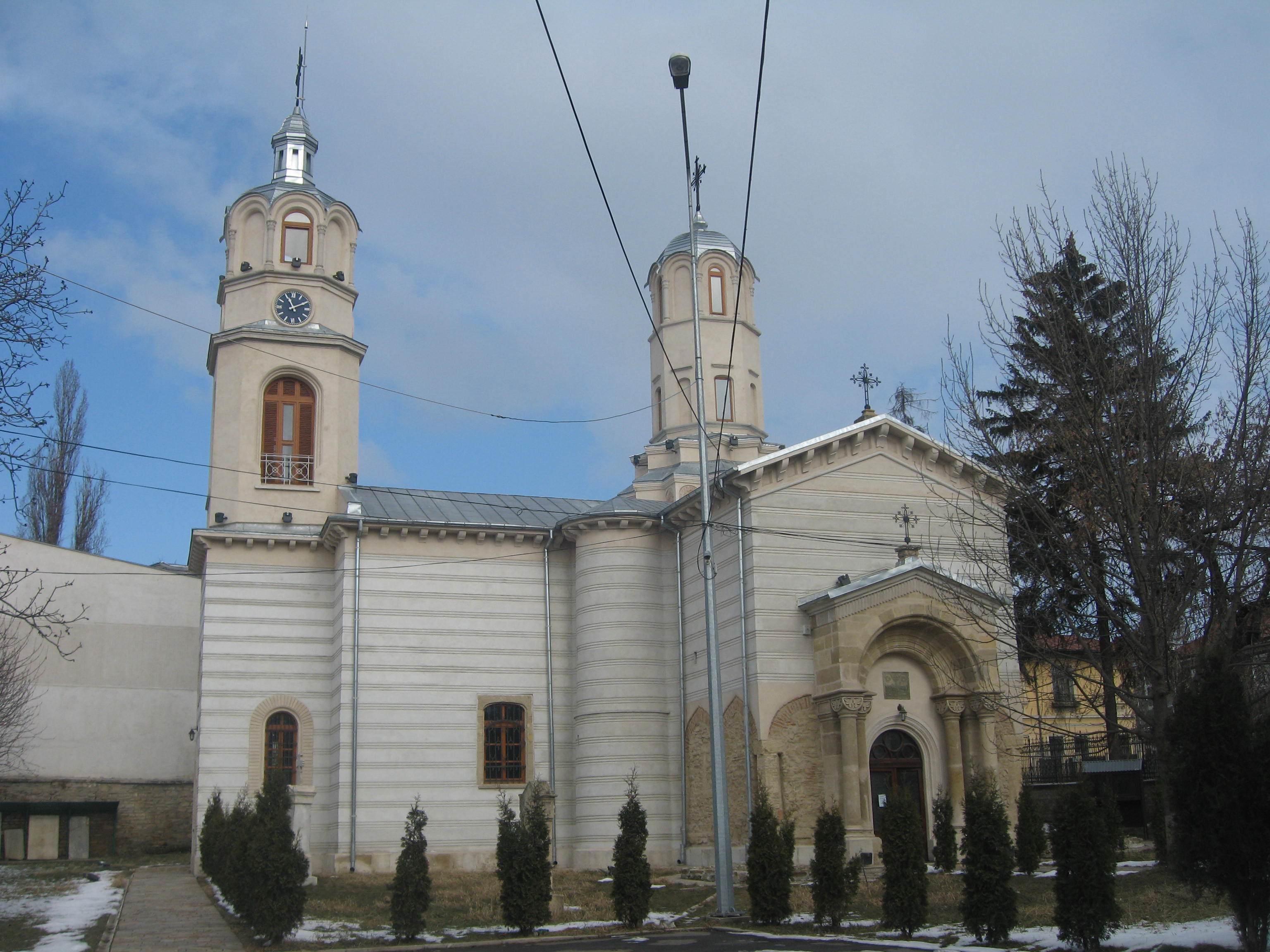
Biserica armenească din Iași
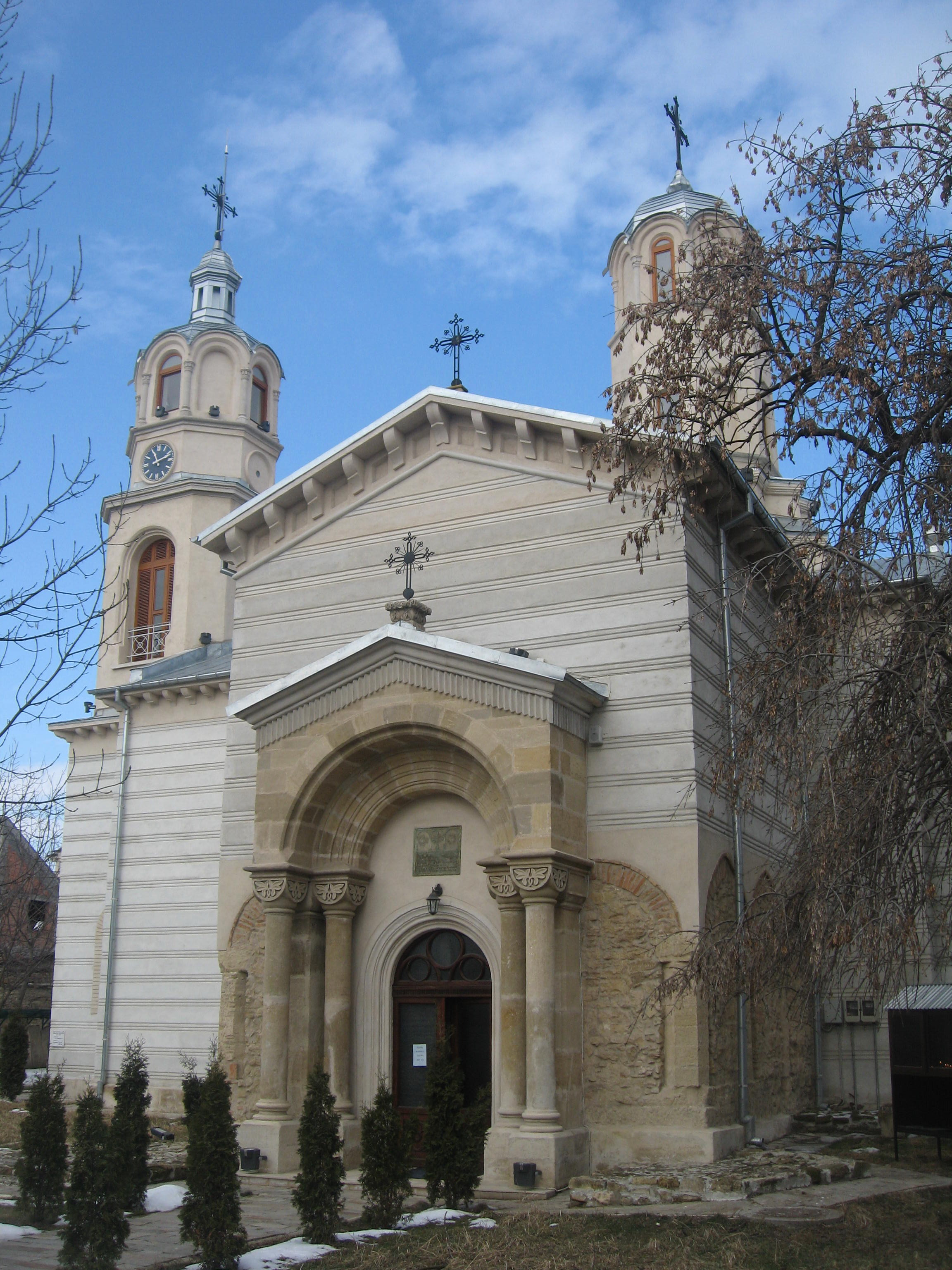
Intrarea de pe latura sudică
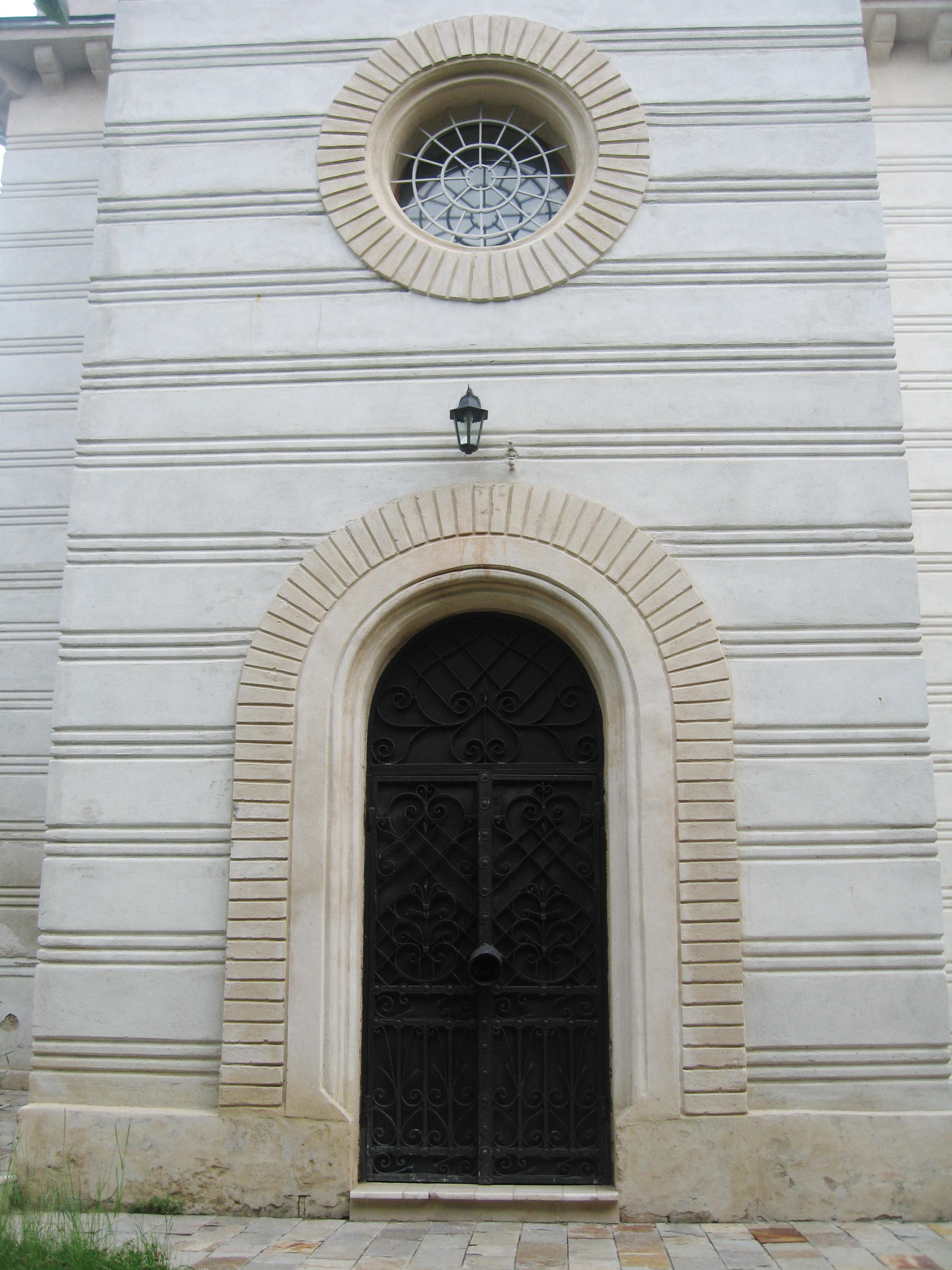
Intrarea de pe latura vestică
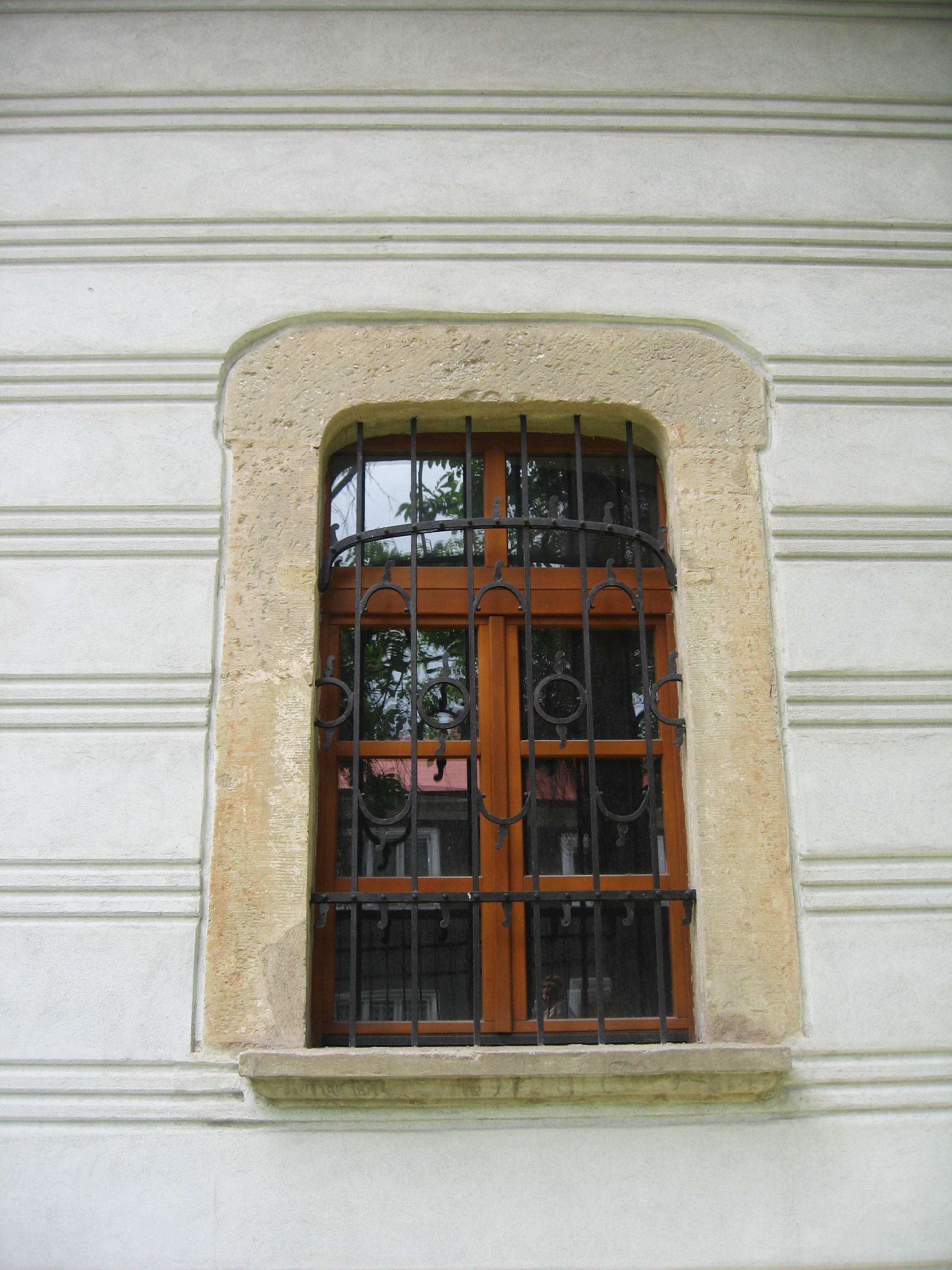
Fereastră pătrată
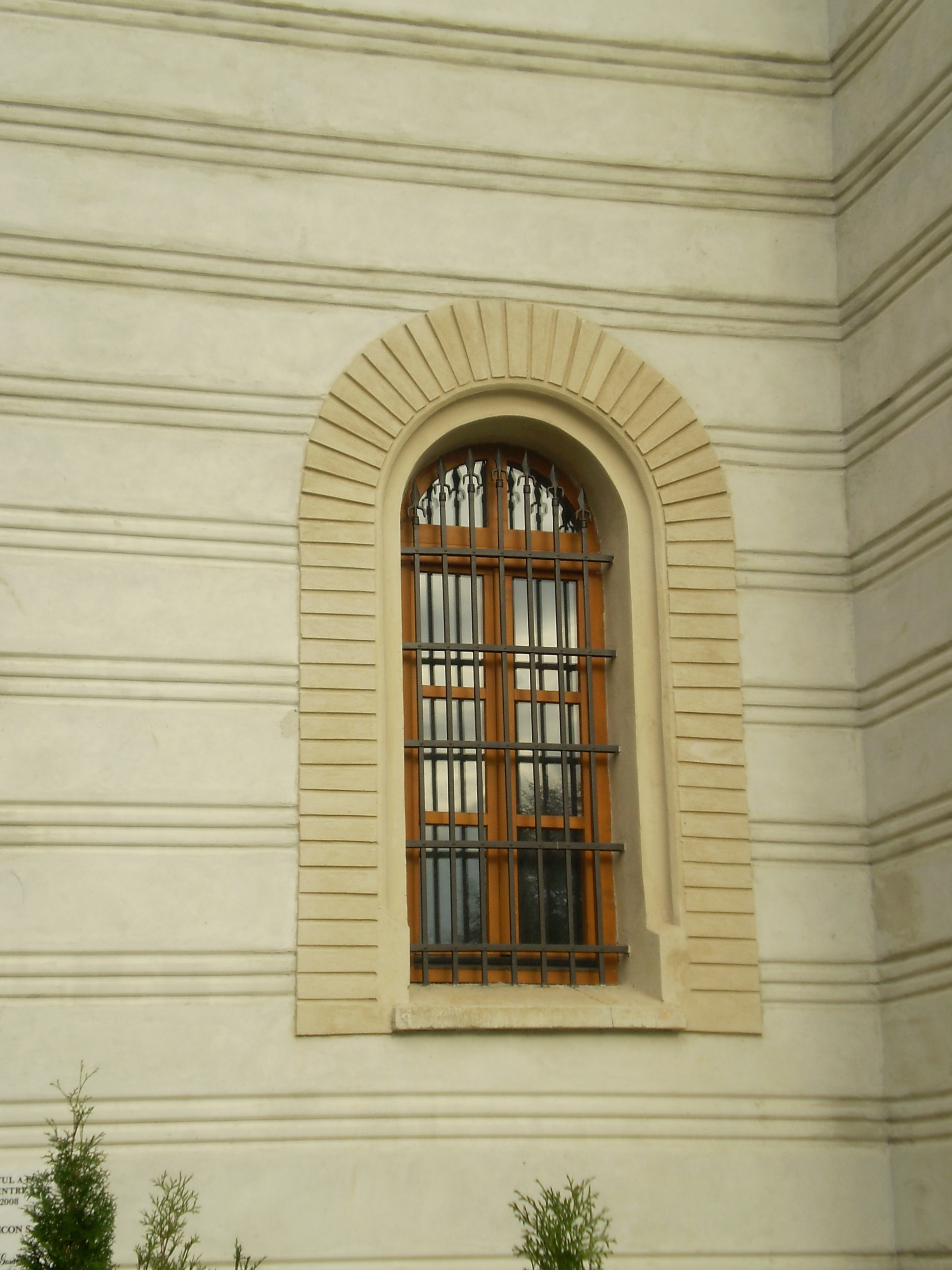
Fereastră terminată în semicerc
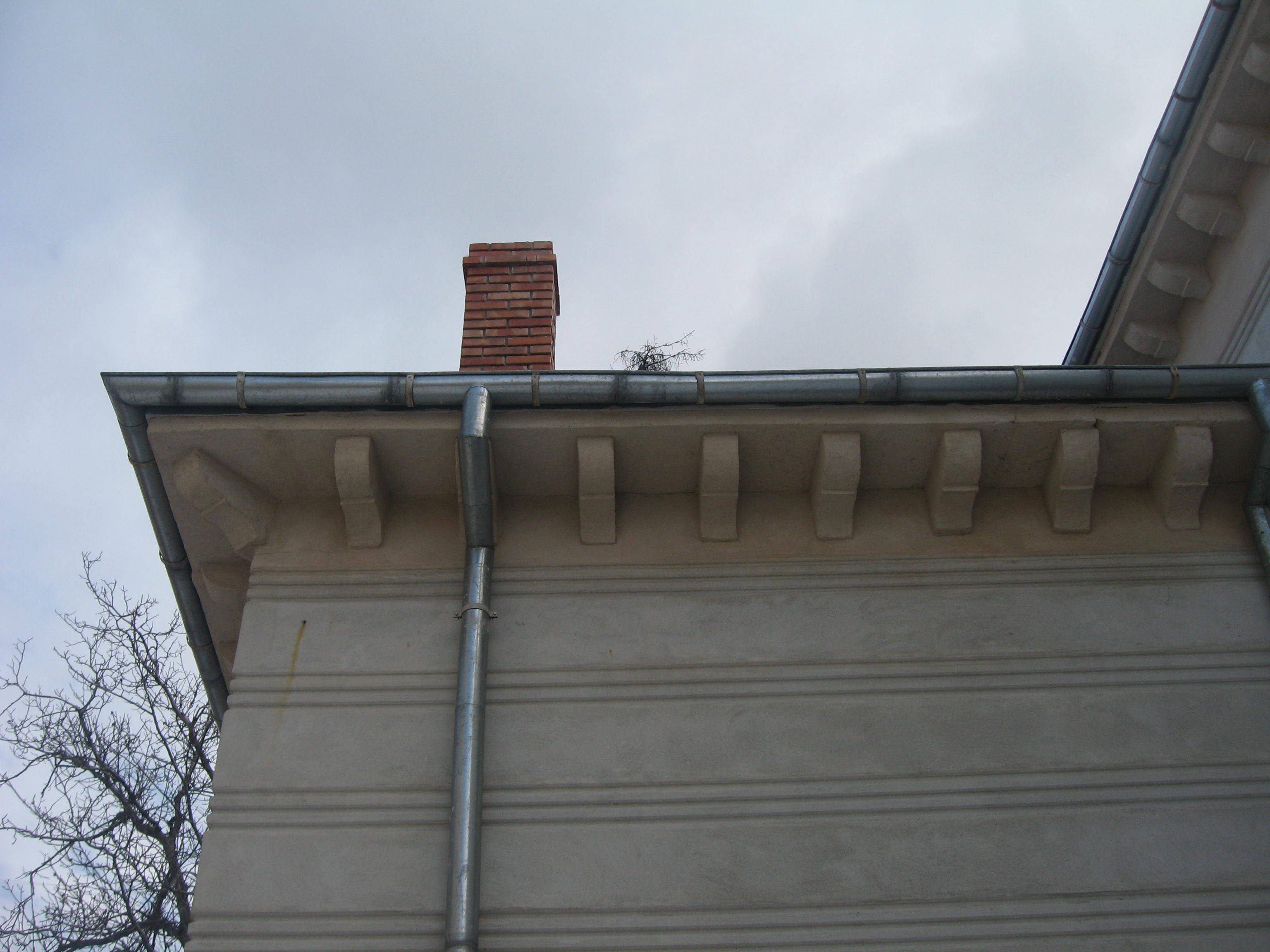
Console ce susţin șarpanta
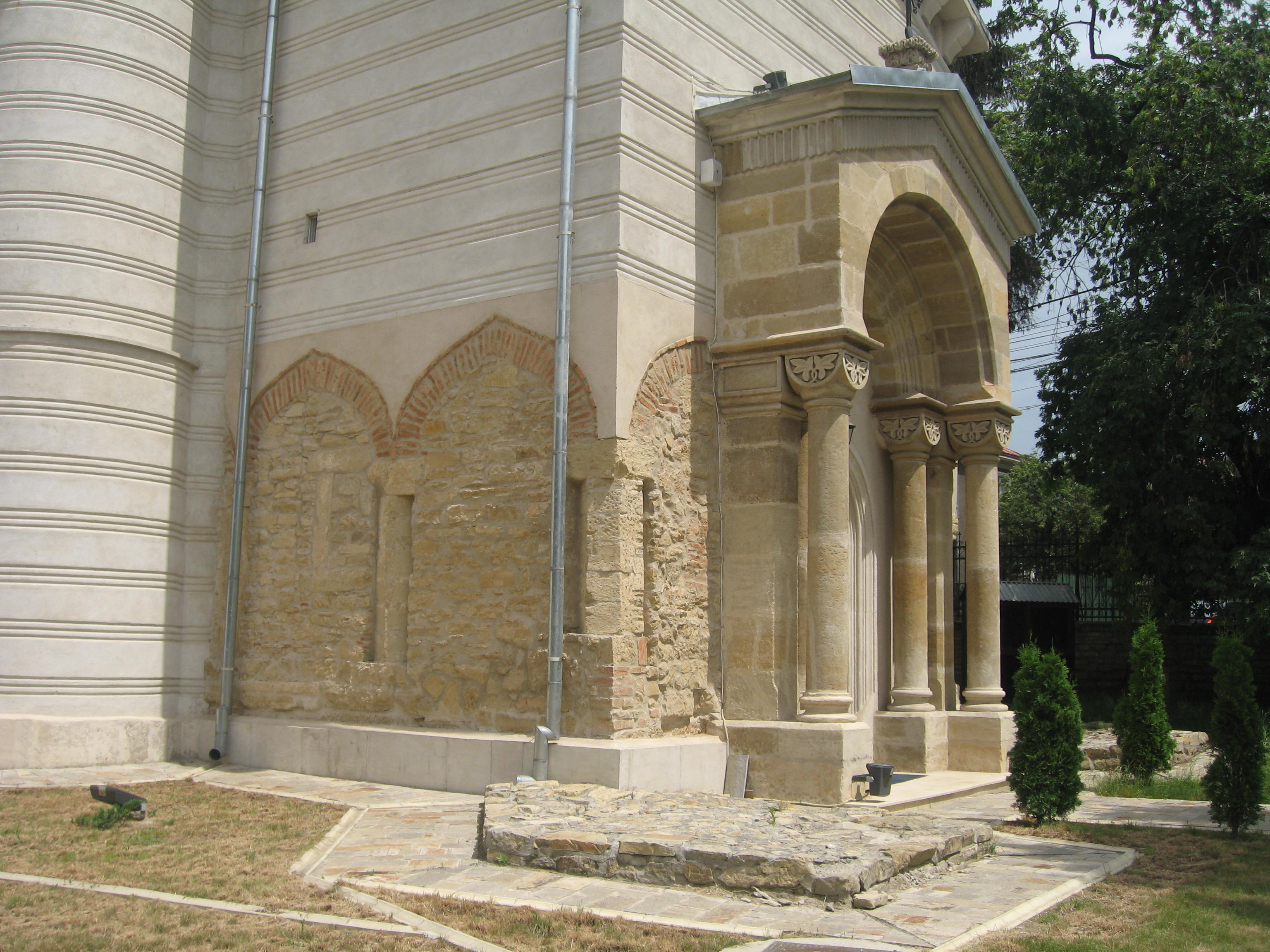
Detaliu al intrării de pe latura sudică
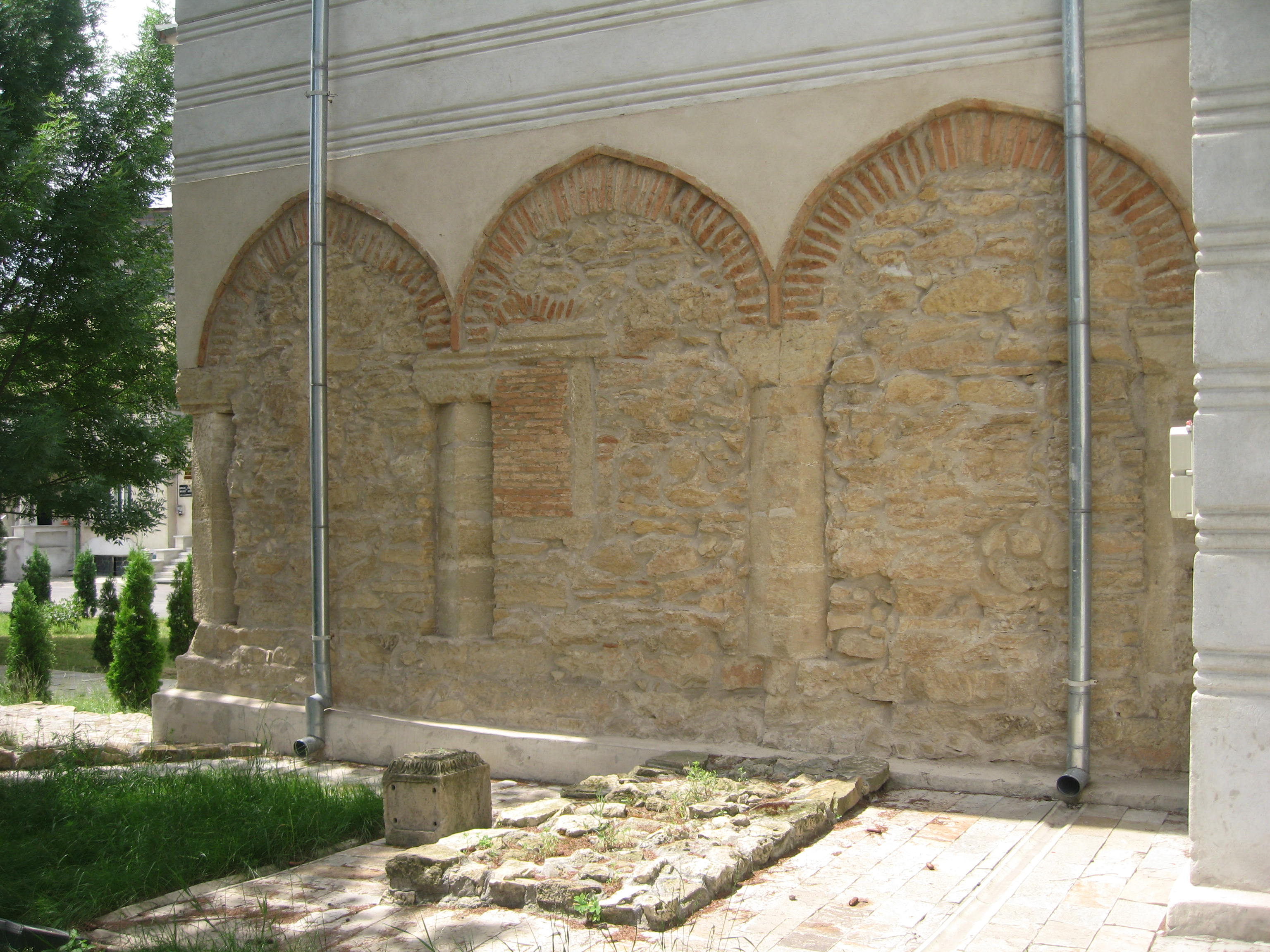
Detaliu al intrării de pe latura sudică
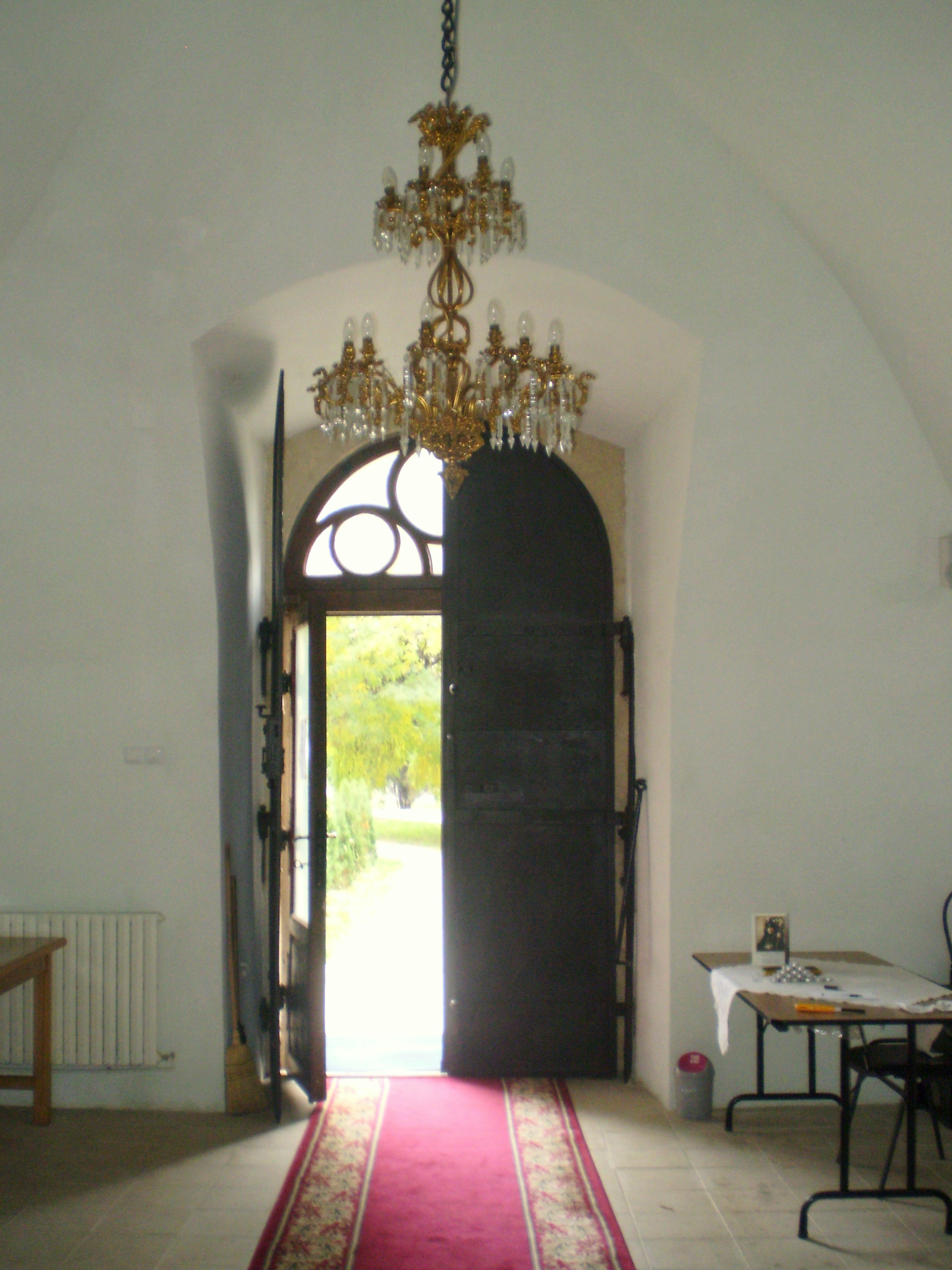
Intrarea în biserică văzută din pridvorul sudic
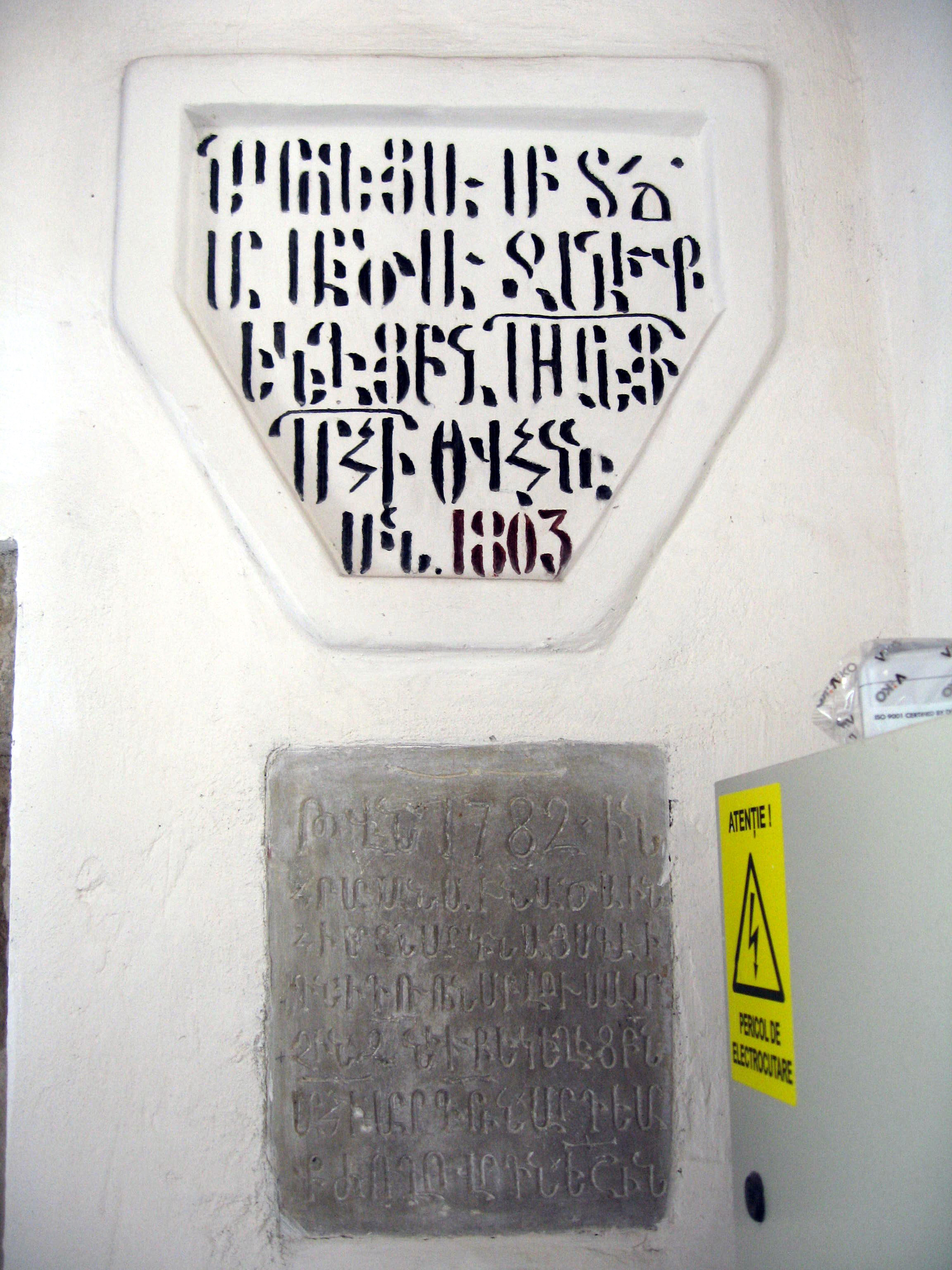
Plăci memoriale din pridvorul vestic
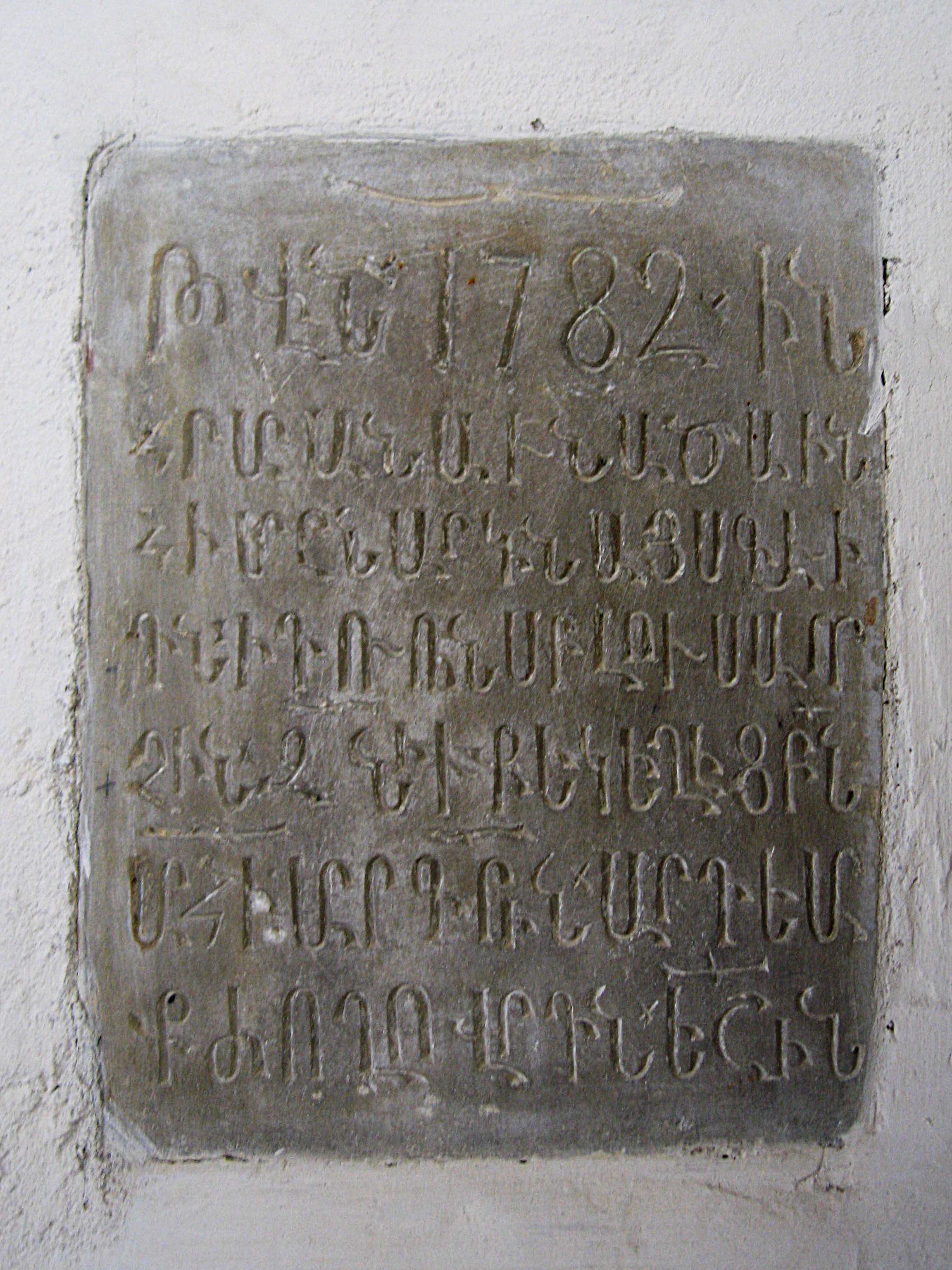
Placa memorială a reparației din 1782
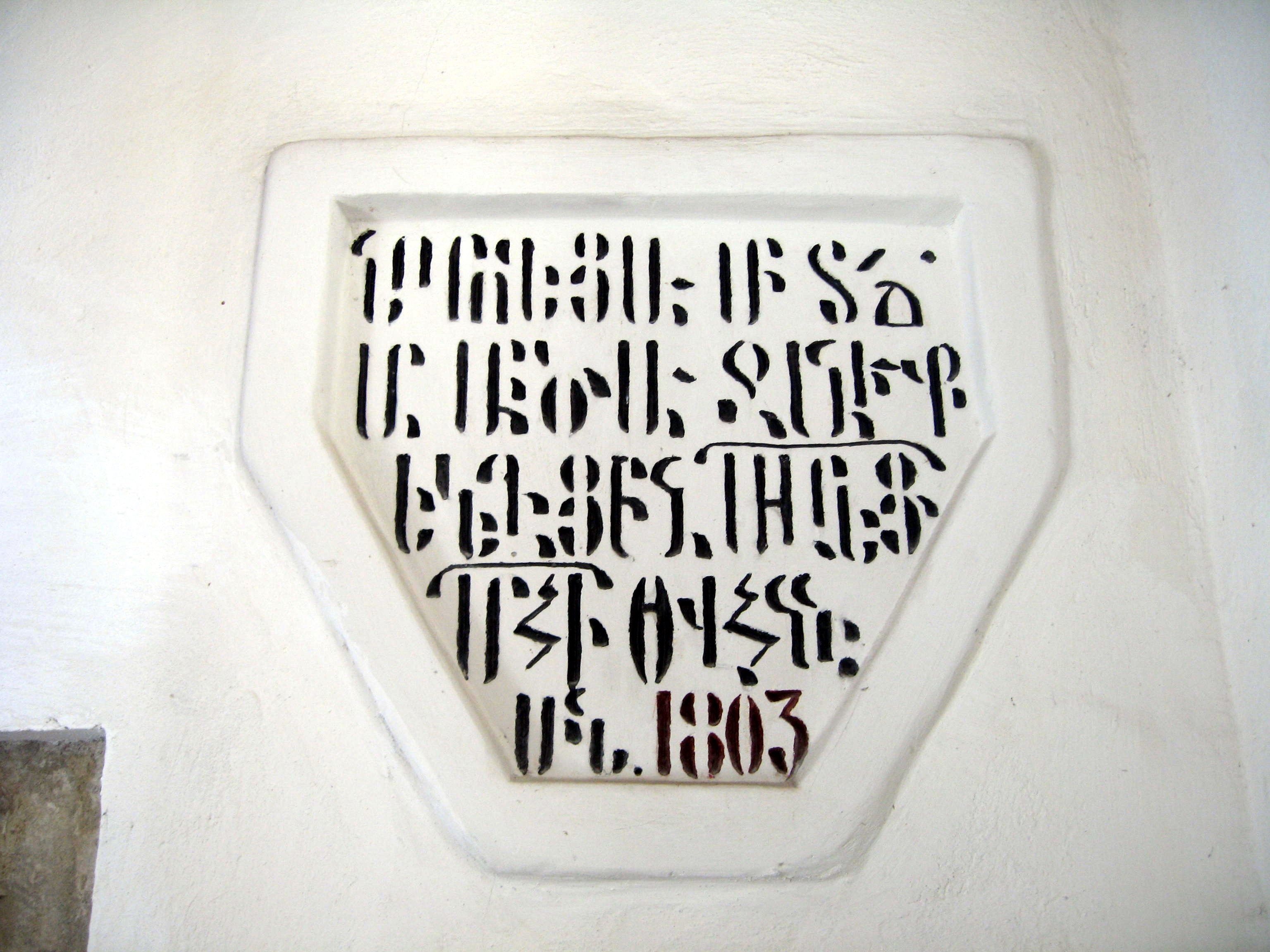
Placa memorială a reparației din 1803
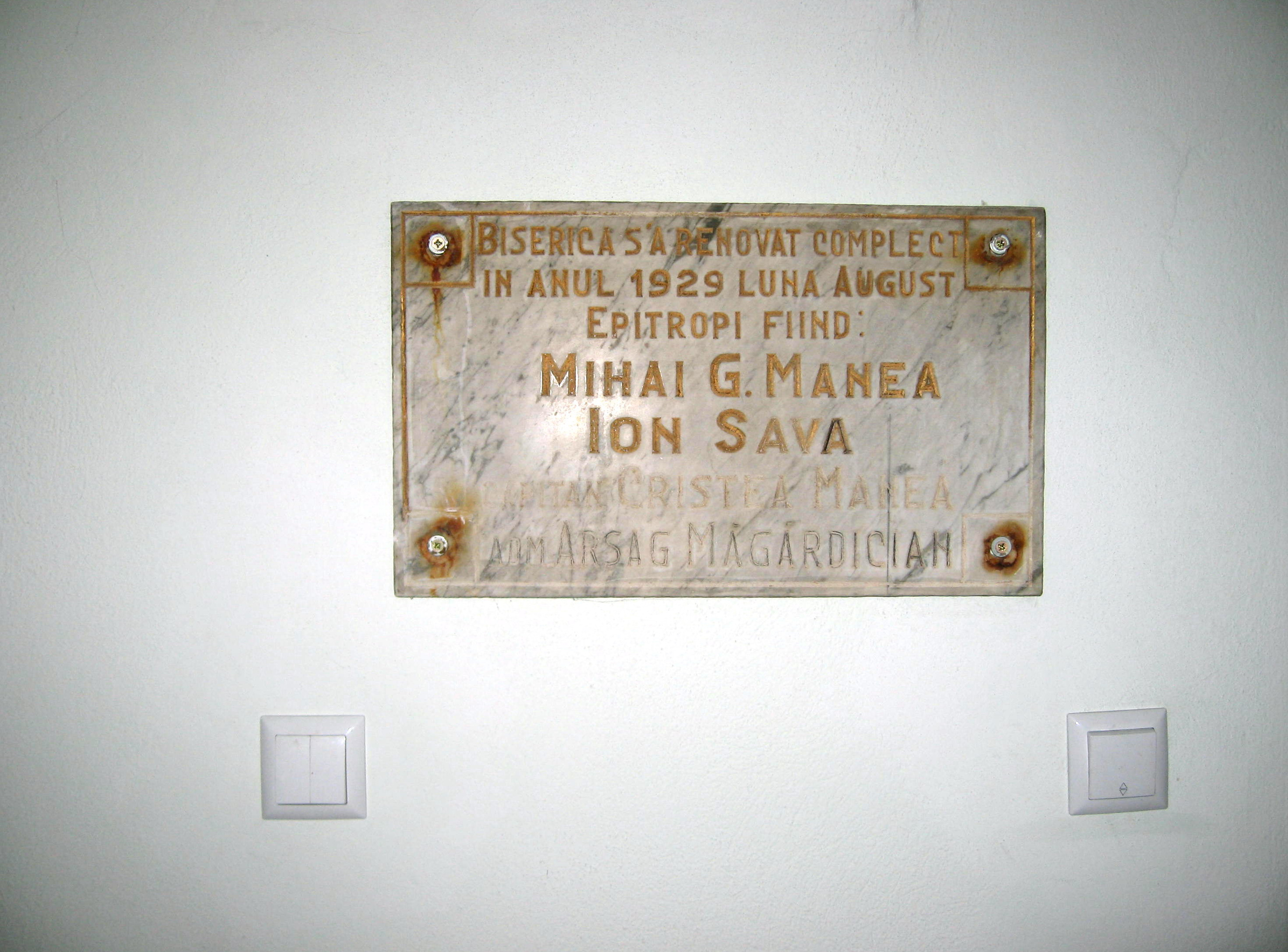
Placa memorială a reparației din 1929
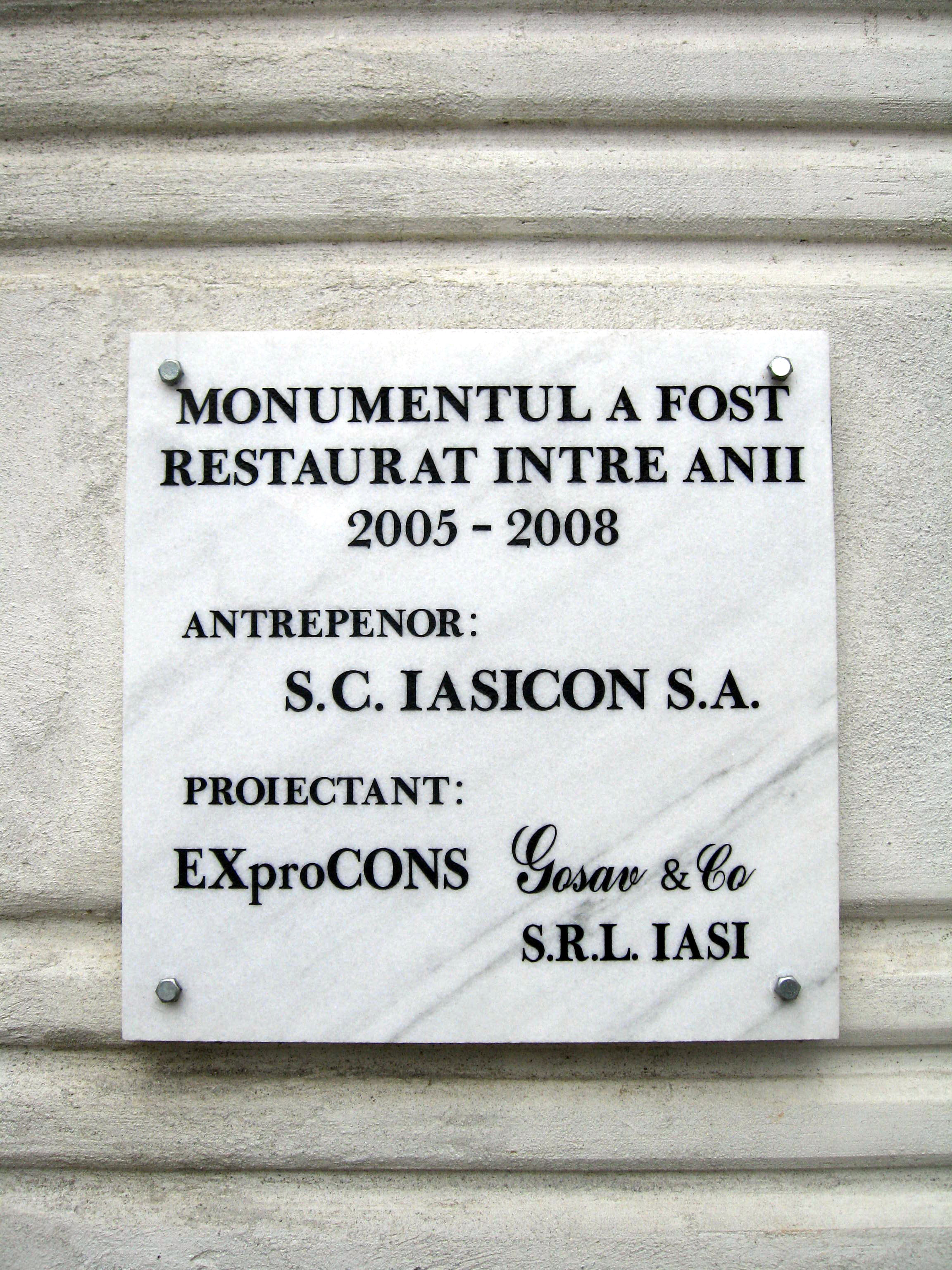
Placa memorială a reparației din 2005-2008
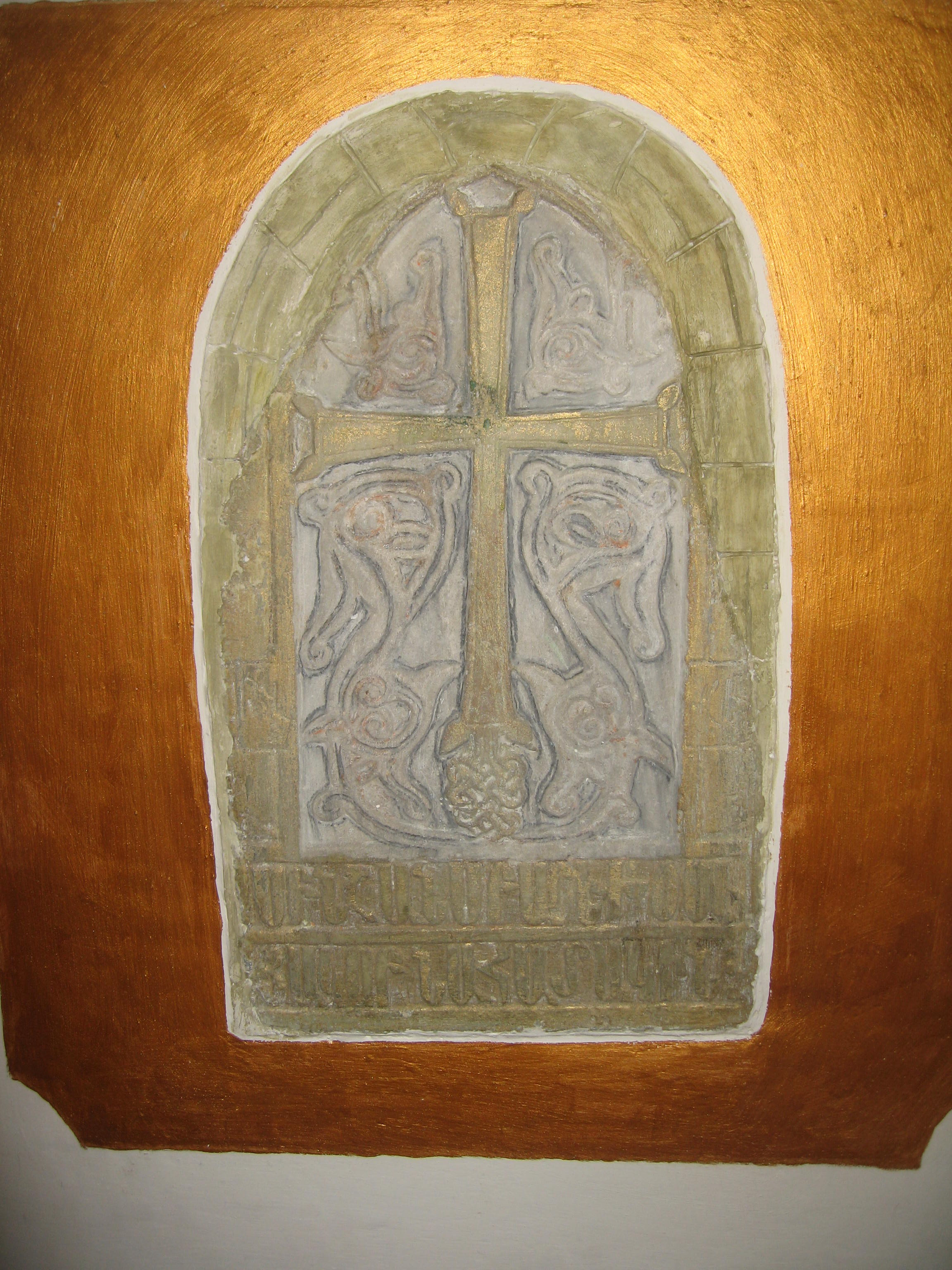
Ornamentație în formă de cruce din pridvorul sudic
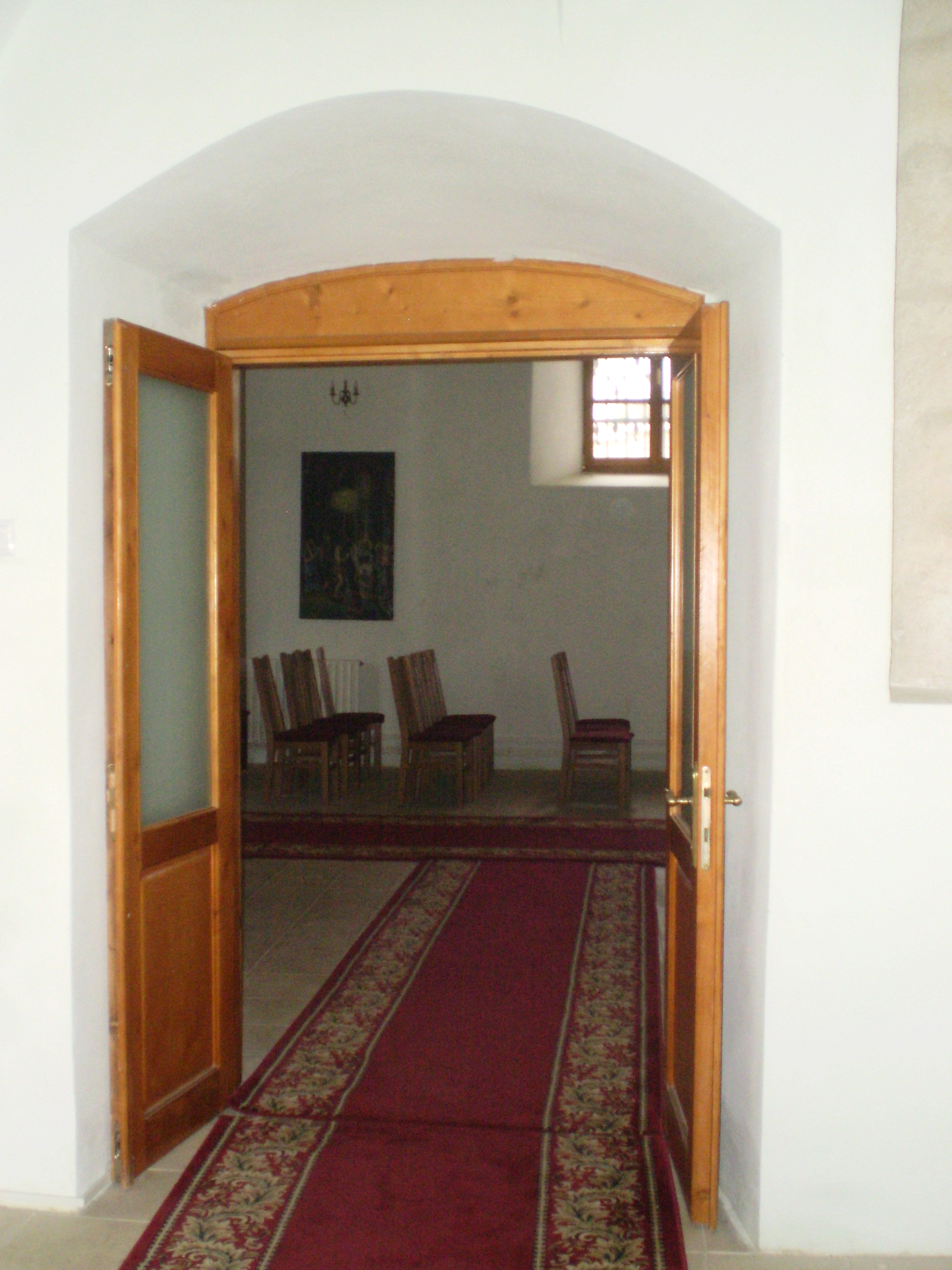
Intrarea în naos văzută din pridvorul sudic
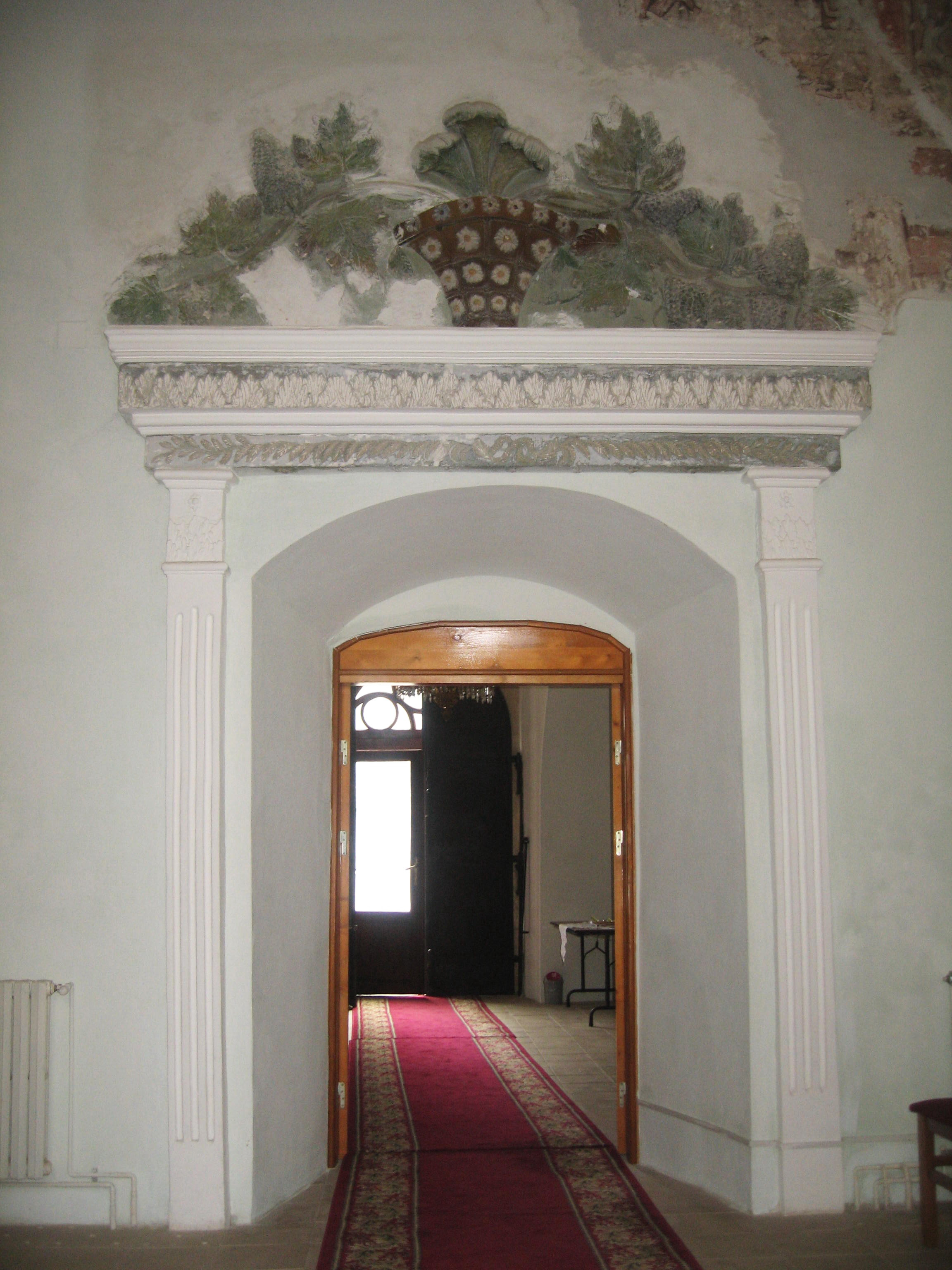
Intrarea în naosul bisericii de pe latura sudică
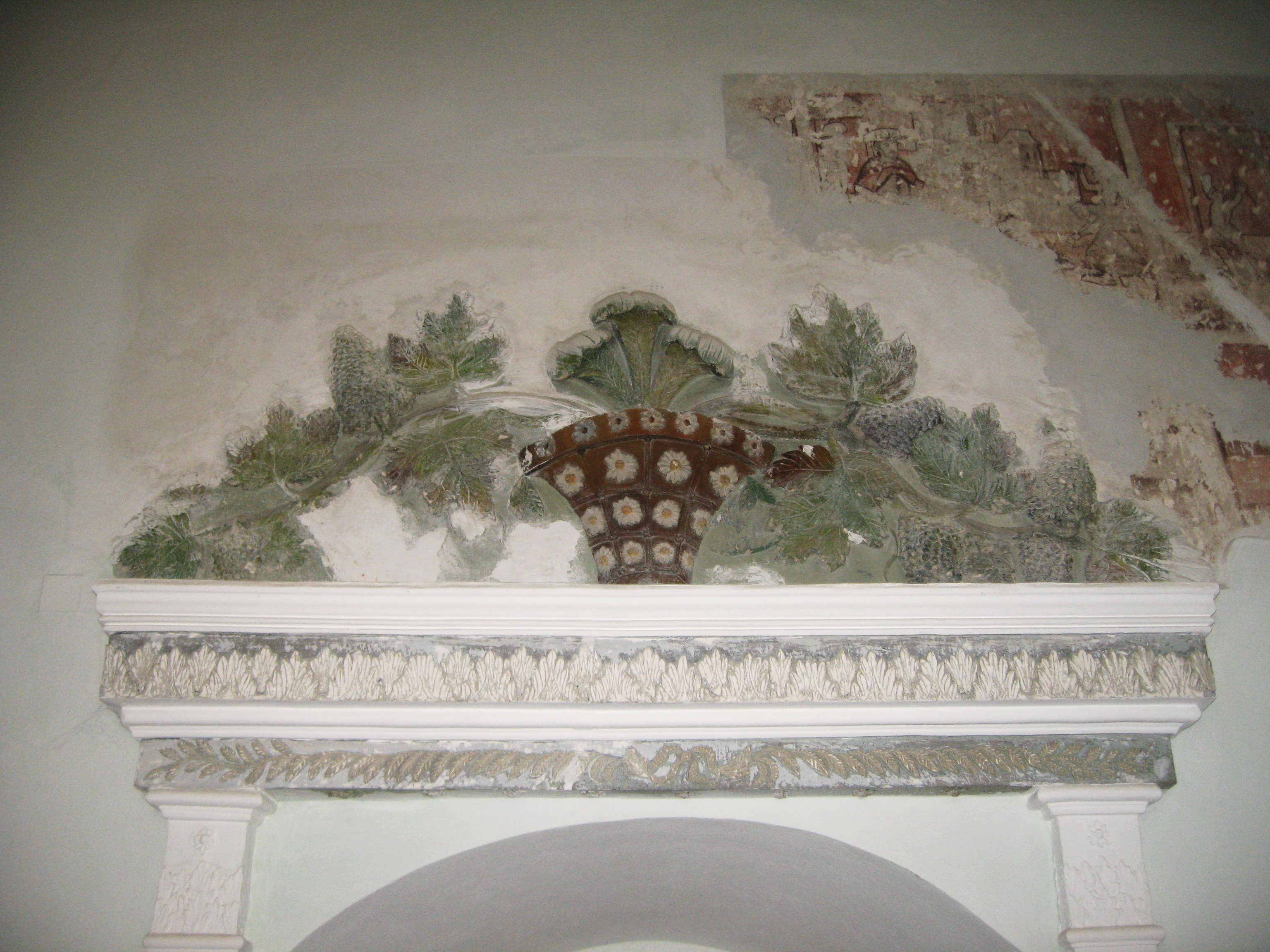
Motiv decorativ deasupra intrării în naos de pe latura sudică
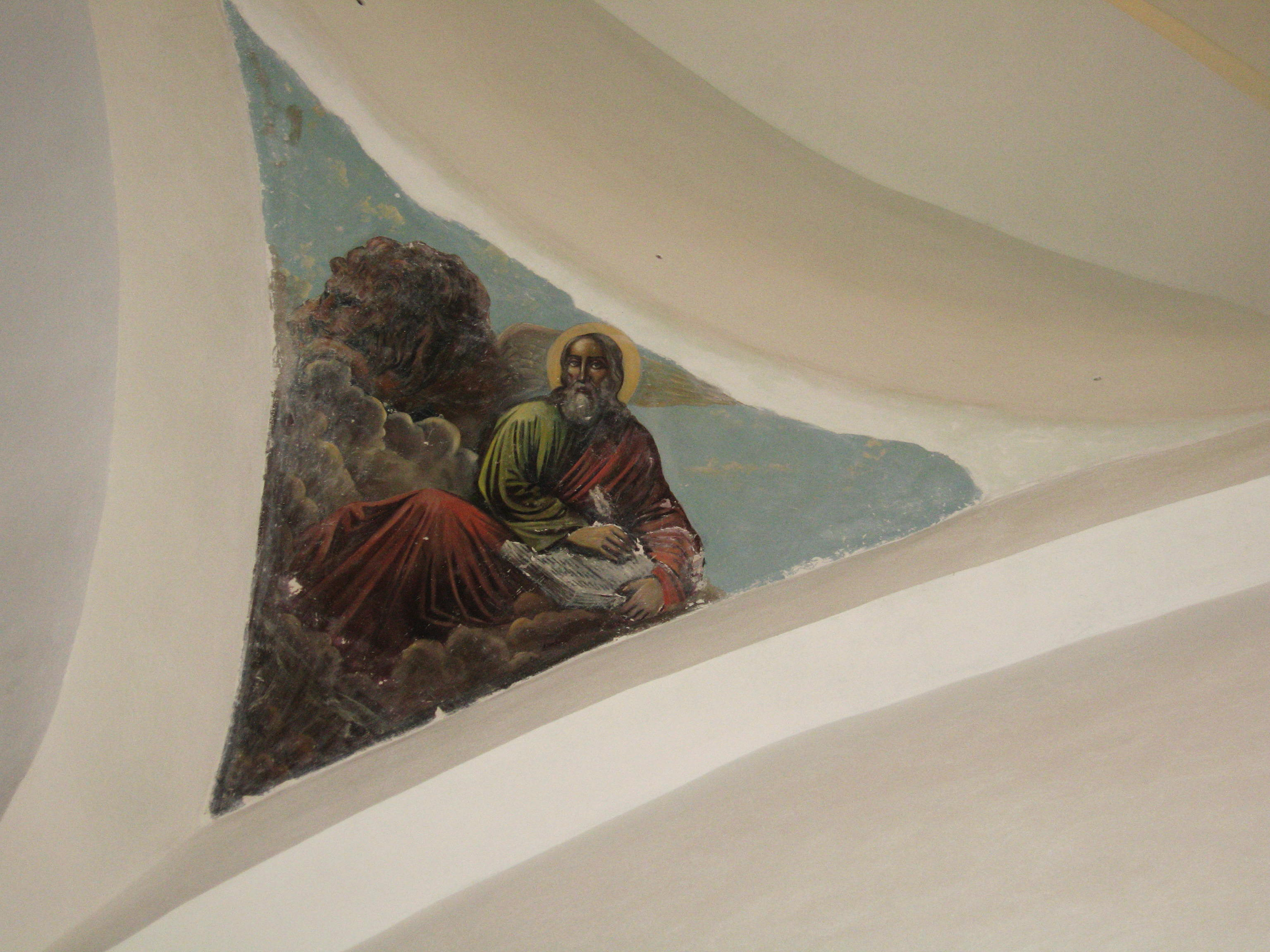
Un evanghelist pictat pe pereții interiori ai cupolei (în dreapta)
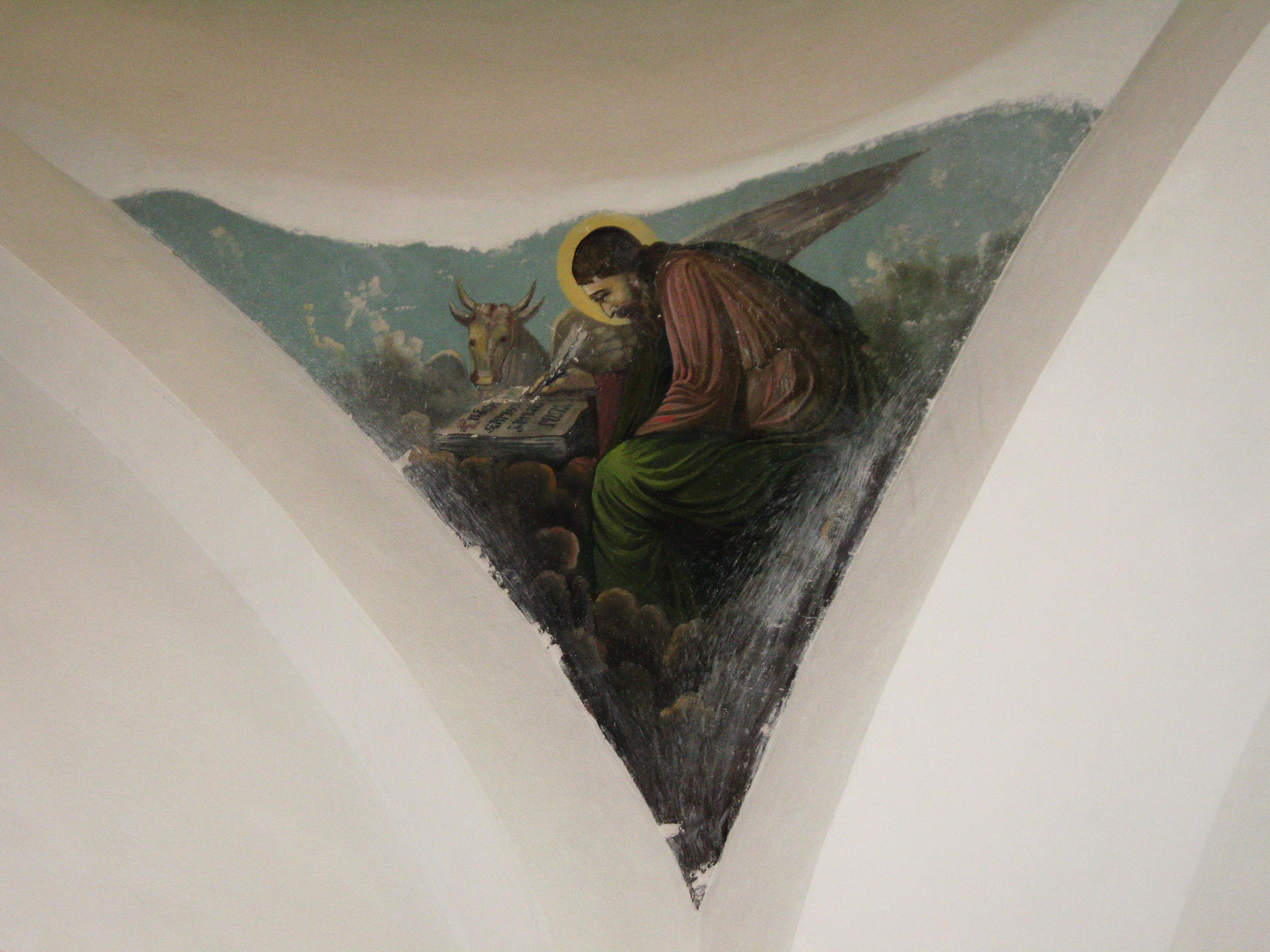
Un evanghelist pictat pe pereții interiori ai cupolei (în stânga)
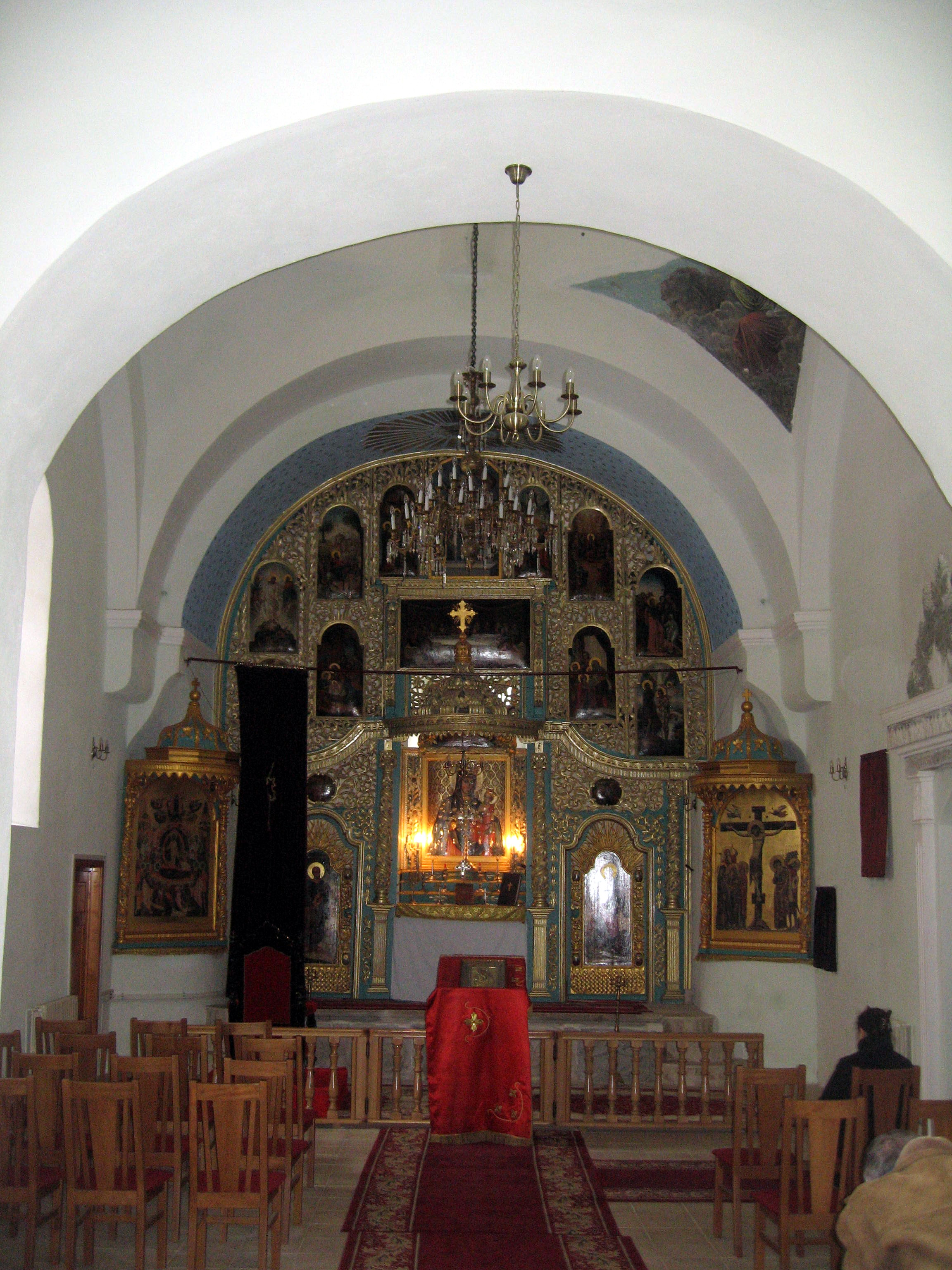
Catapeteasma bisericii
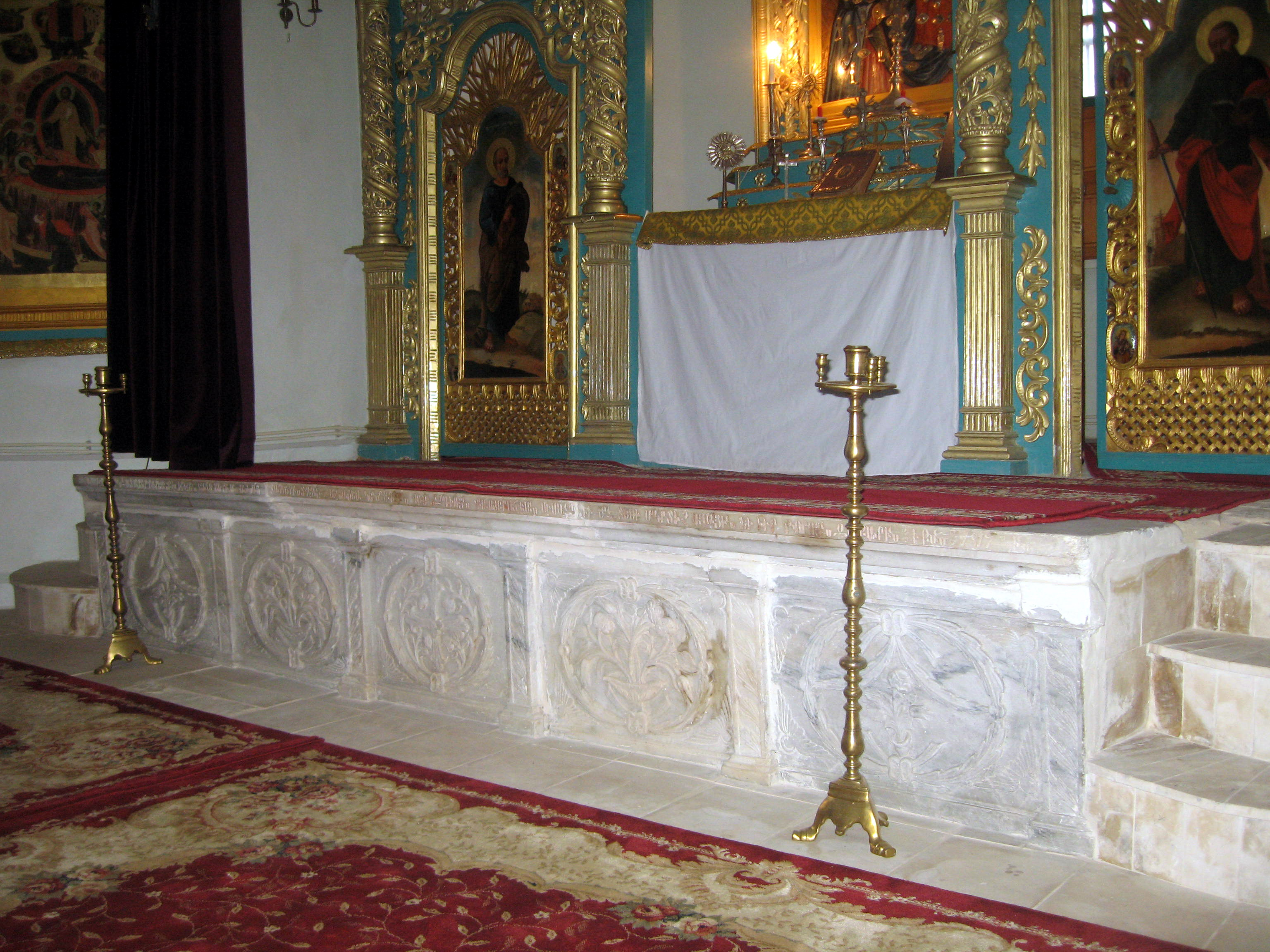
Motiv floral sculptat în marmură la baza altarului principal
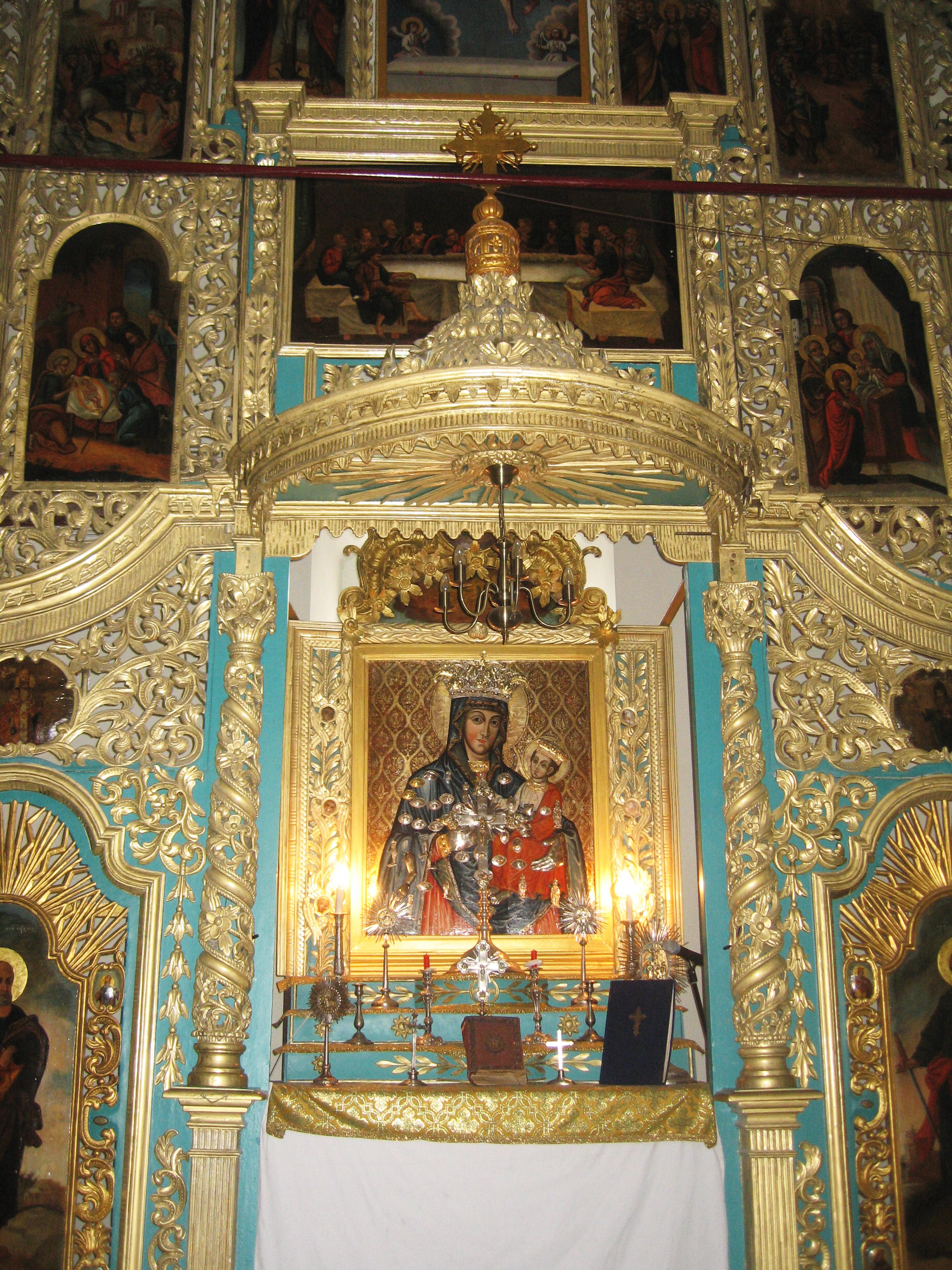
Icoana Maicii Domnului cu pruncul din centrul catapetesmei
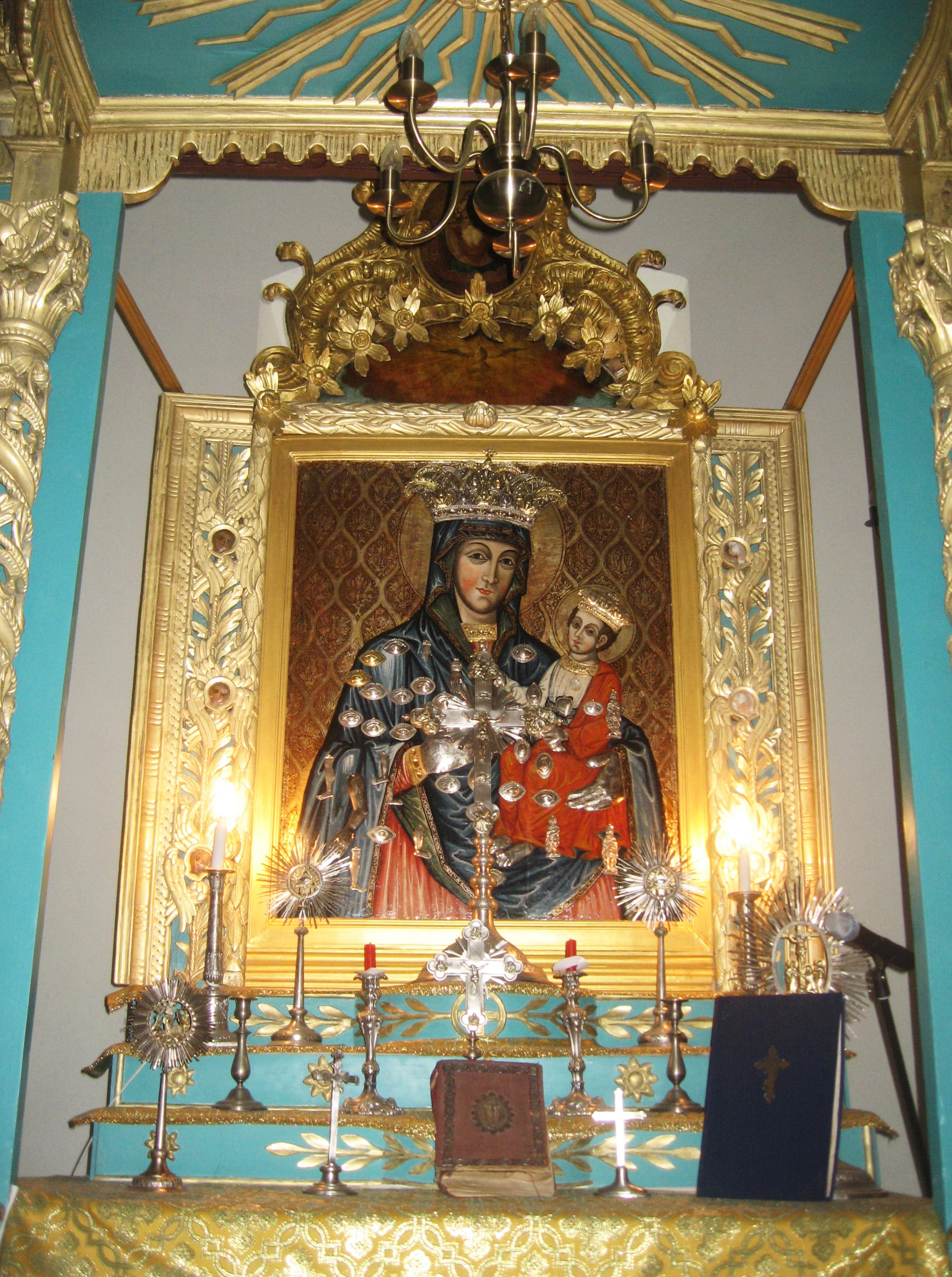
Icoana Maicii Domnului cu pruncul
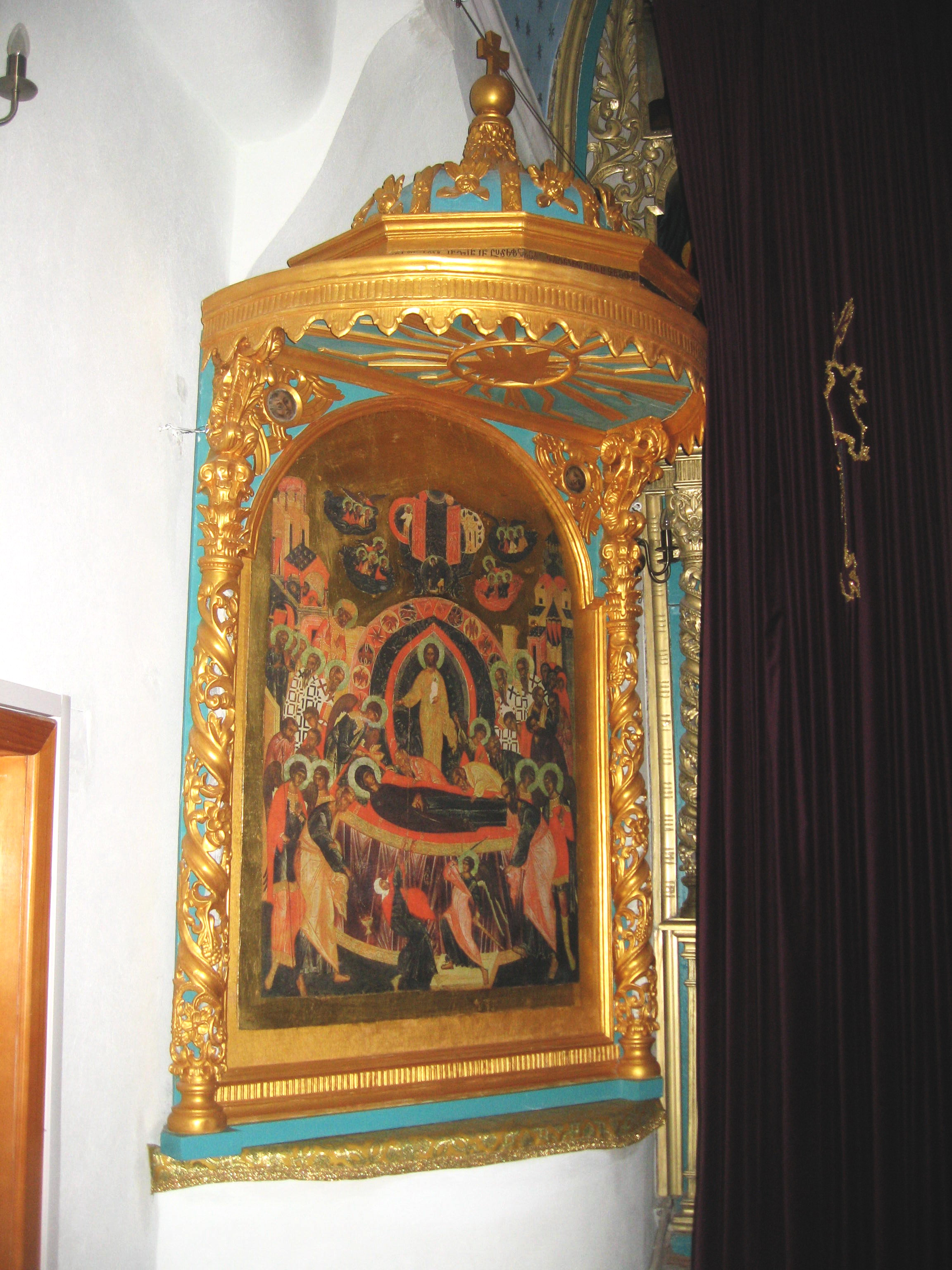
Altarul lateral din partea stângă
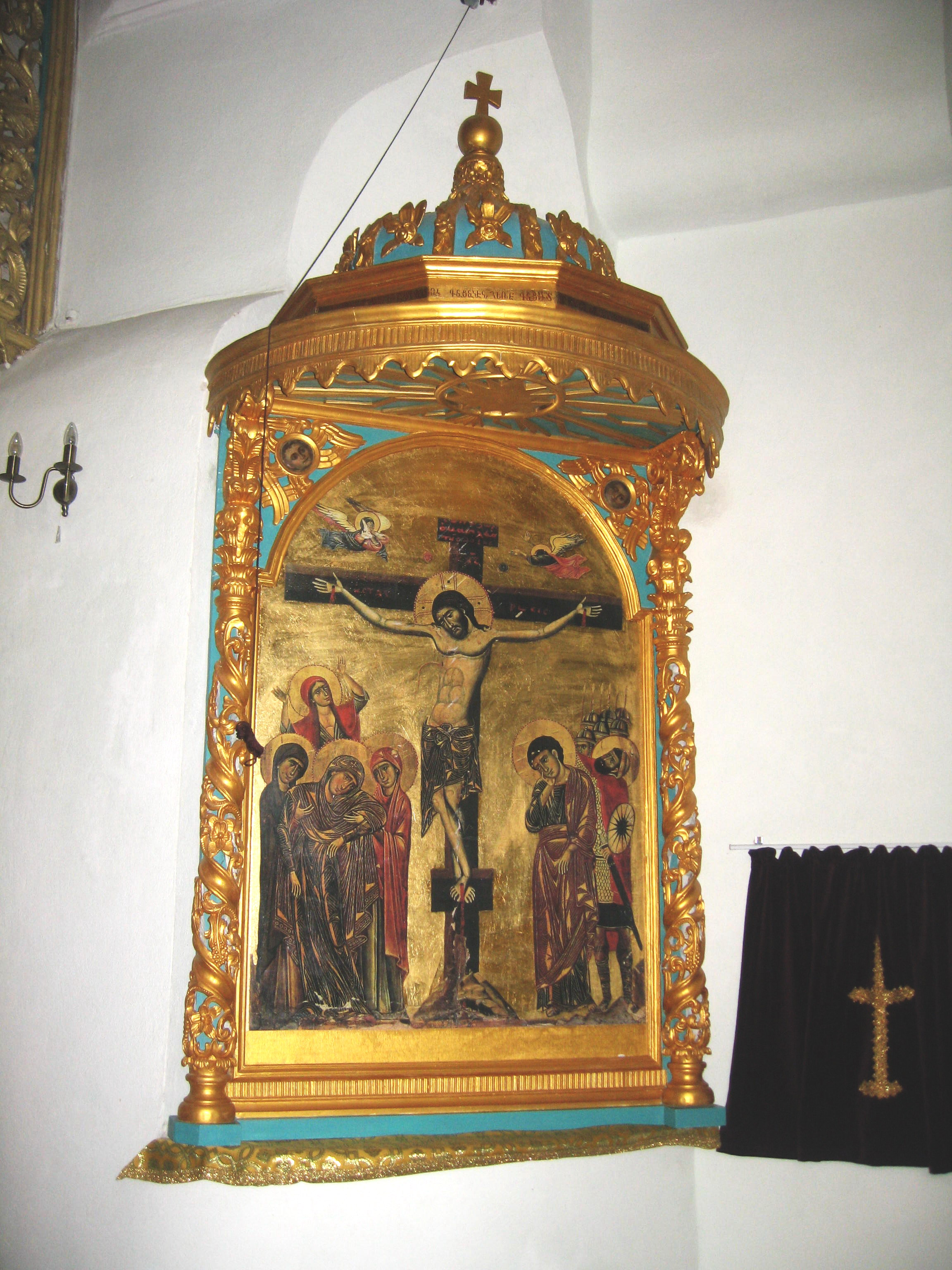
Altarul lateral din partea dreaptă
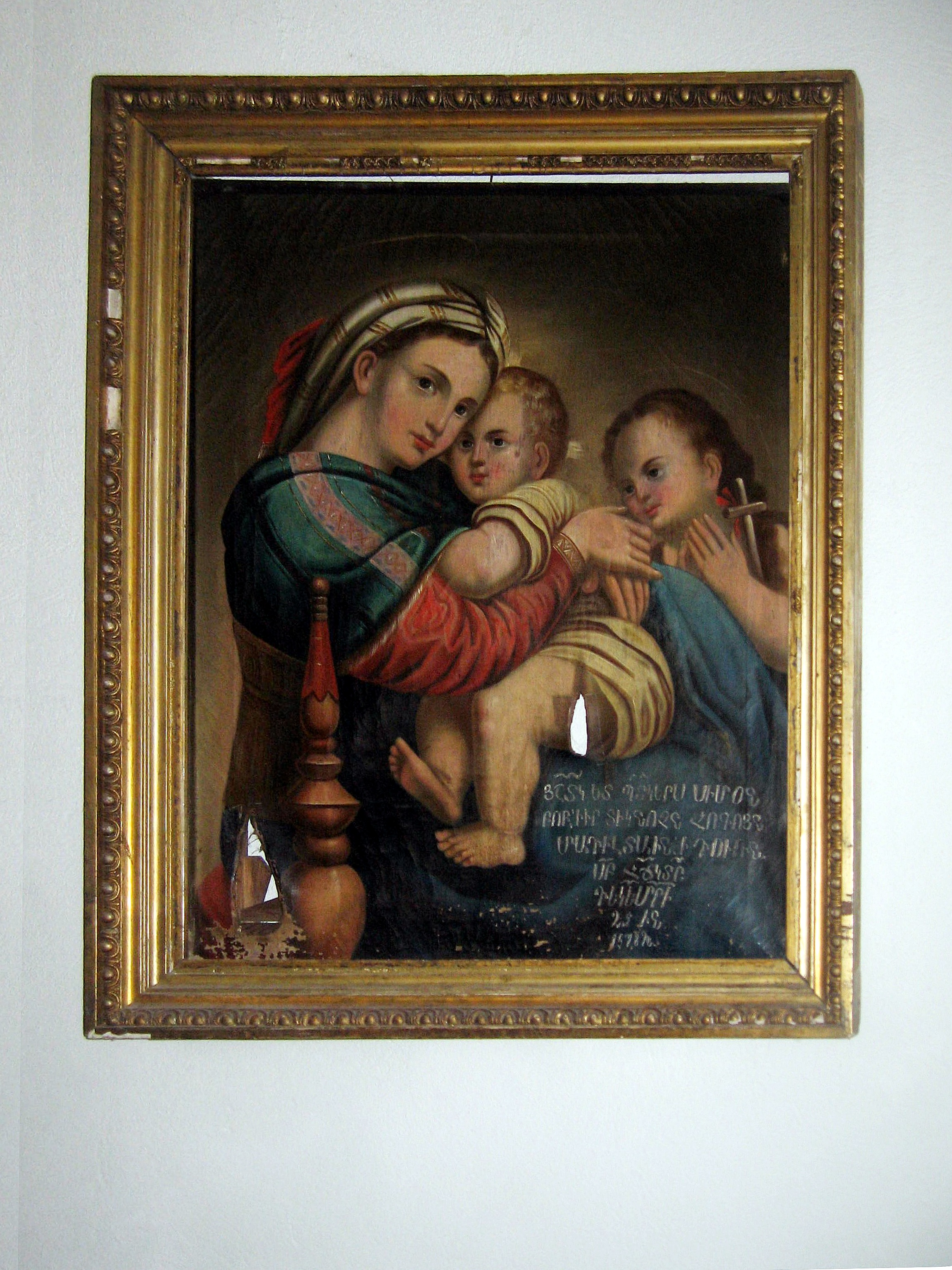
Icoana Sfintei Maria cu pruncul
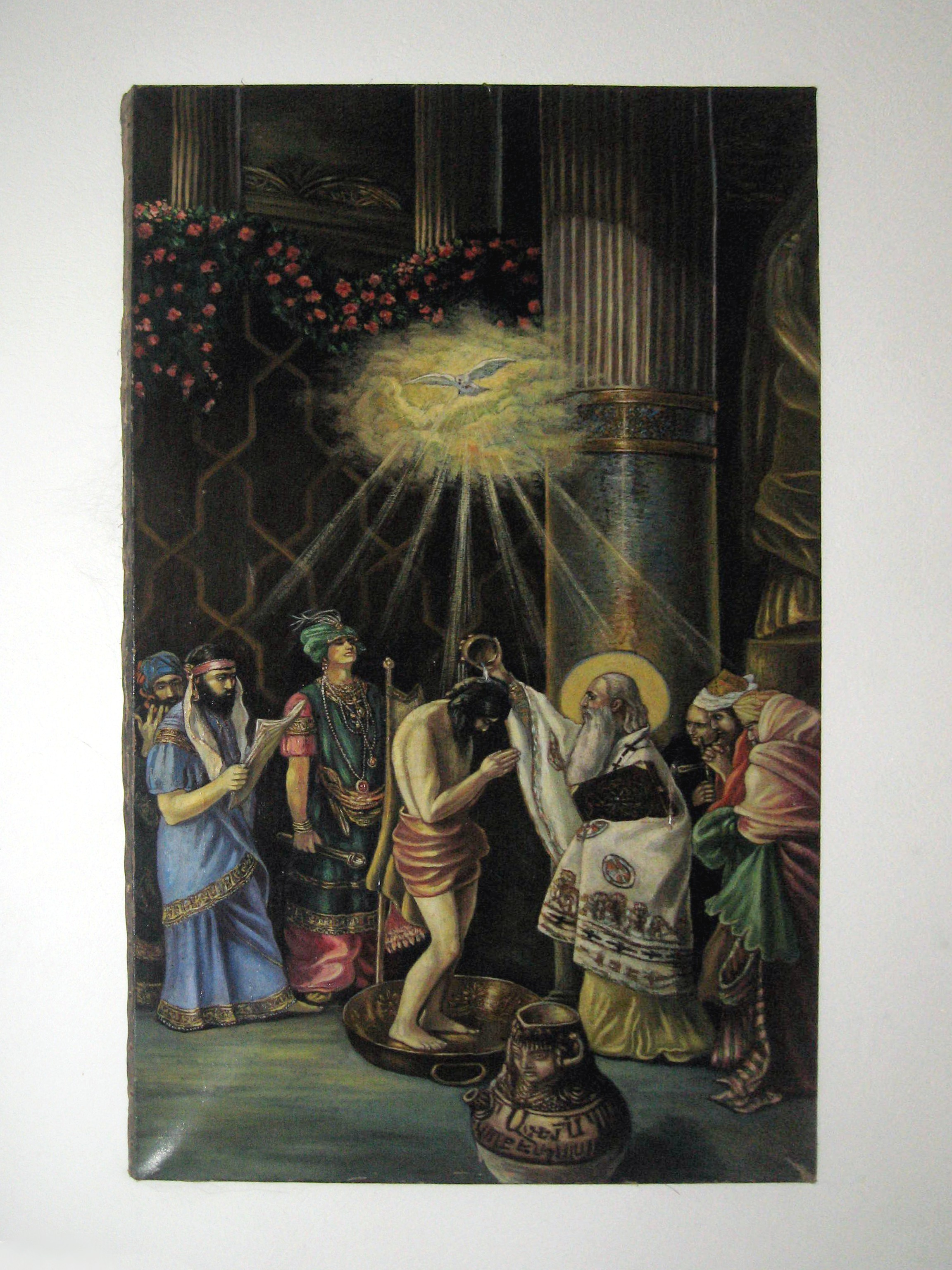
Icoană
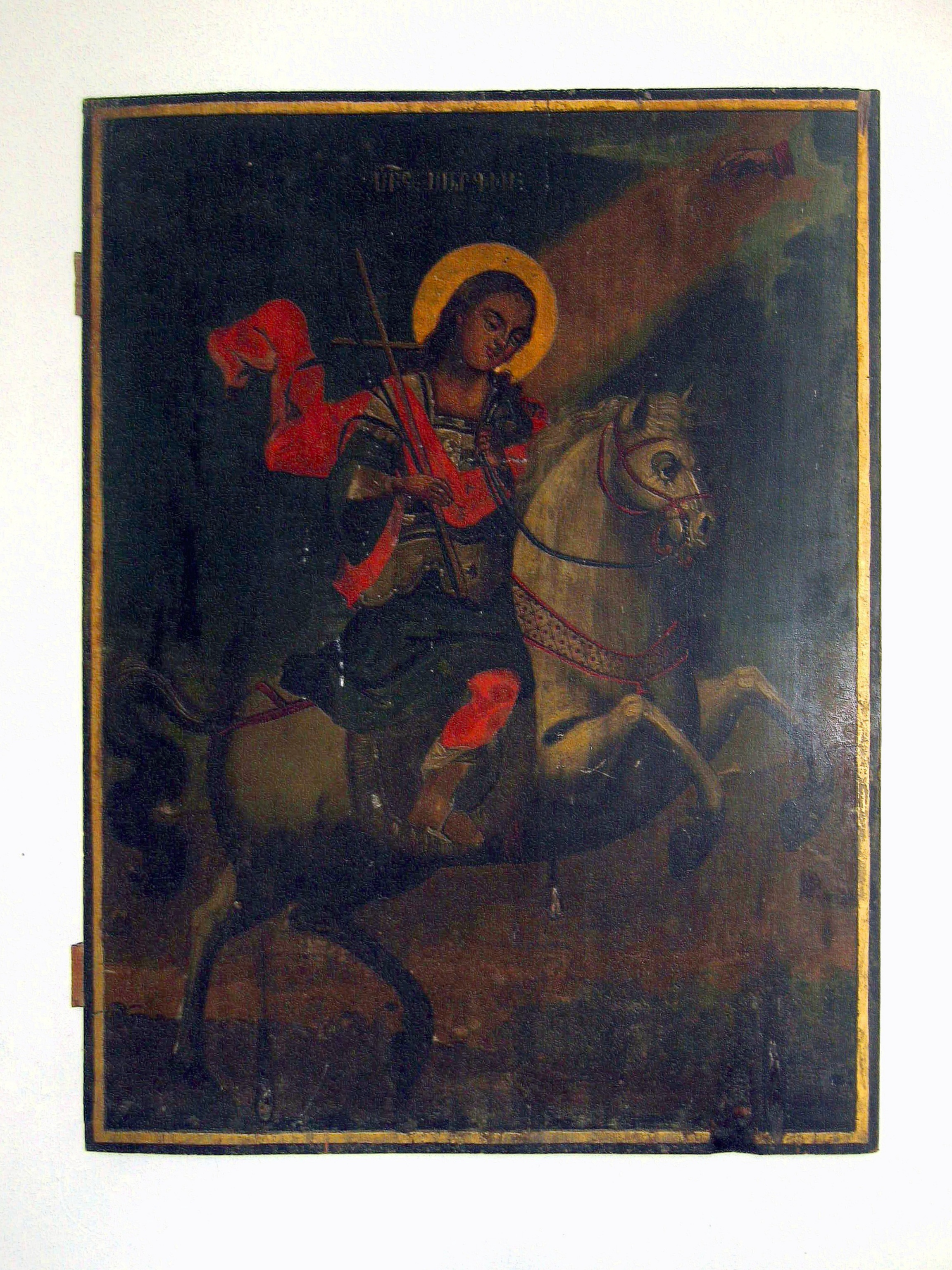
Icoană
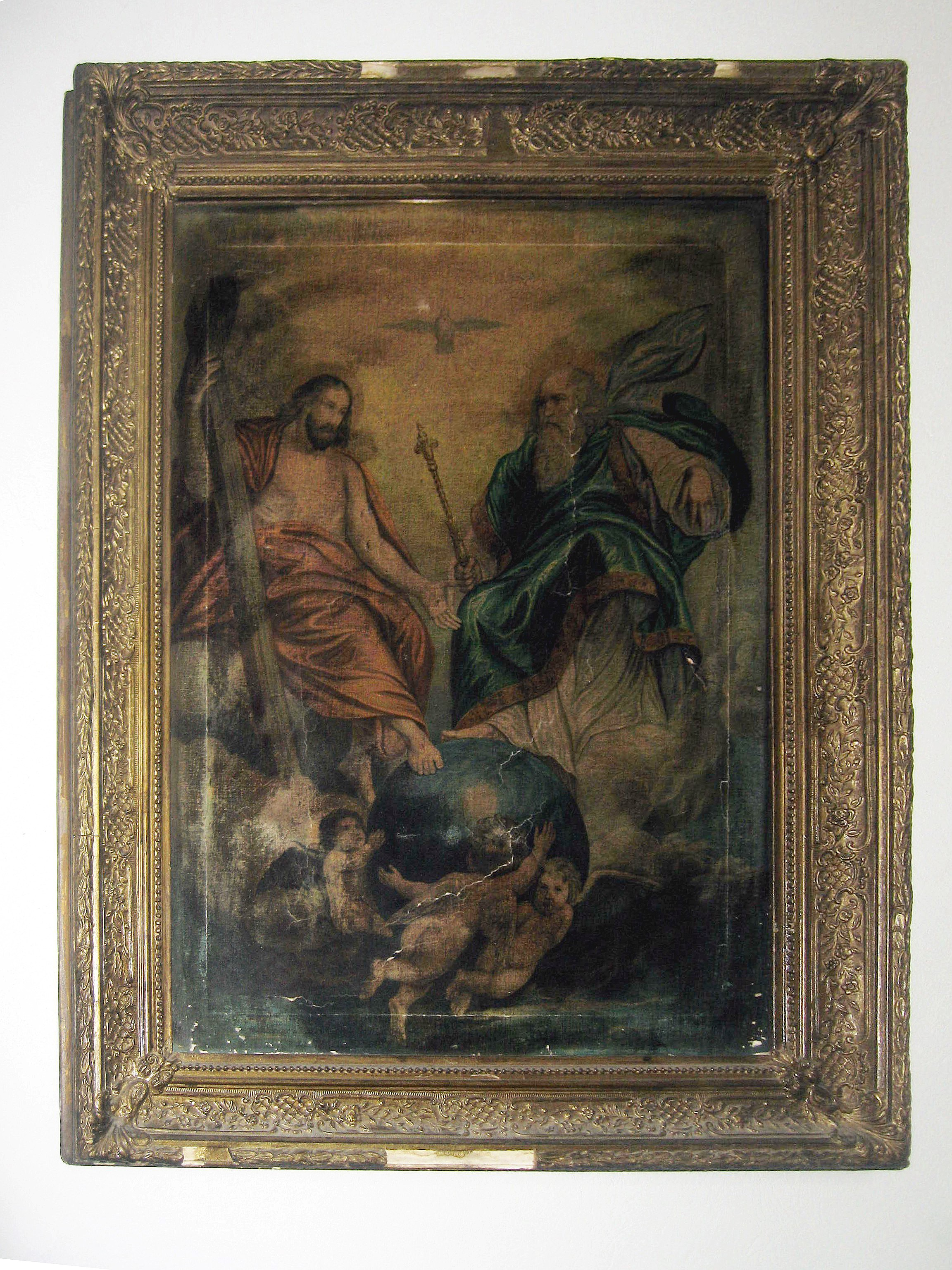
Icoană
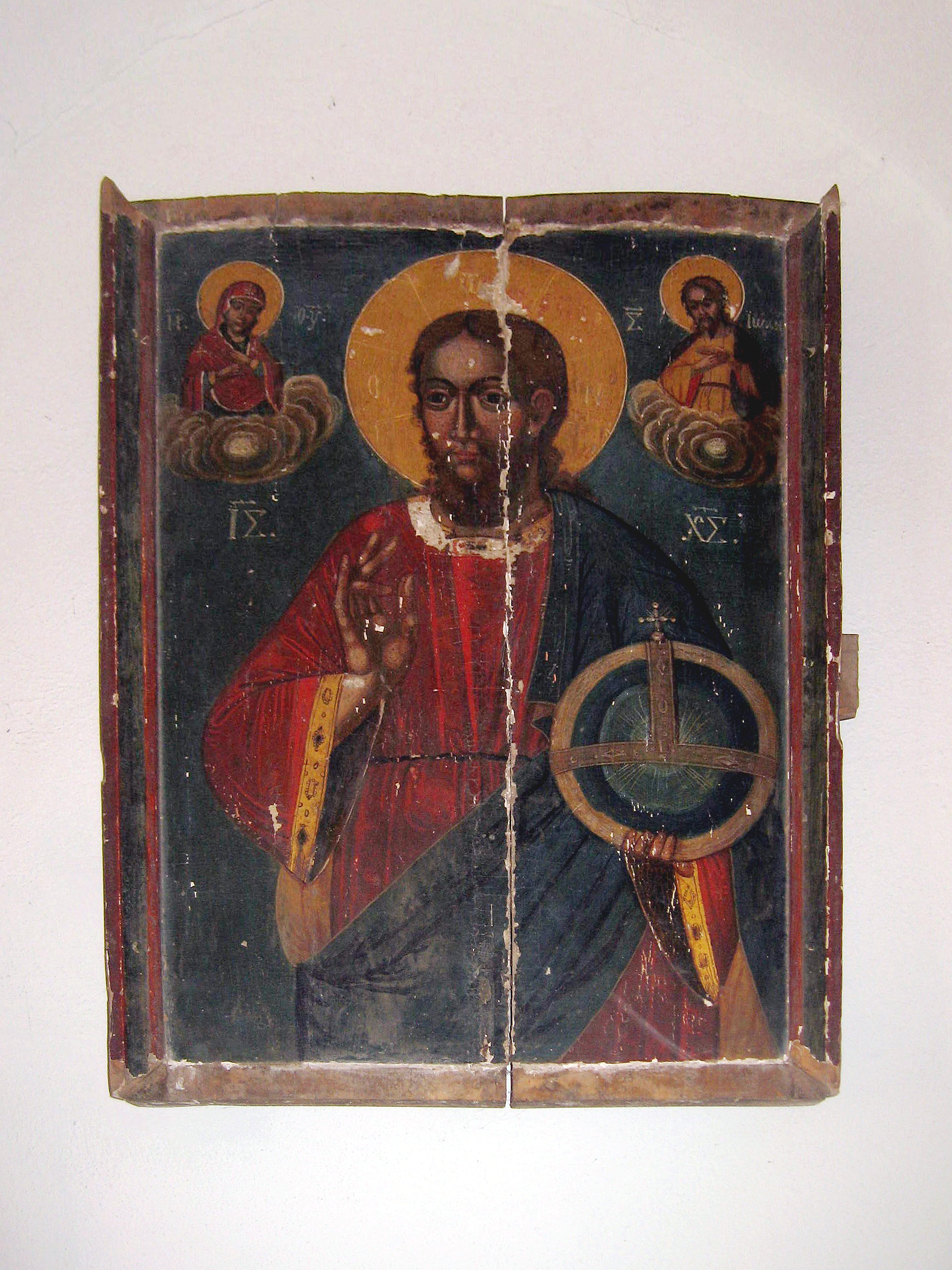
Icoană
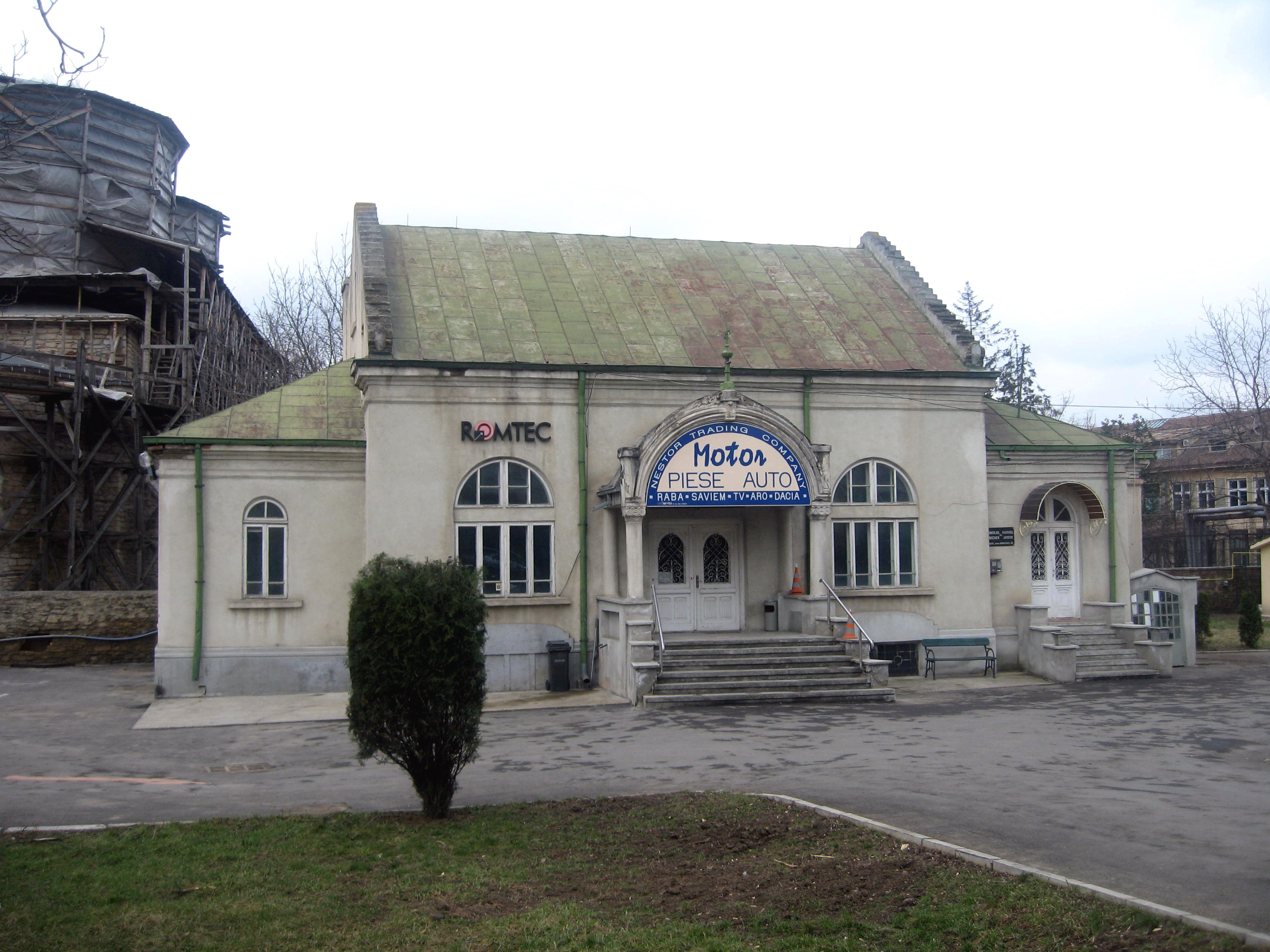
Fostul ateneu armenesc, azi Casă parohială
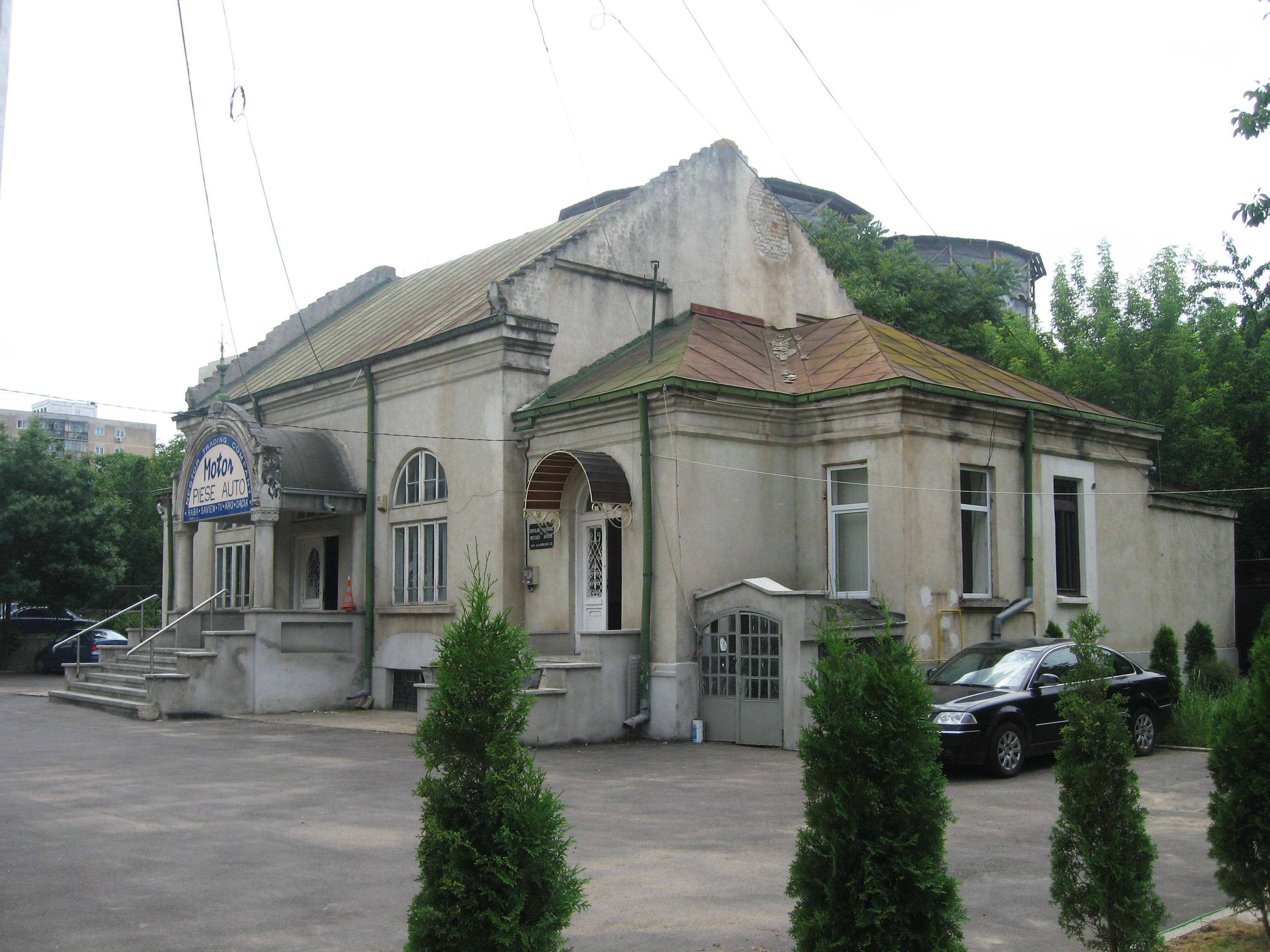
Fostul ateneu armenesc, azi Casă parohială
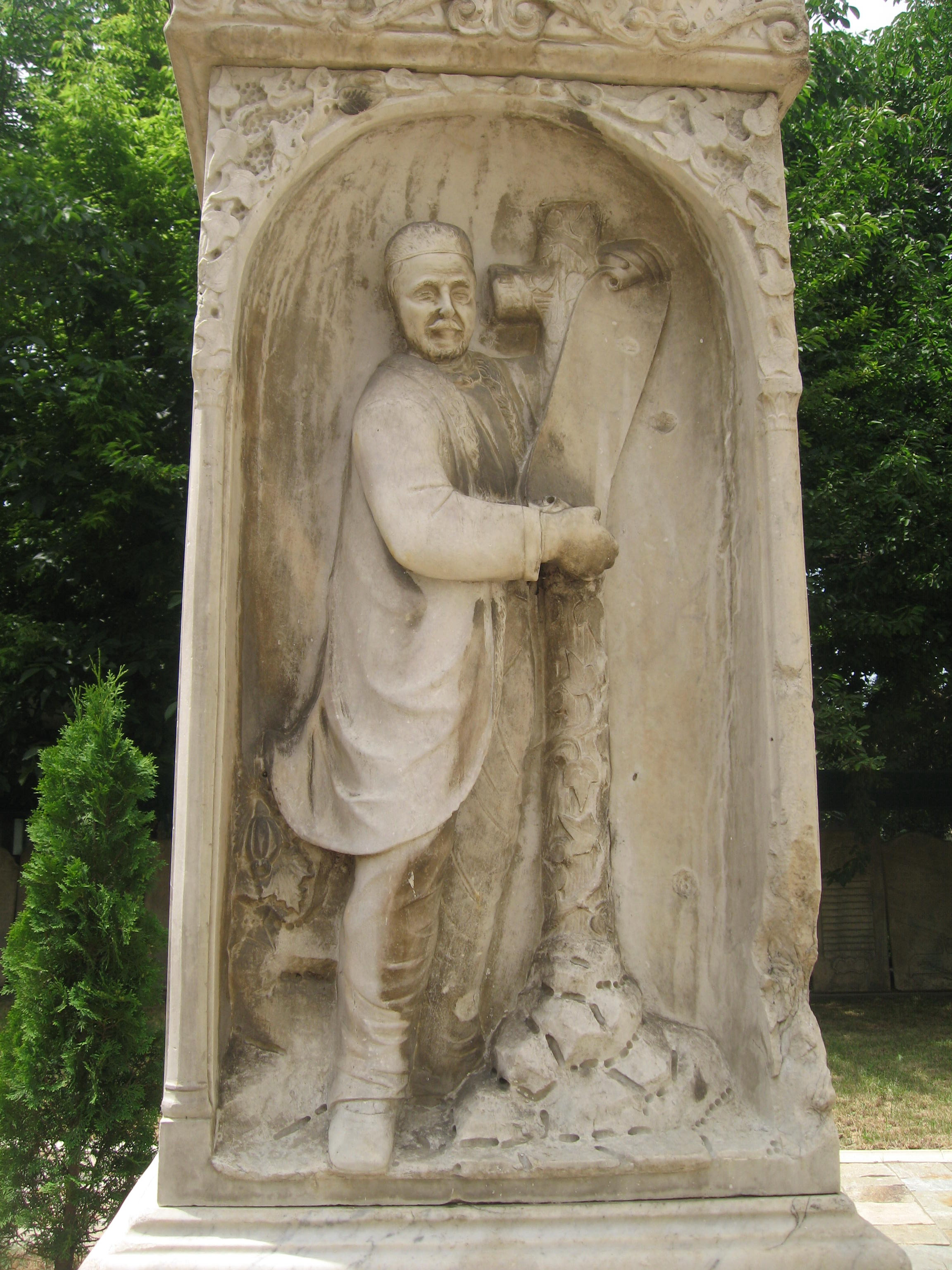
Basorelief cu chipul negustorului Ioan Christe Popovici, sculptat pe monumentul său funerar
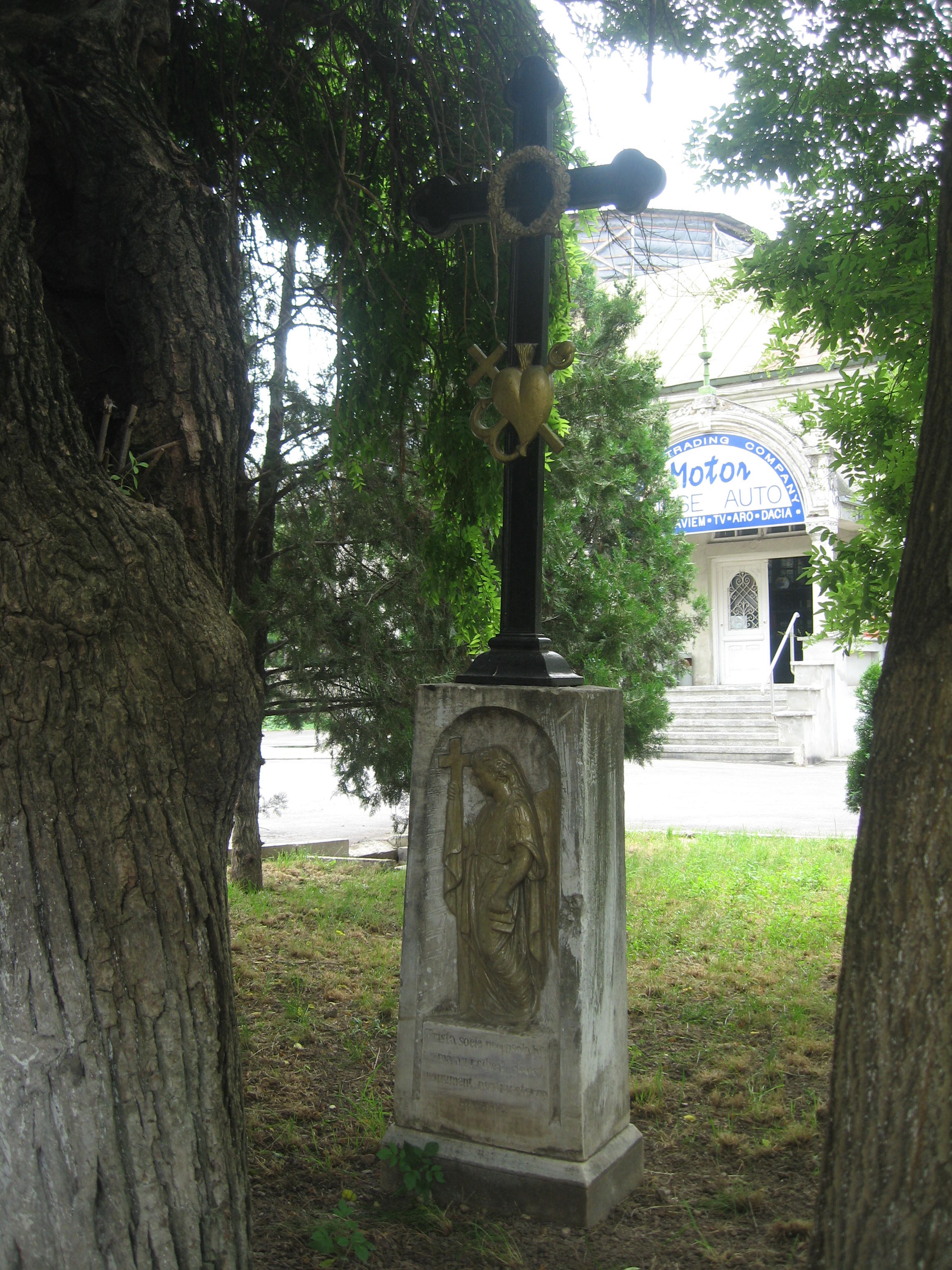
Monumentul funerar al lui Ghiumiusi Caramliu (1796-1854) și al fiului său, Horiton Caramliu (1825-1873) din curtea bisericii
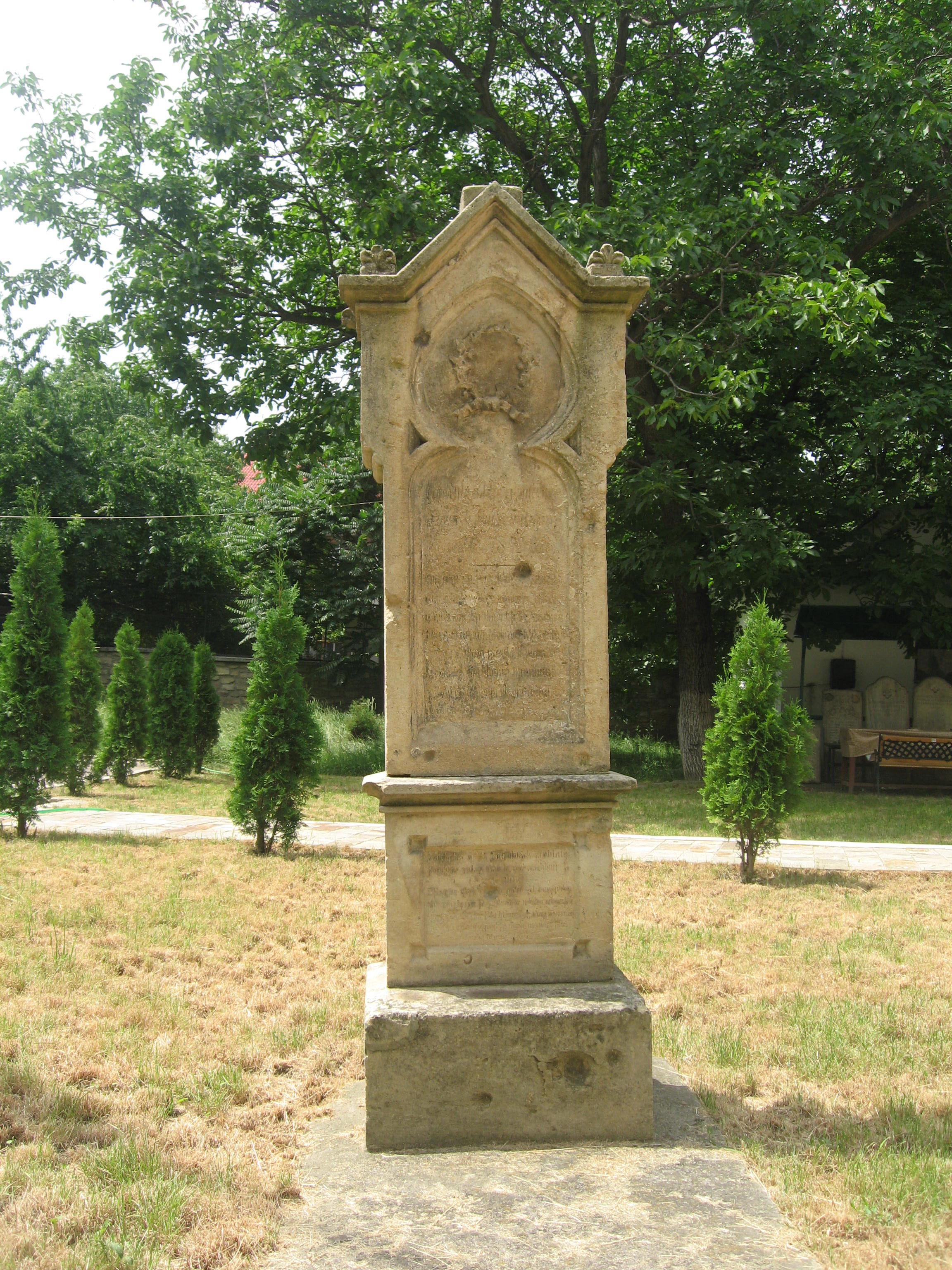
Monument funerar fără cruce în curtea bisericii
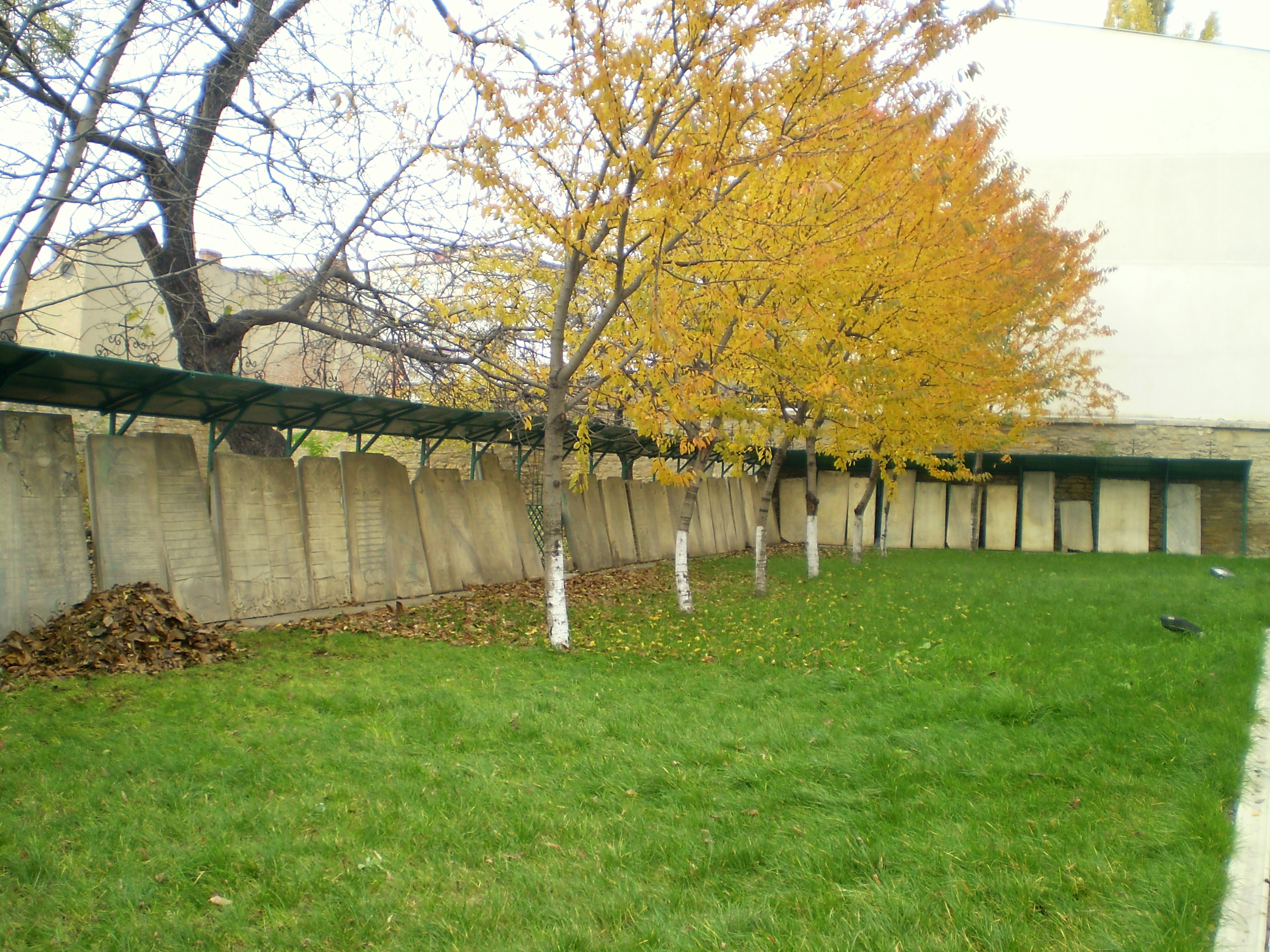
Lespezi funerare aflate în curtea bisericii
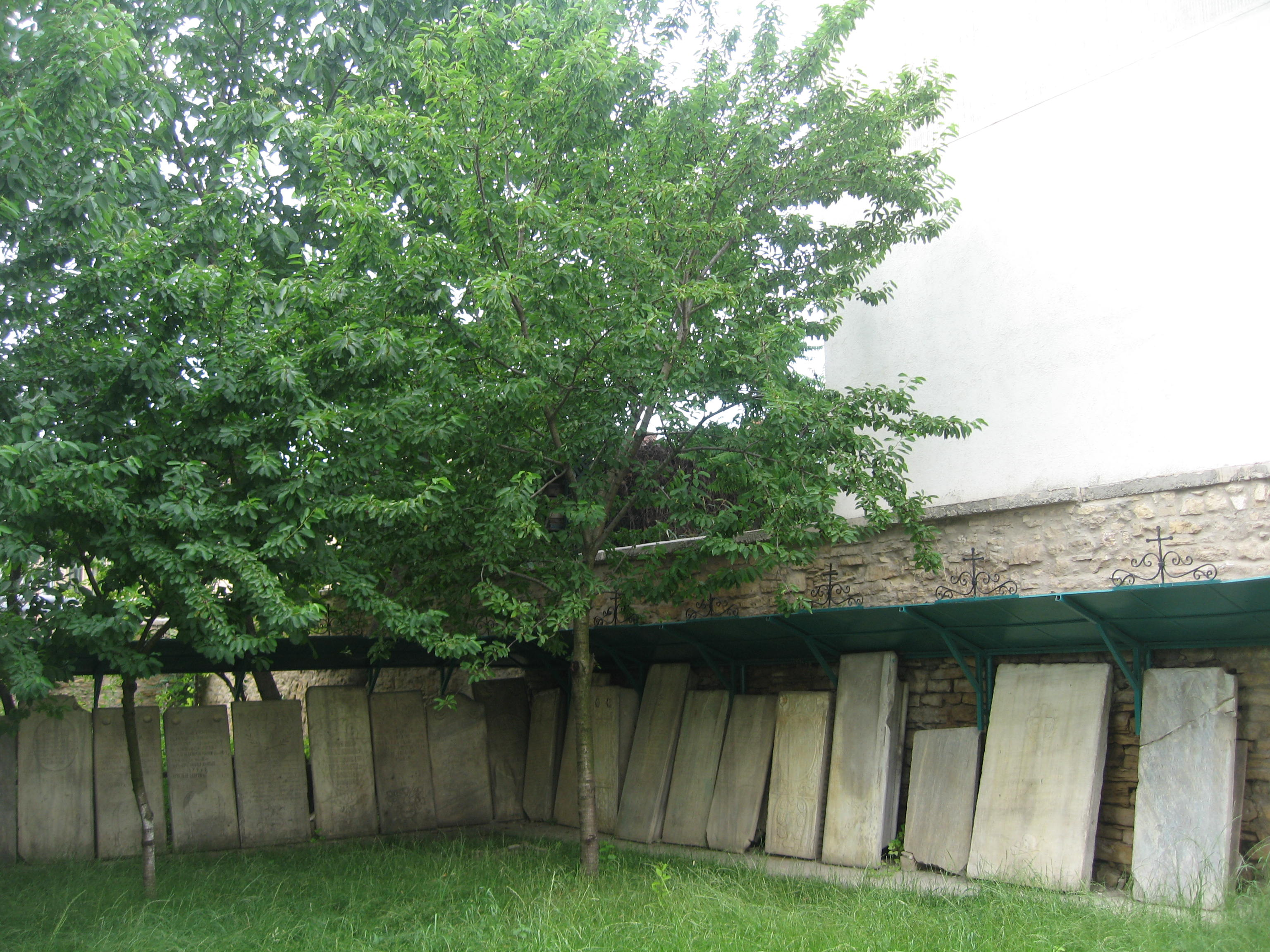
Lespezi funerare aflate în curtea bisericii
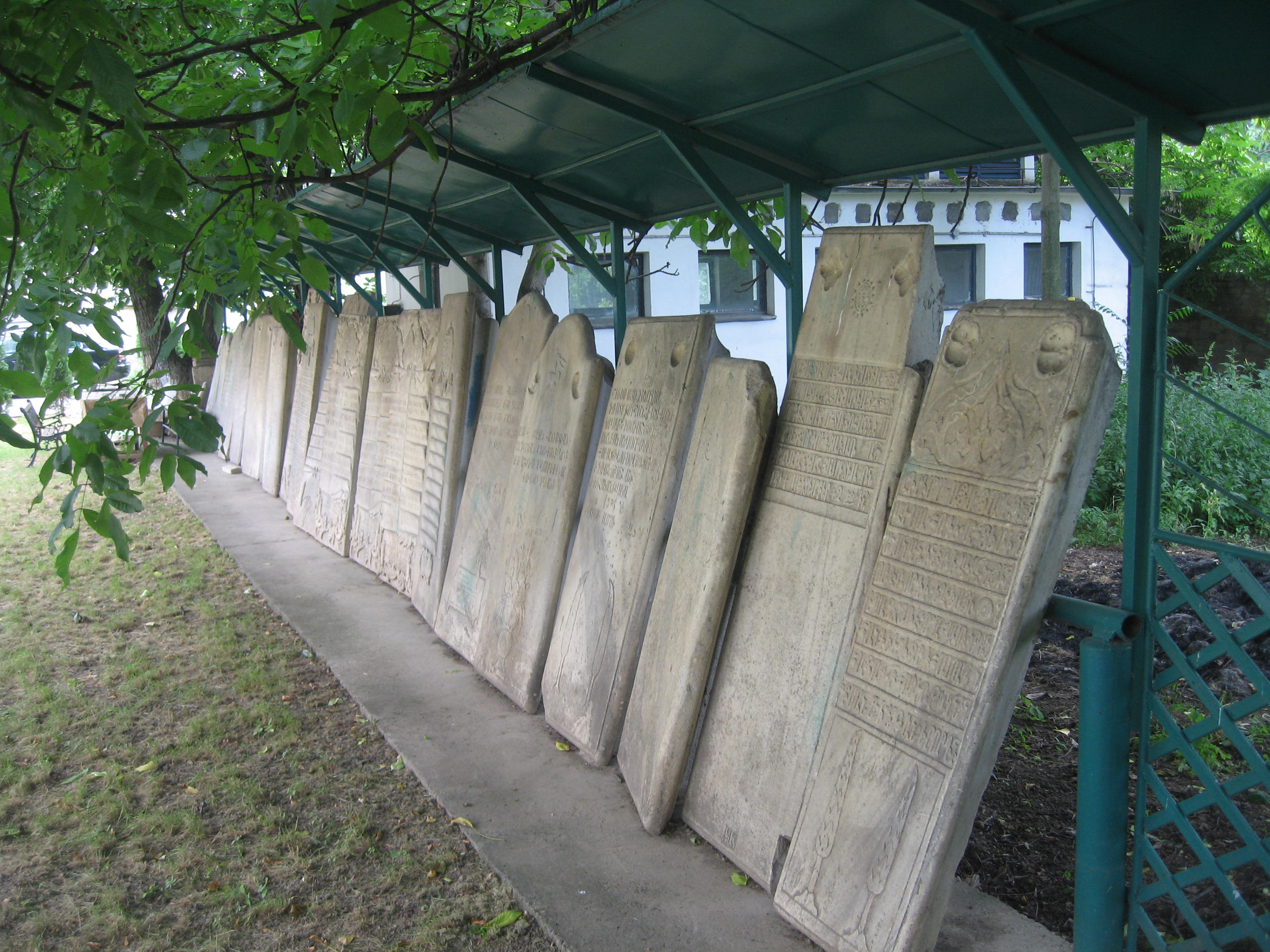
Lespezi funerare aflate în curtea bisericii